# Albrecht Dürer
Pour les articles homonymes, voir Dürer.
Albrecht Dürer, né le 21 mai 1471 à Nuremberg (Saint-Empire), où il est mort le 6 avril 1528, est un dessinateur, graveur, peintre allemand de la Renaissance, également connu comme théoricien de la géométrie et de la perspective linéaire. Né à Nuremberg, Dürer établit sa réputation et son influence à travers l'Europe dans sa vingtaine grâce à ses gravures sur bois de haute qualité. Il est en contact avec les grands artistes italiens de son temps, dont Raphaël, Giovanni Bellini et Léonard de Vinci, et à partir de 1512, il est patronné par l'empereur Maximilien Ier.
Le vaste corpus d'œuvres de Dürer comprend des gravures, sa technique préférée, des retables, des portraits et des autoportraits, des aquarelles et des livres. La série de gravures sur bois est plus gothique que le reste de son œuvre. Ses gravures bien connues incluent les trois Meisterstiche (estampes maîtresses) Le Chevalier, la Mort et le Diable (1513), Saint Jérôme dans sa cellule (1514) et Melencolia I (1514). Ses aquarelles font de lui l'un des premiers paysagistes européens, tandis que ses gravures sur bois ont révolutionné le potentiel de ce médium.
Albrecht Dürer est un artiste qui a beaucoup voyagé, connu un grand succès et réellement pensé l'art. Héritier d'une tradition nordique, il a pleinement intégré les avancées italiennes de son temps pour devenir un artiste réputé et célébré de son vivant : l'introduction par Dürer de motifs classiques dans l'art du Nord, grâce à sa connaissance des artistes de la Renaissance italienne et des humanistes allemands, lui a valu la réputation d'être l'une des figures les plus importantes de la Renaissance nordique, et plus particulièrement de la Renaissance allemande. Ceci est renforcé par ses traités théoriques, qui impliquent des principes de mathématiques, de perspective et de proportions idéales.
Il signe « Albertus Dürer Noricus », « Dürer Alemanus » ou encore le plus souvent de son monogramme. Quand il est nécessaire de le différencier de son père Albrecht Dürer l'Ancien, beaucoup moins célèbre, on dit « Albrecht Dürer le Jeune » (en allemand : « Albrecht Dürer der Jüngere »).

## Patronyme
Albrecht Dürer l'Ancien, originaire du village d' Ajtós près de la ville de Gyula en Hongrie, est connu sous ce nom (Ajtósi Dürer Albrecht) en Hongrie. Le nom allemand « Dürer » est une traduction du hongrois « Ajtósi ». En Allemagne, il s'est d'abord appelé Thürer (fabricant de portes), ajtós en hongrois, de ajtó, signifiant porte. Une porte figure dans les armoiries acquises par la famille.
Albrecht Dürer le Jeune change ensuite « Türer » en « Dürer », pour s'adapter à la prononciation franconienne des consonnes dures usuelles à Nuremberg et, avec la conversion en Dürer, créé la condition préalable à son monogramme, le A majuscule avec le D en dessous.
Dürer est le premier artiste important après Martin Schongauer à marquer systématiquement ses estampes d'un monogramme. Cette attribution devient bientôt un sceau d'approbation qui est également imité.

## Biographie

### Jeunesse (1471–1490)

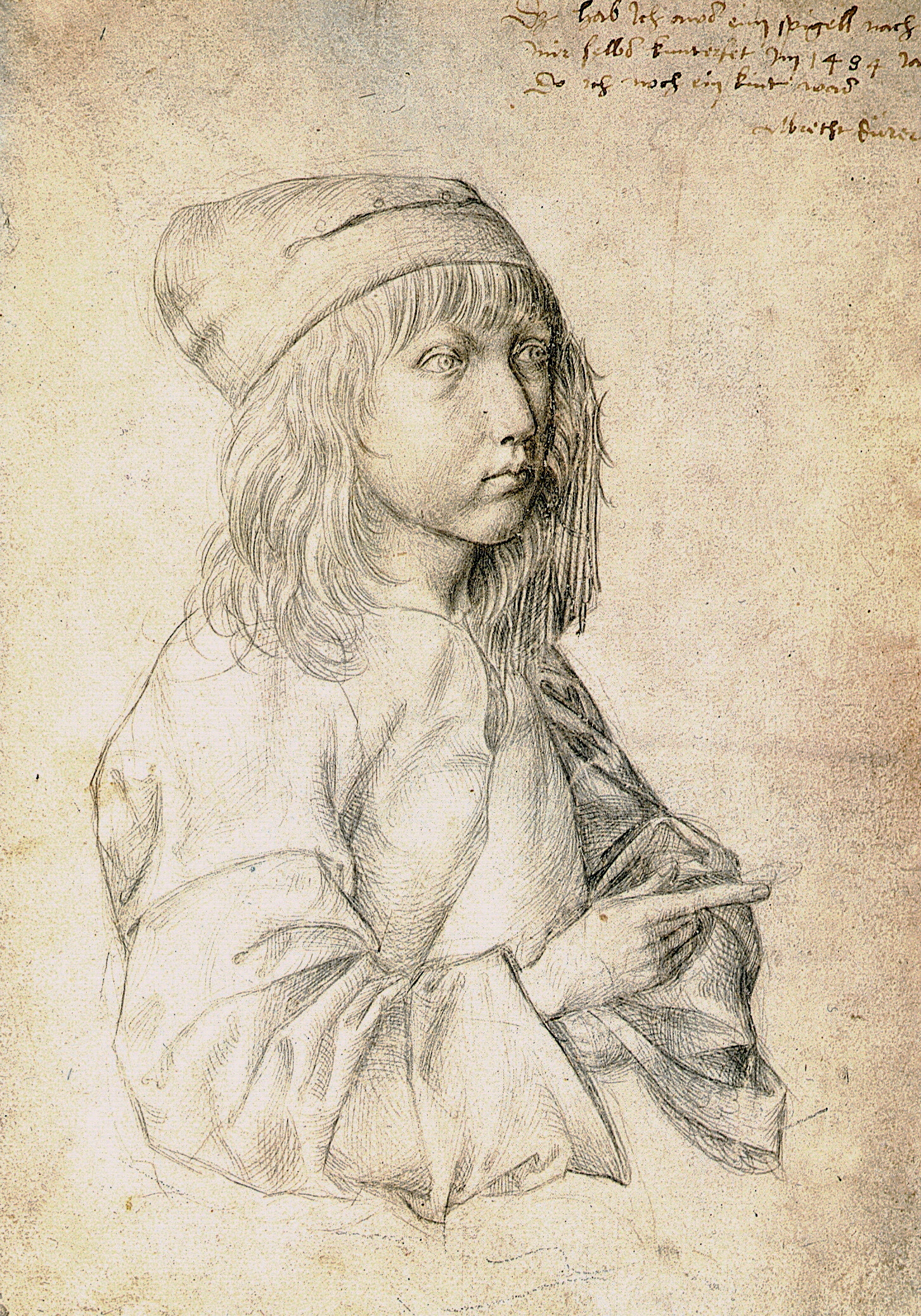
Autoportrait à l'âge de treize ans, 1484, Albertina, Vienne.

Albrecht Dürer nait le 21 mai 1471, troisième enfant et deuxième fils d'Albrecht Dürer l'Ancien et de Barbara Holper, fille de son maître l'orfèvre nurembergeois Hieronymus Holper, qui se sont mariés en 1467 et ont eu dix-huit enfants ensemble,. Il naît dans une ville à l'économie prospère, qui est aussi l'un des principaux centres européens de production du livre imprimé illustré. Sur les dix-huit enfants du couple, il est l'un des trois à atteindre l'âge adulte, avec ses frères cadets, l'orfèvre Endres Dürer, né en 1484, et le graveur Hans Dürer, né en 1490, peintre à la cour de Sigismond Ier.
Albrecht Dürer l'Ancien (à l'origine Albrecht Ajtósi) est un orfèvre prospère qui, en 1455, a déménagé à Nuremberg depuis Ajtós près de Gyula en Hongrie. Il a épousé la fille de son maître, Barbara Holper, lorsqu'il a lui-même été qualifié de maître. L'un des frères d'Albrecht, Hans Dürer, est également peintre et s'est formé auprès de lui. Un autre des frères d'Albrecht, Endres Dürer, reprend l'entreprise de leur père et est un maître orfèvre.
À partir de 1475, la famille Dürer vit dans sa propre maison en contrebas du château (Burgstrasse 27, dans la maison d'angle de la rue en contrebas des Vesten, aujourd'hui Obere Schmiedgasse). Albrecht Durer  décrit sa mère comme une pratiquante diligente qui punit « diligemment » et souvent ses enfants et qui, probablement affaiblie par les nombreuses grossesses, était souvent malade.

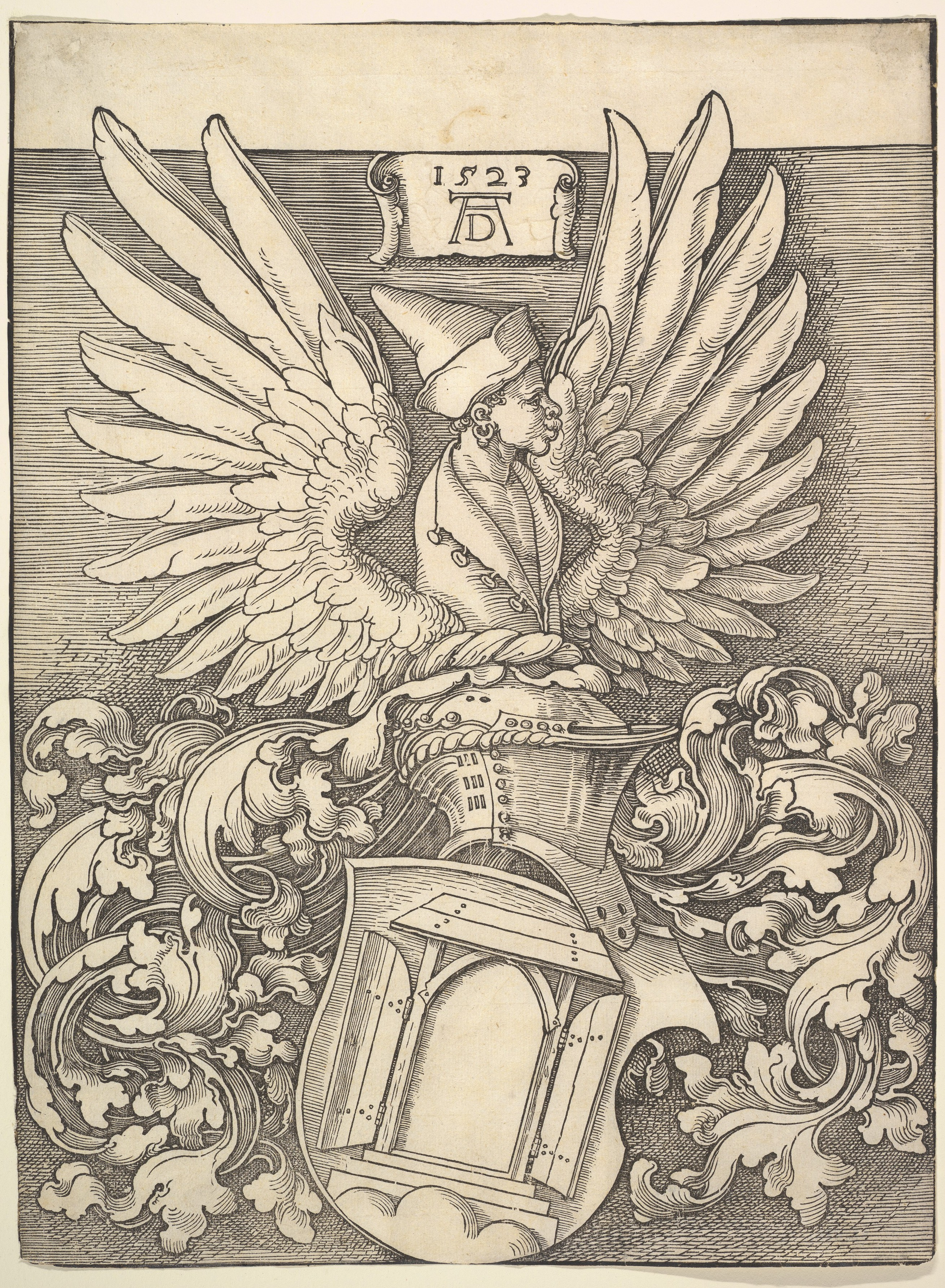
Gravure sur bois par Dürer de ses armoiries, qui comportent une porte en guise de jeu de mots sur son nom, ainsi que le buste ailé d'un maure.

Son parrain est Anton Koberger, orfèvre devenu l'imprimeur le plus influent de la ville et l'éditeur le plus prospère d'Allemagne, possédant finalement vingt-quatre presses à imprimer et un certain nombre de bureaux en Allemagne et à l'étranger. En 1493, il édite La Chronique de Nuremberg, à laquelle il est possible que Dürer ait participé car le travail sur le projet a commencé alors qu'il était avec Wolgemut.
Selon la tradition familiale, Albrecht est lui aussi destiné au métier d'orfèvre. À 13 ans, il commence son apprentissage de trois ans et apprend à se servir du burin et de la pointe avec son père. Ce dernier est un artisan pétri du mode de pensée médiéval. Dans son travail, il reproduit des œuvres de commande où la principale recherche est l'habileté technique, la solution à un problème physique. Le jeune Dürer y développe aussi son goût pour le dessin et pour la ligne, compétences requises pour le métier d'orfèvre. Ayant lui-même effectué un voyage d'apprentissage en Flandres, son père est sans doute le tout premier à lui donner l'accès à la production des peintres flamands Jan van Eyck et Rogier van der Weyden. Il peut avoir bénéficié des réseaux de son père qui travaille aussi bien pour le Conseil de la ville que pour Frédéric III (empereur du Saint-Empire).
Un autoportrait, un dessin à la pointe d'argent, est daté de 1484 (Albertina, Vienne) « quand j'étais enfant », comme le dit son inscription ultérieure. Le dessin est l'un des premiers dessins d'enfants de toutes sortes et, en tant qu'Opus premier de Dürer, a contribué à définir son œuvre comme dérivant de lui-même et toujours liée à lui-même.
Voyant les dons de son fils pour le dessin, son père lui permet d'entrer dans l'atelier d'un peintre : le 30 novembre 1486, il devient l'apprenti de Michael Wolgemut, le peintre le plus en vue de la cité, avec un grand atelier produisant une variété d'œuvres d'art, en particulier des gravures sur bois pour des livres, avec qui il apprend à manier la plume et le pinceau, à copier et dessiner d'après nature, à peindre des paysages à l'eau et à l'huile. Il se familiarise également avec la technique de gravure sur bois. Il y reste trois ans.
Nuremberg est alors une ville importante et prospère, un centre d'édition et de nombreux métiers de luxe. Elle a des liens étroits avec l'Italie, en particulier Venise, relativement à proximité à travers les Alpes.
Dürer découvre les modèles italiens chez Wolgemut qui travaille à partir de 1493 à l'illustration de l'Archetypus Triumphantis Romae, un ambitieux projet qui ne voit pas le jour, mais pour lequel 316 bois sont gravés, qui documentent la réception précoce des modèles italiens à Nuremberg, quatre parmi les trente-six xylographies conservées étant des copies d'après Les Triomphes de Pétrarque édités à Venise par Piero de Piasi en 1492. Dix-sept autres sont des copies d'après les Tarots de Mantegna, qui attestent de la présence des originaux au sein de l'atelier de Wolgemut, auxquels Dürer a accès, comme les copies qu'il dessine en témoignent.

### Premiers voyages et mariage (1490–1494)

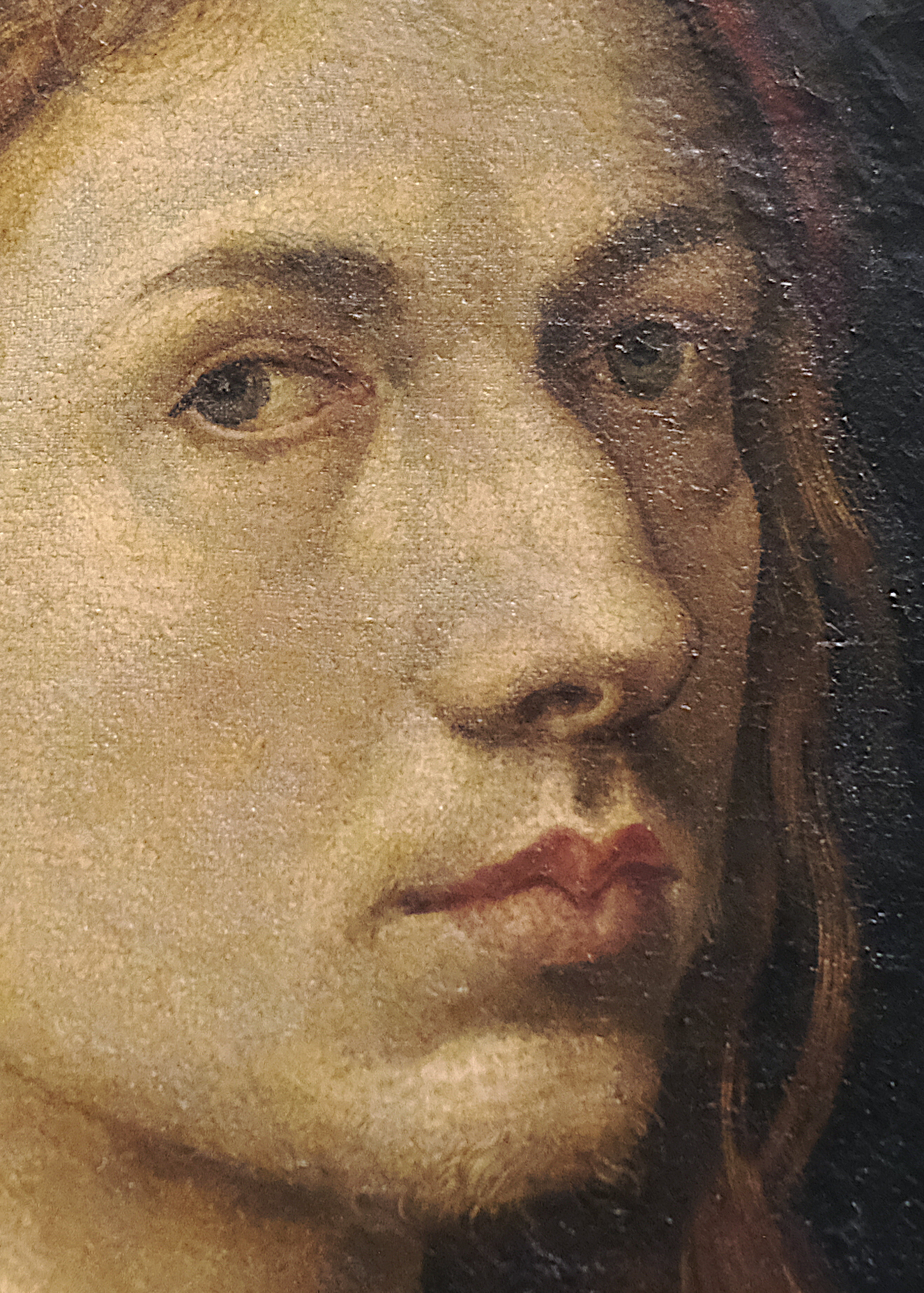
Dürer en 1493 (Autoportrait au chardon, détail, musée du Louvre).

Comme le veut la coutume allemande commune de prendre des Wanderjahre -  une parenthèse utile - au cours desquelles l'apprenti acquiert des compétences d'artistes dans d'autres domaines, à l'instigation de son père, Dürer prend la route dès qu'il a terminé son apprentissage, le 11 avril 1490, après Pâques. Dürer devait passer environ quatre ans à l'extérieur. Il doit, semble-t-il, gagner Colmar pour y travailler auprès de Martin Schongauer, le plus grand graveur de l'époque. Il ne s'y rend pas directement, mais, on n'a pu qu'émettre des hypothèses sur son voyage. D'après certains indices on le suppose en Hollande et à Francfort, d'où il aurait remonté le cours du Rhin pour arriver à Colmar en 1492. Il y arrive trop tard : Schongauer est mort le 2 février 1491. Dürer est accueilli par les frères de Schongauer, les orfèvres Caspar et Paul et le peintre Ludwig. En 1493, Dürer se rend à Strasbourg, où il aurait fait l'expérience de la sculpture auprès de Nicolas Gerhaert de Leyde. Il peint son premier autoportrait  (maintenant au musée du Louvre) à cette époque, probablement pour être envoyé à sa fiancée à Nuremberg.
Au début de 1492, il se rend à Bâle, ville de premier plan pour la production du livre imprimé, chez un autre frère de Martin Schongauer, Georg, riche orfèvre de la ville, où il arrive à la fin du printemps. C'est aussi la ville où les célèbres gravures sur bois de La Nef des fous de Sébastien Brant (imprimée pour la première fois en 1494) ont été créées. Il fait rapidement connaissance avec Nicolaus Kessler, éditeur, qui publiera de lui une page-titre pour une édition des Lettres de saint Jérôme. Il rencontre alors trois autres éditeurs : Johann Amerbach avec qui il aura une amitié durable, Michael Furter et Bergmann. À l'automne 1493, Dürer quitte Bâle pour Strasbourg. Il y réalise au moins deux portraits et y reçoit l'ordre de rentrer à Nuremberg où il arrive le 18 mai 1494, pour y épouser la jeune Agnes Frey. Ces séjours à Bâle et à Strasbourg restent débattus.
Très peu de temps après son retour à Nuremberg, le 7 juillet 1494, à l'âge de 23 ans, Dürer épouse Agnès Frey à la suite d'un arrangement conclu pendant son absence. Agnès est la fille d'un éminent brasseur (et harpiste amateur) de la ville. Aucun enfant ne nait du mariage et avec Albrecht, le nom de Dürer s'éteint. Le mariage entre Agnès et Albrecht n'est pas heureux, comme l'indiquent les lettres de Dürer dans lesquelles il plaisante avec son  ami Willibald Pirckheimer d'un ton extrêmement rugueux à propos de sa femme. Il la traite de « vieux corbeau » et fait d'autres remarques vulgaires. Pirckheimer ne cache pas également son antipathie envers Agnès, la décrivant comme une musaraigne avare à la langue amère, qui a contribué à la mort de Dürer à un jeune âge. Il est ami depuis sa jeunesse avec le patricien et humaniste Willibald Pirckheimer ; des recherches récentes considèrent qu'il est possible que cette relation ait également eu un côté homoérotique,. Albrecht pourrait être bisexuel, sinon homosexuel : plusieurs de ses œuvres contiennent des thèmes de désir homosexuel et sa correspondance avec certains amis masculins très proches sont de nature particulièrement intime.

### Premier voyage en Italie
Presque aussitôt, à l'automne 1494, il laisse son épouse pour faire un voyage en Italie du Nord, principalement à Venise, peut-être poussé par une épidémie de peste noire qui sévit à Nuremberg. Willibald Pirckheimer est alors étudiant à Pavie. Sur le chemin du retour, il peint dans les Alpes une série d'aquarelles de paysage. Certaines ont survécu et d'autres peuvent être déduites de paysages précis de lieux réels dans ses travaux ultérieurs, par exemple sa gravure Nemesis.
Il se rend à Venise pour étudier son monde artistique plus avancé. Grâce à la tutelle de Wolgemut, Dürer a appris à faire des gravures à la pointe sèche et à concevoir des gravures sur bois dans le style allemand, sur la base des œuvres de Schongauer et du Maître du Livre de Raison. Il aurait également eu accès à quelques œuvres italiennes en Allemagne, mais les deux séjours qu'il fait en Italie ont sur lui une énorme influence. Il écrit que Giovanni Bellini est le plus ancien et toujours le meilleur des artistes de Venise. Ses dessins et gravures montrent l'influence d'autres, notamment Antonio Pollaiuolo, avec son intérêt pour les proportions du corps, Lorenzo di Credi, et Andrea Mantegna, dont il a produit des copies pendant sa formation Dürer a probablement aussi visité Padoue, Crémone et Mantoue lors de ce voyage.
La preuve de ce voyage n’est pas concluante ; la suggestion qu’il a eu lieu est soutenue par Panofsky dans son Albrecht Dürer (1943) et est acceptée par une majorité de chercheurs, y compris plusieurs commissaires de la grande exposition de 2020-22 « Voyages de Dürer », mais est contestée par d’autres érudits, dont Katherine Crawford Luber. Des recherches récentes mettent en doute que Dürer ait jamais traversé les frontières de l'aire germanophone au cours de ce voyage et les indices réfutant un séjour à Venise s'accumulent : Dürer lui-même ne mentionne pas de voyage à Venise en 1494-95 dans sa chronique familiale. Certains interprètent les traits italiens de ses œuvres de 1497 comme une influence directe du peintre padouan Andrea Mantegna, qui n'est pas à Padoue en 1494-95, mais dont Dürer aurait pu y voir les œuvres. La seule chose qui puisse être prouvée est que Dürer était à Innsbruck, Trente et Arco près du lac de Garde. Dans ses aquarelles, il n'y a aucune trace d'un endroit au sud d'Arco, ni de Venise. L'itinéraire va également à l'encontre de la théorie de Venise : pour Dürer, il aurait été plus logique d'emprunter l'itinéraire habituel des marchands de Nuremberg à Venise, qui passe par Cortina et Trévise, la « Via Norimbergi ». Les images de sa période vénitienne ultérieure et prouvable, à partir de 1505, ont des caractéristiques vénitiennes beaucoup plus fortes,

### Retour à Nuremberg (1495-1505)

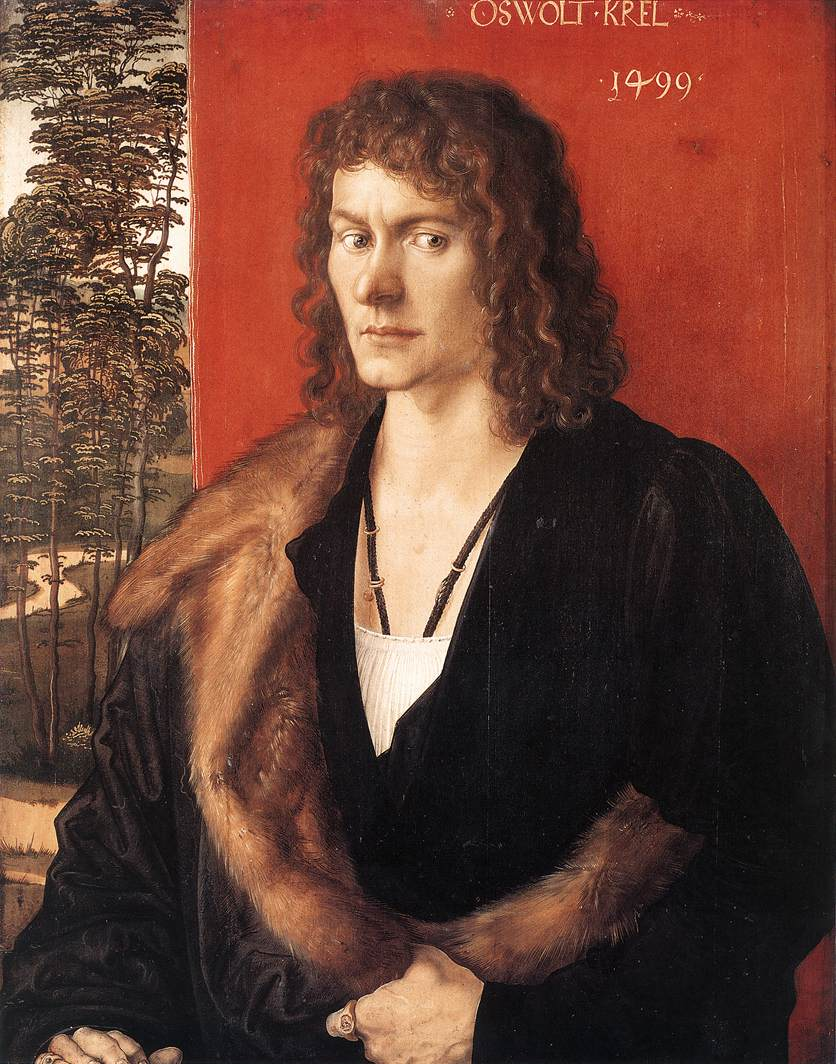
Portrait d'Oswolt Krel, marchand de Lindau (lac de Constance), participant à la société commerciale médiévale sud-allemande Große Ravensburger Handelsgesellschaft, 1499.

En 1495, il ouvre son propre atelier à Nuremberg (être marié était requis pour s'établir) où la gravure tient une place prépondérante dans sa pratique artistique dès ses premières années d'activité. Probablement à partir de 1503, il peut diriger un atelier dans la vieille ville de Nuremberg avec Hans Leonhard Schäuffelin, Hans von Kulmbach et Hans Baldung comme employés. De 1495 à 1500, il grave une soixantaine de burins et de bois.
Au cours de ces cinq années, son style intègre de plus en plus les influences italiennes dans les formes nordiques sous-jacentes. Ses meilleures œuvres dans les premières années de l'atelier sont sans doute ses gravures sur bois, principalement religieuses, mais qui comprennent des scènes profanes telles que Le Bain des hommes (vers 1496). Celles-ci sont plus grandes et plus finement découpées que la grande majorité des gravures sur bois allemandes jusqu'à présent, et beaucoup plus complexes et équilibrées dans leur composition.
On pense aujourd'hui qu'il est peu probable que Dürer ait lui-même coupé les blocs de bois ; cette tâche aurait été effectuée par un artisan spécialisé. Sa formation dans l’atelier de Wolgemut, qui fabriquait de nombreux retables sculptés et peints, et dessinait et taillait des bois pour la gravure sur bois, lui a donné une grande compréhension de ce que la technique pouvait faire pour produire, et comment travailler avec des coupeurs de blocs. Dürer soit dessine son dessin directement sur le bloc de bois lui-même, soit colle un dessin sur papier sur le bloc. Quoi qu'il en soit, ses dessins ont été détruits lors de la découpe du bloc.
Sa série de seize dessins de L'Apocalypse, son premier livre illustré, est publiée en 1498 à compte d'auteur; elle obtient un grand succès. Il réalise les sept premières scènes de la Grande Passion la même année, et un peu plus tard, une série de onze scènes sur la Sainte Famille et les saints. Le Polyptyque des Sept Douleurs, commandé par Frédéric III de Saxe en 1496, est exécuté par Dürer et ses assistants vers 1500. En 1502, son père meurt. Vers 1503-1505, il produit les dix-sept premières scènes d'un ensemble illustrant la Vie de la Vierge, qu'il ne termine pas avant plusieurs années. Ni celles-ci ni la Grande Passion ne sont publiées sous forme d'ensembles avant plusieurs années, mais les tirages sont vendus individuellement en nombre considérable.
À la même époque, Dürer se forme à l'art difficile d'utiliser le burin pour faire des gravures. Il est possible qu'il ait commencé à apprendre cette technique lors de sa première formation avec son père, car c'est aussi une compétence essentielle de l'orfèvre. En 1496, il exécute le Fils prodigue, que l'historien de l'art de la Renaissance italienne Giorgio Vasari distingue pour ses éloges quelques décennies plus tard, notant sa qualité germanique. Il produit bientôt des images spectaculaires et originales, notamment Némésis (1502), Le Monstre marin ou L'Enlèvement d’Amymoné (1498) et Saint Eustache (vers 1501), avec un fond de paysage très détaillé et des animaux. Ses paysages de cette période, tels que Étang dans les bois et Moulin au saule, sont assez différents de ses aquarelles antérieures. L'accent est beaucoup plus mis sur la capture de l'atmosphère que sur la représentation de la topographie. Il réalise un certain nombre de Vierge à l'Enfant, de personnages religieux uniques et de petites scènes avec des personnages de paysans comiques. Les estampes sont très mobiles et ces œuvres le rendent célèbre dans les principaux centres artistiques d'Europe en quelques années.

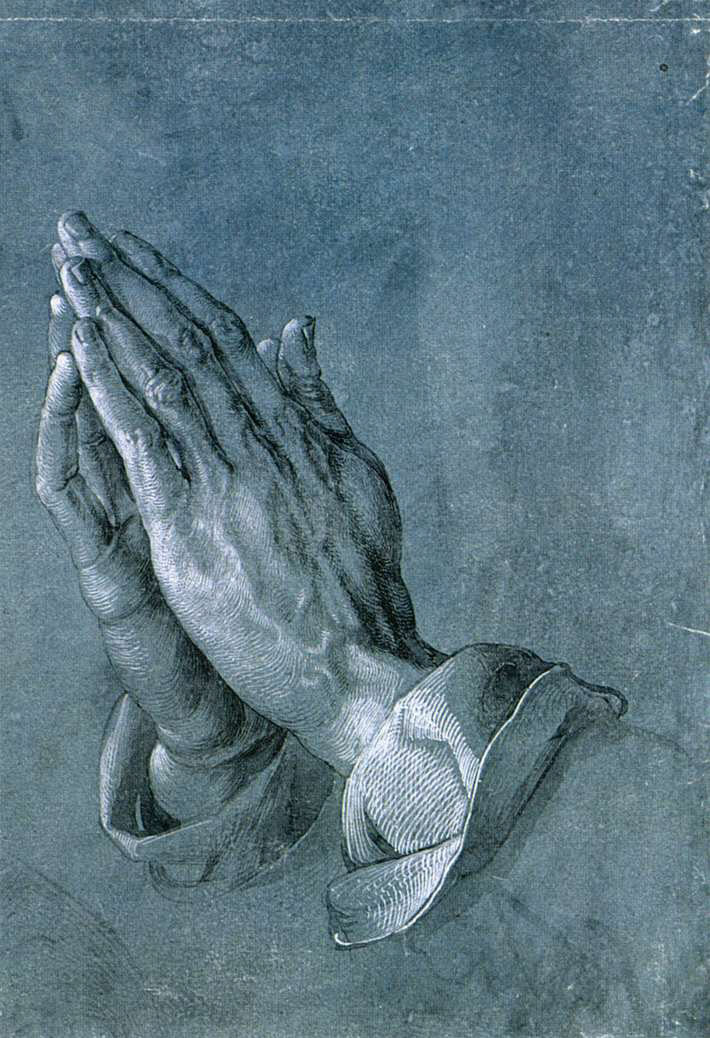
Mains en prière, dessin à la plume (vers 1508).

En 1497, il emploie deux colporteurs, Konrad Schweitzer et Georg Coler, pour commercialiser ses gravures dans les foires, s'inspirant des stratégies commerciales mises en place par Anton Koberger pour diffuser ses ouvrages dans toute l'Europe. Dans leurs contrats établis pour un an, ils doivent écouler à un prix fixé par leur employeur les gravures de celui-ci, y compris à l'international, avec diligence et sans s'attarder dans un lieu où il n'y a pas d'affaires possibles. Un troisième agent est employé en 1500, Jacob Arnolt, dont le frère se porte garant car Dürer souhaite se prémunir contre toute perte financière. Entre 1505 et 1507, ses employés échouent à tenir correctement ses comptes et certaines de ses gravures se perdent lorsque l'un d'eux perd la vie à Rome, tué par un voleur.

L'artiste vénitien Jacopo de' Barbari, que Dürer a rencontré à Venise, visite Nuremberg en 1500. Dürer dit qu'il a beaucoup appris de lui sur les nouveaux développements de la perspective, de l'anatomie et des proportions. De 'Barbari n'étant pas disposé à transmettre tout ce qu'il sait, Dürer commence ses propres études, qui deviendront une préoccupation de toute une vie. Une série de dessins existants montre les expériences de Dürer sur la proportion humaine, menant à la célèbre gravure d'Adam et Ève  (1504), qui montre sa subtilité de l'utilisation du burin dans la texturation des surfaces de chair. C'est la seule gravure existante signée de son nom complet.

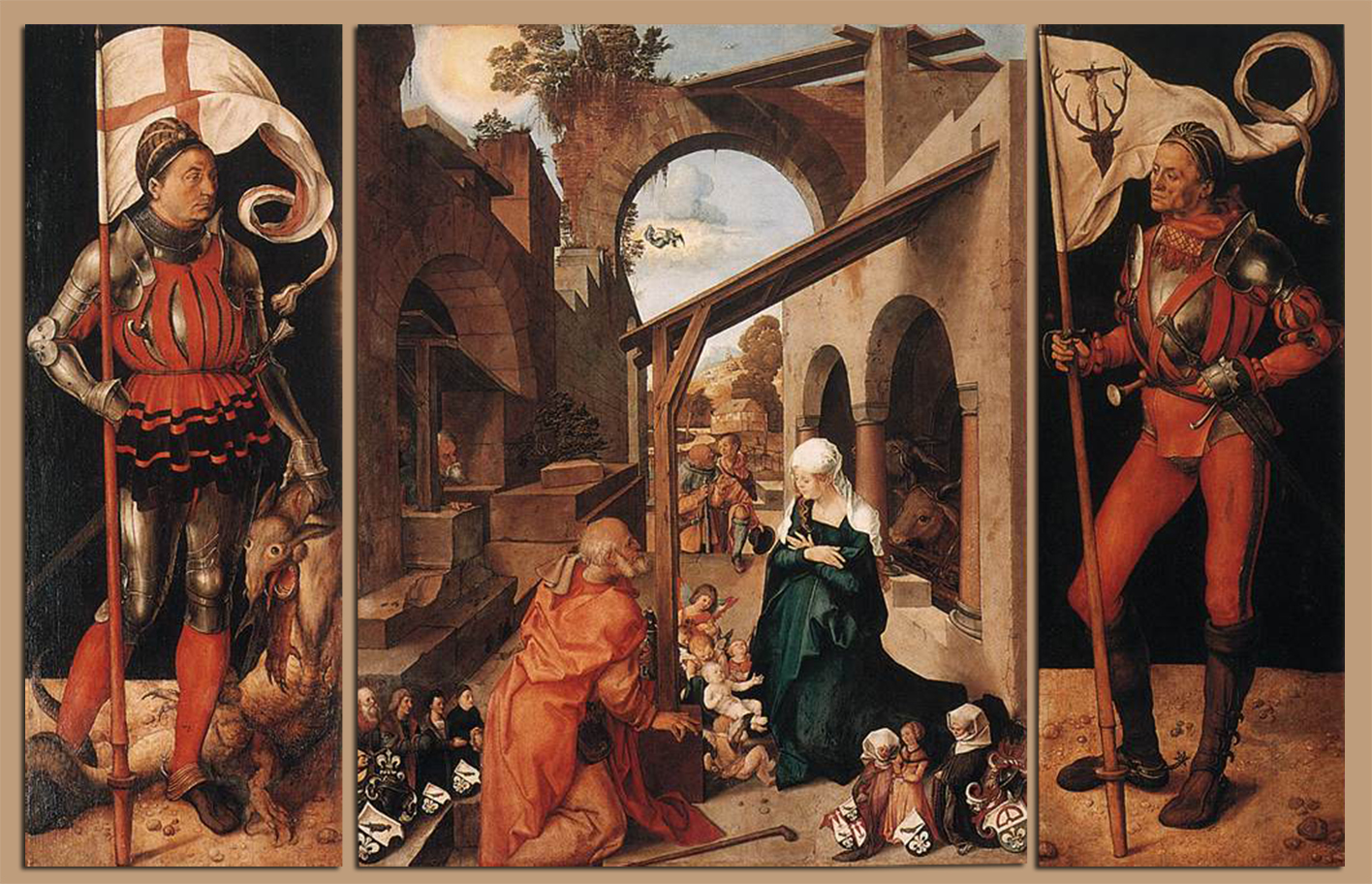
Retable Paumgartner, vers 1503, Alte Pinakothek (Munich).

Autour de 1500 (possiblement entre 1498 et 1503), Dürer répond à une commande des frères Paumgartner pour un retable : le retable Paumgartner. Pour la première fois dans l'histoire de la peinture, un artiste représente un saint sur un retable avec les traits d'un donateur.
Dürer crée un grand nombre de dessins préparatoires, en particulier pour ses peintures et gravures ; beaucoup ont survécu, le plus célèbre étant les Mains en prière (v. 1508), une étude pour un apôtre du Retable Heller. Il continue à faire des peintures à l'aquarelle et à la gouache (généralement combinées), y compris un certain nombre de natures mortes de  prairies ou d'animaux, dont son lièvre (1502) et la Grande Touffe d'herbes (1503).

### Deuxième voyage en Italie (1505-1507)
En été ou automne 1505, il entreprend un second voyage à Venise, quittant Nuremberg où sévit la peste. Il confie la direction de son atelier à Baldung Grien et la commercialisation de ses estampes à sa mère et à sa femme. Il s'arrête d'abord à Augsbourg ; il séjourne peut-être à Florence, certainement à Padoue, où l'on retrouve son portrait, attribué à Domenico Campagnola, dans une fresque de l'église Santa Maria del Carmine. En Italie, il revient à la peinture, réalisant d'abord une série d'œuvres exécutées à la tempera sur lin. Il s'agit notamment de portraits et de retables.
Au début de 1506, il retourne à Venise et y reste jusqu'au printemps 1507. Les plus grands peintres de la Renaissance de l'école vénitienne, Titien, Giorgione, Palma le Vieux, y sont alors actifs. Il est surtout impressionné par Giovanni Bellini, qu'il salue dans une lettre comme le « pest in gemell » (meilleur en peinture). Si ses études, son assiduité et sa perspicacité lui apprennent à apprécier la valeur de la justesse du dessin et d'une vision fidèle de la nature plus tôt que dans son pays natal, il y voit une puissance et une profondeur de coloris inattendues qui le marquent durablement.
À cette époque, les gravures de Dürer ont atteint une grande popularité et sont copiées. À Venise, il exécute la commande, payée par les négociants d'Augsbourg et de Venise, d'un retable pour l'autel de l'église San Bartolomeo (près du Fondaco dei Tedeschi), La Vierge de la fête du rosaire, qui lui vaut l'admiration de tous les peintres de la ville. Il contient des portraits de membres de la communauté allemande de Venise, mais montre une forte influence italienne. Il a ensuite été acquis par Rodolphe II (empereur du Saint-Empire) et transporté à Prague.
À Venise, Dürer peint également peint quelques portraits, dont celui de Burkhard von Speyre en 1506. Bien qu'il soit très apprécié à Venise et que le Conseil de Venise lui offre un salaire annuel de 200 ducats s'il s'installe définitivement dans la ville, il entreprend de retourner dans sa ville natale. Un exemplaire des Éléments de mathématiques d'Euclide publié à Venise en 1505 porte le monogramme de Dürer avec les mots : Dz puch hab ich zw Venedich vm ein Dugatn kawft im 1507 jor. Albrecht Dürer (J'ai acheté ce livre à Venise pour un ducat en 1507. An. Albrecht Dürer).

### Retour à Nuremberg (1507-1520)

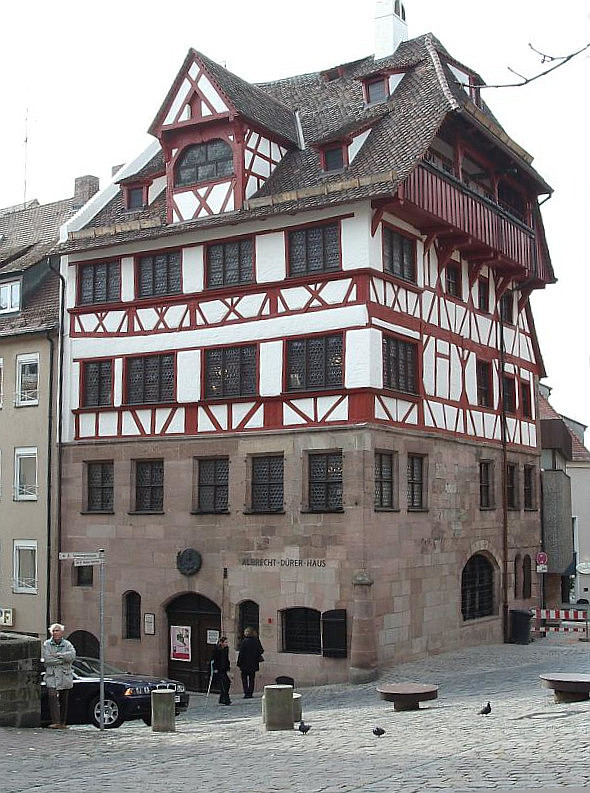
Maison de Dürer à Nuremberg.

Dürer retourne à Nuremberg à la mi-1507, restant en Allemagne jusqu'en 1520. Sa réputation s'est répandue dans toute l'Europe. Il est en bons termes et en communication avec la plupart des grands artistes dont Raphaël : selon Vasari, Dürer a envoyé à Raphaël un autoportrait à l’aquarelle, et Raphaël lui a renvoyé plusieurs dessins. L’un est daté 1515 et comporte une inscription par Dürer (ou l’un de ses héritiers) affirmant que Raphaël lui a envoyé. Dürer décrit Giovanni Bellini comme « très vieux, mais toujours le meilleur dans la peinture ».
Début février 1507, Dürer rentre à Nuremberg et entreprend d'étudier les langues et la géométrie. Ce séjour l'aura marqué profondément. Il y a approfondi le thème du corps humain et sa recherche se dédouble alors entre la réflexion sur le « canon de beauté » utopique fondé sur des rapports géométriques et sur l'harmonie des parties du corps, et son sens artistique capable de saisir les nuances expressives des êtres humains.
Entre 1507 et 1511, Dürer travaille sur certains de ses tableaux les plus célèbres : Adam et Eve (1507), Martyre des dix mille chrétiens (1508, pour Frédéric III de Saxe), Vierge à l'Iris (1508), le retable Assomption de la Vierge (1509, pour Jakob Heller de Francfort), et L'Adoration de la Sainte Trinité (1511, pour Matthaeus Landauer). Au cours de cette période, il achève également deux séries de gravures sur bois, la Grande Passion et la Vie de la Vierge, toutes deux publiées en 1511 avec une deuxième édition de la série L'Apocalypse. Les gravures sur bois post-vénitiennes montrent le développement par Dürer des effets de modélisation de clair-obscur, créant un ton moyen tout au long de l'impression dans lequel les reflets et les ombres peuvent être contrastés.
En 1509, il devient membre du « Grand Conseil » de Nuremberg.
Les autres œuvres de cette période comprennent les trente-sept gravures sur bois de la Petite Passion, publiées pour la première fois en 1511, et un ensemble de quinze petites gravures sur le même thème en 1512. Se plaignant que la peinture ne rapporte pas assez d'argent pour justifier le temps passé par rapport à ses estampes, il ne produit aucune peinture de 1513 à 1516. En 1513 et 1514, Dürer crée ses trois gravures les plus célèbres : Le Chevalier, la Mort et le Diable (1513, probablement basé sur l'Enchiridion militis christiani) d'Érasme, Saint Jérôme dans sa cellule, et la très controversée Melencolia I (tous deux en 1514, l'année de la mort de la mère de Dürer dont il a peint le portrait en mars, deux mois avant sa mort, le premier portrait d'un malade en phase terminale). Des ébauches pour son ami Pirckheimer constituent d'autres dessins remarquables à la plume et à l'encre de 1513. Ces ébauches ont ensuite été utilisées pour concevoir des lustres Lusterweibchen, combinant un bois de cerf avec une sculpture en bois.
En 1515, il crée sa gravure sur bois d'un rhinocéros, Rhinocéros, arrivé à Lisbonne à partir d'une description écrite et d'un croquis d'un autre artiste, sans jamais voir l'animal lui-même. Image du rhinocéros indien, elle a une telle force qu'elle reste l'une de ses plus connues et qu'elle était encore utilisée dans certains manuels scolaires de sciences allemands jusqu'au siècle dernier. Dans les années qui précèdent 1520, il produit un large éventail d'œuvres, y compris les gravures sur bois pour les premières cartes stellaires imprimées occidentales en 1515 et des portraits à la détrempe sur lin en 1516. Ses seules expériences d'eaux-fortes ont lieu à cette période : il en produit cinq entre 1515 et 1516 et une sixième en 1518, le Paysage au canon. Il abandonne peut-être cette technique la jugeant inadaptée à son esthétique de forme méthodique et classique.

### Patronage de MaximilienIer

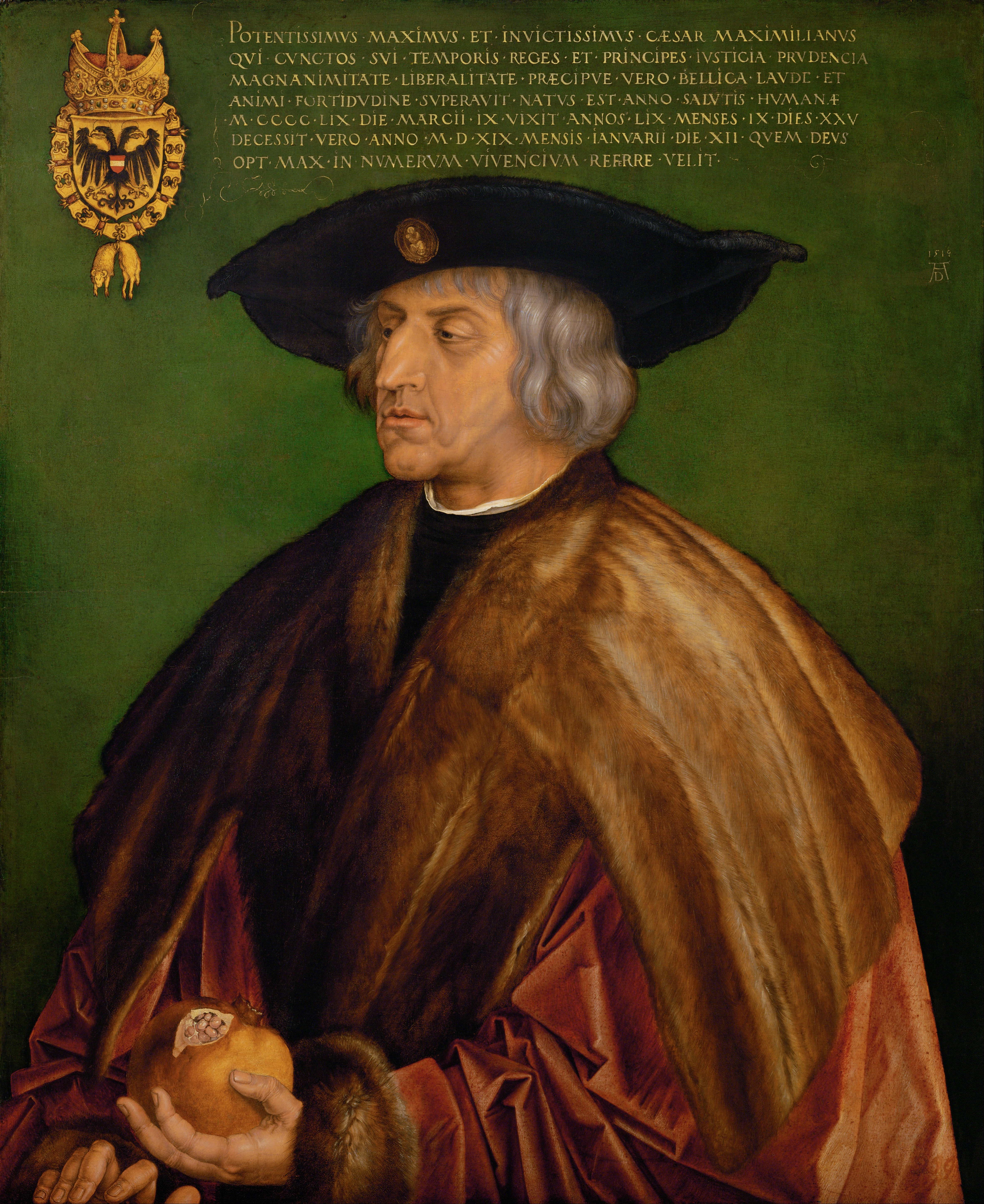
Portrait de Maximilien Ier.

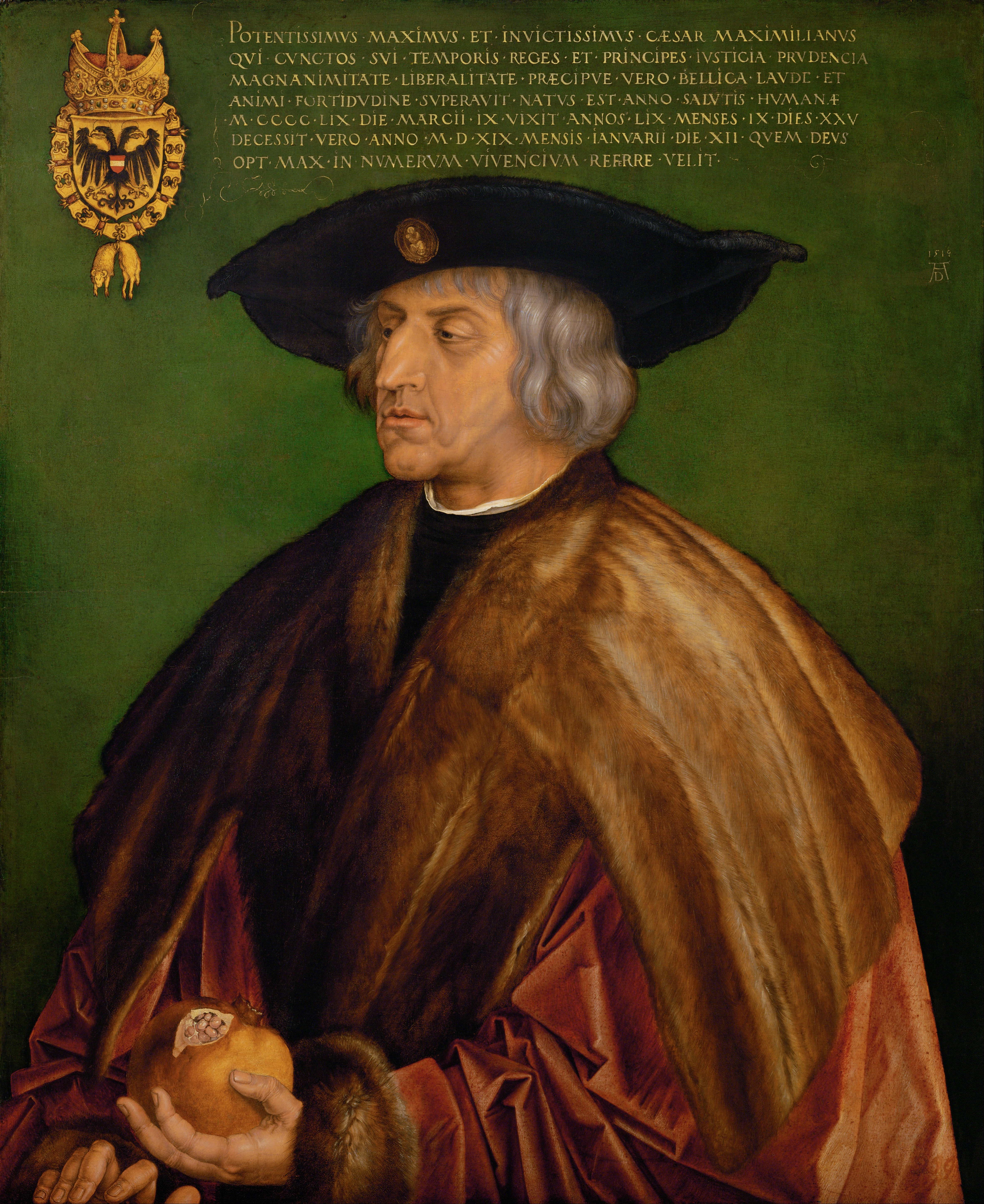
Portrait de l'empereur Maximilien Ier par Dürer, 1519, Vienne.

À partir de 1512, Maximilien Ier (empereur du Saint-Empire) devient le grand mécène de Dürer. Il commande l'Arc de triomphe de Maximilien, un vaste ouvrage imprimé à partir de 192 blocs distincts, dont le symbolisme est en partie basé sur la traduction de Pirckheimer des Hieroglyphica d'Horapollon. Le programme de conception et les explications sont conçus par Johannes Stabius, la conception architecturale par le maître d'œuvre et peintre de cour Jörg Kölderer et la gravure sur bois elle-même par Hieronymus Andreae, avec Dürer comme concepteur en chef. L'Arc est suivi de La Procession triomphale, dont le programme est élaboré en 1512 par Marx Treitz-Saurwein et comprend des gravures sur bois d'Albrecht Altdorfer et de Hans Springinklee, ainsi que de Dürer.
Dürer travaille avec un stylet sur les images marginales pour une édition du Livre de prières de Maximilien ; celles-ci étaient quasi inconnues jusqu'à ce que des fac-similés soient publiés en 1808 dans le cadre du premier livre publié en lithographie. Le travail de Dürer sur le livre est interrompu pour une raison inconnue, et la décoration est poursuivie par des artistes tels que Lucas Cranach l'Ancien et Hans Baldung. Dürer réalise également plusieurs portraits de l'empereur, dont un peu avant la mort de Maximilien en 1519.
Maximilien est un prince particulièrement à court d'argent, qui ne paie parfois pas, mais qui s'avère être le mécène le plus important de Dürer,,. À sa cour, les artistes et les érudits sont respectés, ce qui n'est pas courant à cette époque (plus tard, Dürer commente qu'en Allemagne, en tant que non-noble, il est traité comme un parasite),. Pirckheimer (qu'il rencontra en 1495, avant d'entrer au service de Maximilien) est également un personnage important de la cour et un grand mécène culturel, qui a une forte influence sur Dürer en tant que précepteur de connaissances classiques et de méthodologie critique humaniste, ainsi que collaborateur,. À la cour de Maximilien, Dürer collabore également avec un grand nombre d'autres brillants artistes et érudits de l'époque qui deviennent ses amis, comme Johannes Stabius, Konrad Peutinger, Conrad Celtes et Hans Tscherte (un architecte impérial),,,.
Dürer manifeste une forte fierté de sa capacité, en tant que « prince » de sa profession. Un jour, l'empereur, essayant de lui montrer une idée, essaie de dessiner lui-même au fusain, mais le brise. Dürer prend le fusain des mains de Maximilien, termine le dessin et lui dit : « Ceci est mon sceptre »,,.
Dans une autre occasion, Maximilien remarque que l'échelle utilisée par Dürer est trop courte et instable, et demande donc à un noble de la tenir. Le noble refuse, disant qu'il est indigne pour lui de servir un non-noble. Maximilien vient alors tenir lui-même l'échelle et dit au noble qu'il peut faire d'un paysan un noble à tout moment, mais qu'il ne peut pas faire d'un noble un artiste comme Dürer,,. Cette histoire et une peinture de 1849 la représentant d'August Siegert sont devenus pertinents récemment. Cette peinture du XIXe siècle montre Dürer peignant une peinture murale dans la cathédrale Saint-Étienne de Vienne. Apparemment, cela reflète une « légende d'artistes » du XVIIIe siècle sur la rencontre mentionnée, cette rencontre correspond à la période pendant laquelle Dürer travaille sur les peintures murales viennoises. En 2020, lors de travaux de restauration, des connaisseurs d'art ont découvert un texte écrit désormais attribué à Dürer, suggérant que le maître de Nuremberg a de fait participé à la création des peintures murales de la cathédrale Saint-Étienne. Dans l'exposition « Dürer » de 2022 à Nuremberg (dans laquelle la technique du dessin est également tracée et reliée aux autres œuvres de Dürer), l'identité du commanditaire est discutée. Aujourd'hui, la peinture de Siegert (et la légende qui lui est associée) est utilisée comme preuve pour suggérer qu'il s'agissait de Maximilien. Dürer est historiquement enregistré comme étant entré au service de l'empereur en 1511, et la date de la peinture murale est estimée à environ 1505, mais il est possible qu'ils se soient connus et aient travaillé ensemble avant 1511,,.
En 1515, à la demande de Maximilien, la ville de Nuremberg lui accorde une pension annuelle avec titre de noblesse.

#### Travaux cartographiques et astronomiques

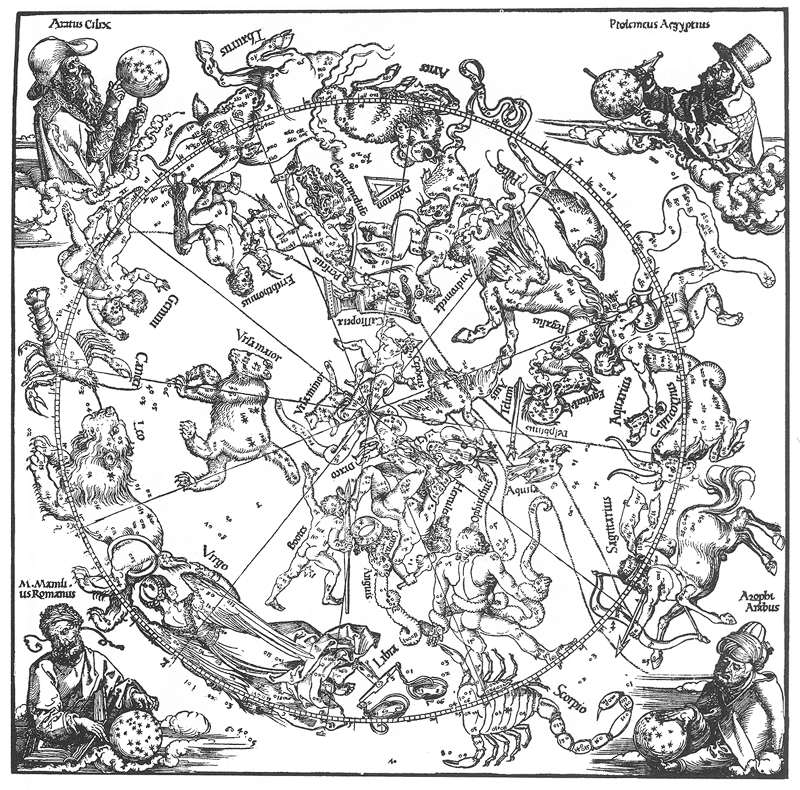
L'Hémisphère nord du globe céleste, par Dürer, sur la direction de Stabius et Konrad Heinfogel.

L'exploration de l'espace par Dürer le conduit à une relation et à une coopération avec l'astronome de la cour Johannes Stabius. Stabius agit également souvent comme intermédiaire entre Dürer et Maximilien au regard de leurs problèmes financiers.
En 1515, Dürer et Stabius créent la première carte du monde projetée sur une sphère géométrique solide. Toujours en 1515, Stabius, Dürer et l'astronome Konrad Heinfogel produisent les premiers planisphères des hémisphères sud et nord, ainsi que les premières cartes célestes imprimées, ce qui suscite le regain d'intérêt pour le domaine de l'uranometria dans toute l'Europe,,,.

### Voyage aux Pays-Bas (1520-1521)
La mort de Maximilien survient à un moment où Dürer craint de perdre « ma vue et ma liberté de main » (peut-être causée par l'arthrite) et est de plus en plus affecté par les écrits de Martin Luther. En juillet 1520, il effectue son quatrième et dernier grand voyage, pour renouveler la pension impériale que Maximilien lui avait donnée et pour s'assurer le patronage du nouvel empereur, Charles Quint, qui doit être couronné à Aix-la-Chapelle. La raison du voyage est avant tout économique : en janvier 1519, le mécène le plus important de Dürer, l'empereur Maximilien Ier, meurt ; en 1515, il avait promis à l'artiste une rente annuelle de 100 florins, que la ville de Nuremberg était censée déduire de l'impôt impérial. Avec la mort de l'empereur, le Conseil de Nuremberg refuse de continuer à payer ce privilège et demande une nouvelle confirmation au successeur de Maximilien.

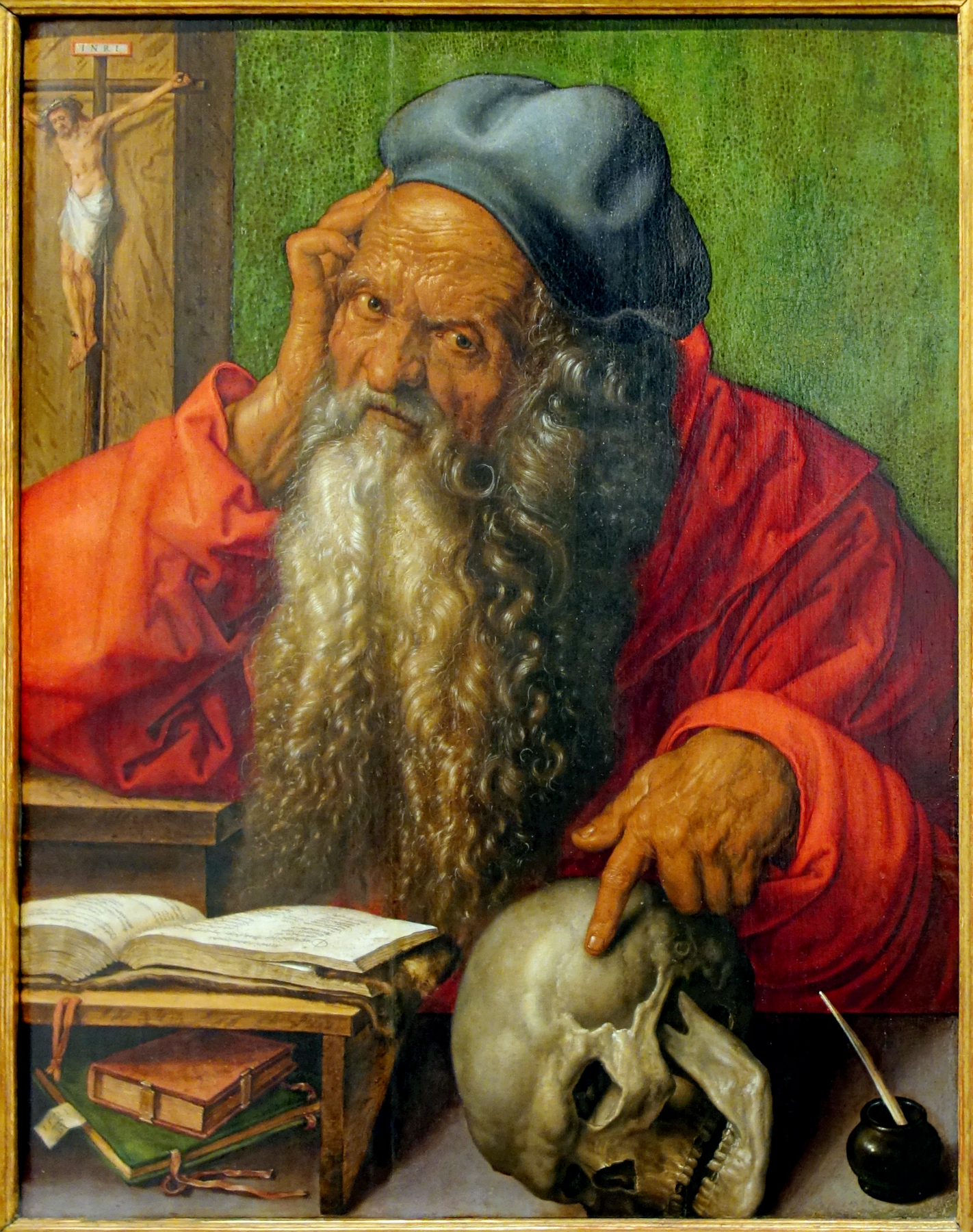
Saint Jérôme (1521) est l'œuvre la plus importante qu'Albrecht Dürer a peinte lors de son dernier grand voyage.

Dürer voyage avec sa femme et sa femme de chambre via le Rhin jusqu'à Cologne puis Anvers, où il est bien accueilli et réalise de nombreux dessins à la pointe d'argent, à la craie et au fusain. Cette dernière ville devient sa résidence centrale durant son séjour, d'où il fait de nombreuses excursions vers d'autres villes. En plus d'assister au couronnement, il visite Cologne (où il admire le tableau de Stefan Lochner), Nimègue, Bois-le-Duc, Bruges (où il voit la Madone de Bruges de Michel-Ange), Gand (où il admire le retable de Jan van Eyck L'Agneau mystique) et la Zélande.
La confirmation de sa pension lui parvient le 12 novembre à Cologne, et pourtant Dürer reste aux Pays-Bas encore de nombreux mois, certainement du fait aussi du succès qui lui vient pendant le voyage. Ce voyage aux Pays-Bas est un succès sans précédent ; partout le maître est couvert de respect et d'admiration, qu'il reçoit gracieusement. Princes, ambassadeurs étrangers, marchands, savants comme Érasme de Rotterdam, et artistes, l'accueillent volontiers parmi eux. Le magistrat anversois lui offre même un salaire annuel de 300 Philippsgulden, une exonération fiscale, une belle maison en cadeau, l'entretien gratuit et le paiement de tous ses travaux afin de le persuader de rester définitivement dans sa ville.
Dürer emporte avec lui un grand stock d'estampes et note dans son journal à qui il les a données, échangées ou vendues, et pour combien. Cela fournit des informations rares sur la valeur monétaire accordée aux tirages à cette époque. Contrairement aux peintures, leur vente est très rarement documentée. Son carnet de voyage, Le Voyage aux Pays-Bas, rédigé en 1520 et 1521, mêle les notes intimes, les comptes, et de nombreux dessins. Il a notamment l'occasion de voir des objets aztèques envoyés par Hernán Cortés à Charles Quint en 1519. Tout en fournissant des preuves documentaires précieuses, le journal néerlandais de Dürer révèle également que le voyage n'est pas rentable. Par exemple, Dürer offre son dernier portrait de Maximilien à sa fille, Marguerite d'Autriche, mais échange finalement l'image contre du tissu blanc après que Margaret, qui n'aime pas le portrait, refuse de l'accepter. Au cours de ce voyage, il rencontre également Bernard van Orley, Jean Provost, Gerard Horenbout, Jean Mone, Joachim Patinier et Tommaso Vincidor, Érasme et Lucas van Leyden, peintre et graveur dont il fera le portrait, mais il ne rencontre pas, semble-t-il, Quentin Metsys.
Dürer rentre chez lui en juillet 1521, après avoir attrapé une maladie indéterminée, qui l'afflige pour le reste de sa vie et réduit considérablement son rythme de travail.

### Dernières années (1521-1528)

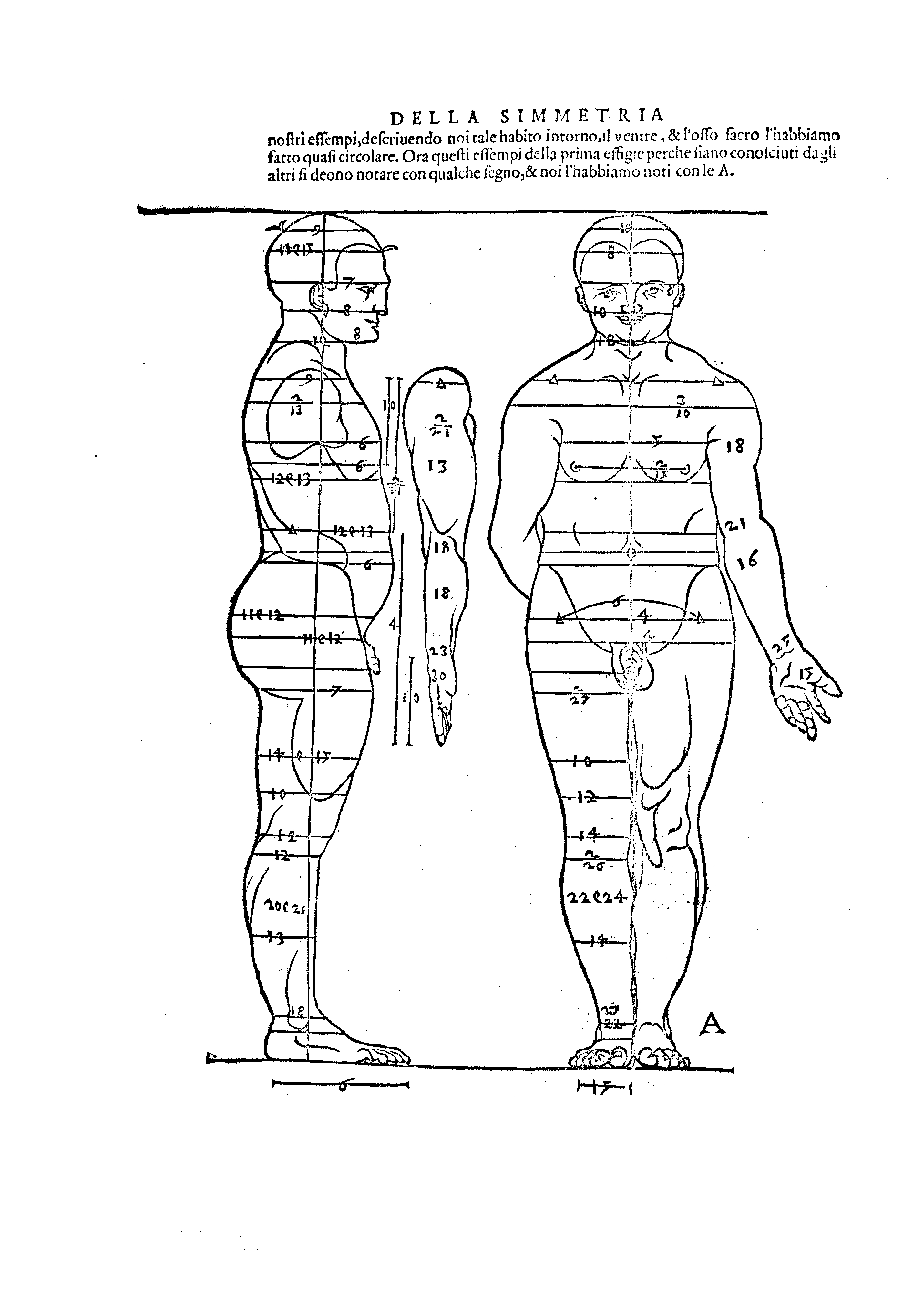
Traité des proportions du corps humain.

À son retour à Nuremberg, Dürer travaille sur un certain nombre de grands projets avec des thèmes religieux, y compris une scène de crucifixion et une Conversation sacrée, bien qu'aucun n'ait été achevé. Cela peut être dû en partie à sa santé déclinante, mais peut-être aussi au temps qu'il consacre à la préparation de ses travaux théoriques sur la géométrie et la perspective, les proportions des hommes et des chevaux, et la fortification.
Dans les années 1520-1521, il est chargé de la décoration de l'hôtel de ville de Nuremberg, aujourd'hui perdu, et dont les dessins ont été transmis en 1530 à Vienne (Albertina). Pirckheimer conçoit le programme des peintures de façade.
Une des conséquences de ce changement d'orientation est qu'au cours des dernières années de sa vie, Dürer produit relativement peu en tant qu'artiste. En peinture, il n'y a qu'un Portrait de Hieronymus Holzschuher, une Vierge à l'Enfant (1526), un Salvator Mundi (1526), et deux panneaux montrant saint Jean avec saint Pierre en arrière-plan et saint Paul avec saint Marc en arrière-plan. Cette dernière grande œuvre (1526), les Quatre Apôtres, est donnée par Dürer à la ville de Nuremberg (ils y ont été exposés à la mairie), même s'il reçoit 100 florins en retour.
Quant aux gravures, l'œuvre de Dürer se limite à des portraits et des illustrations pour son traité. Les portraits incluent le cardinal-électeur Albert de Mayence, Frédéric III de Saxe, électeur de Saxe, le savant humaniste Willibald Pirckheimer, Philippe Mélanchthon et Érasme de Rotterdam. Pour ceux du cardinal Albert de Brandebourg, Melanchthon et la dernière œuvre majeure de Dürer, un portrait dessiné du patricien de Nuremberg Ulrich Starck, Dürer représente les protagonistes de profil.
Bien que se plaignant de son manque d'éducation classique formelle, Dürer est très intéressé par les questions intellectuelles et a beaucoup appris de son ami d'enfance Willibald Pirckheimer, qu'il a sans aucun doute consulté sur le contenu de plusieurs de ses images. Il tire également une grande satisfaction de ses amitiés et de sa correspondance avec Erasme et d'autres universitaires. Dürer réussit à produire deux livres au cours de sa vie. Le Instruction sur la manière de mesurer ou Instruction pour la mesure à la règle et au compas est publié à Nuremberg en 1525 ; il est le premier livre pour adultes sur les mathématiques en allemand, en plus d'être cité plus tard par Galilée et Johannes Kepler. Il est traduit par Louis Meigret en 1557. L'autre, un ouvrage sur les fortifications de la ville, est publié en 1527. Le Traité des proportions du corps humain est publié à titre posthume, peu de temps après sa mort, en 1528.

### Mort (1528)
Dürer meurt le 6 avril 1528 à Nuremberg à l'âge de 56 ans, laissant un domaine évalué à 6 874 florins, une somme considérable. Le 7 avril, Dürer est enterré non loin de la tombe de son ami Willibald Pirckheimer (St. Johannis I/1414) au Johannisfriedhof à Nuremberg. Pendant longtemps, la tombe est recouverte d'une simple plaque de métal que son beau-père Frey fait fabriquer pour lui et sa famille, jusqu'en 1681, date à laquelle Joachim von Sandrart reconstruit la tombe délabrée (St. Johannis I/0649). Le 8 avril, avec l'autorisation expresse des Genehmigung der Älteren Herren, c'est-à-dire des dirigeants de la ville, l'exhumation a lieu afin de réaliser un masque en plâtre de l'artiste. Une mèche de cheveux est également coupée à cette occasion.

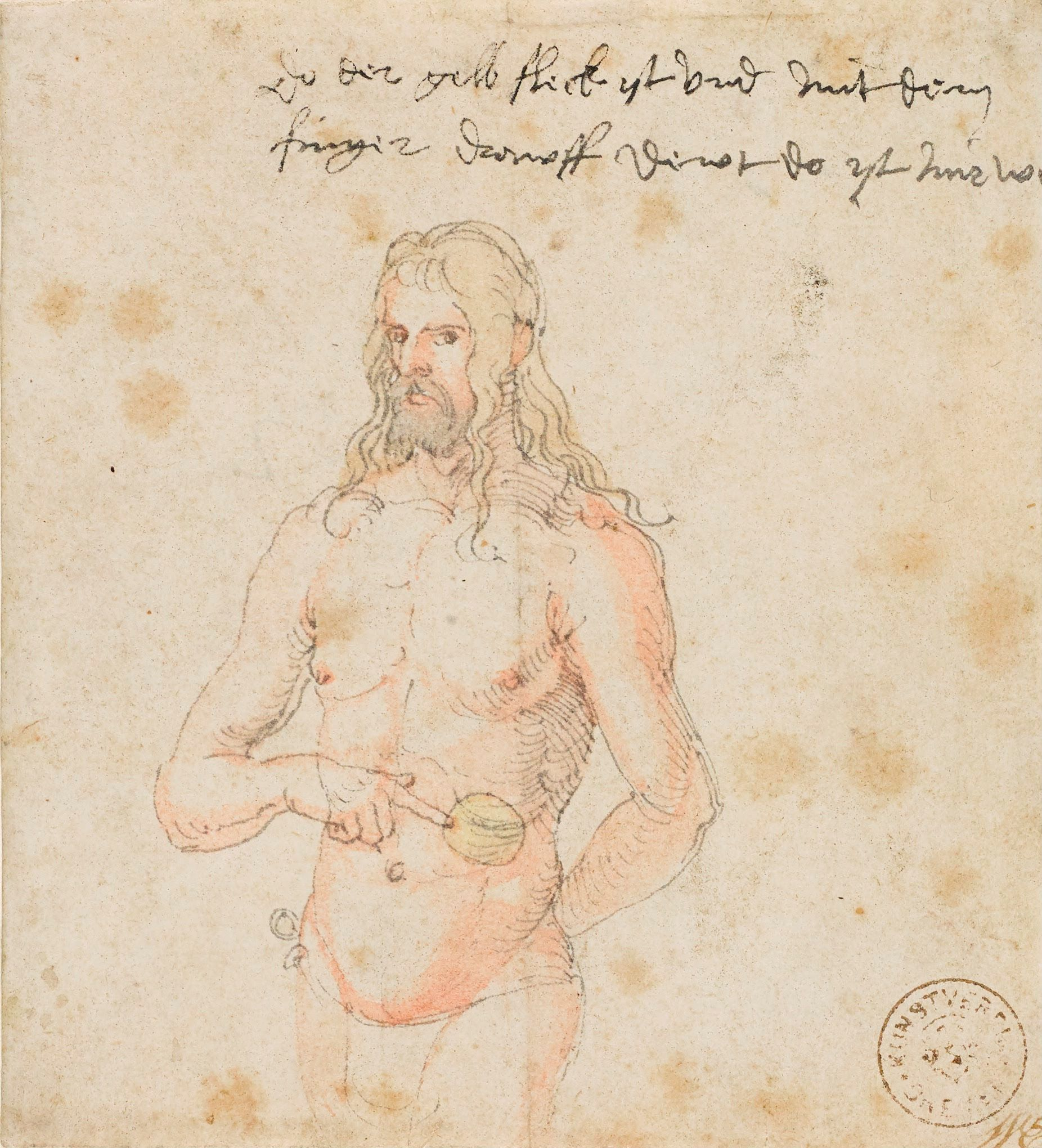
Autoportrait adressé à son médecin pour diagnostic, dessin à la plume, encre de Chine marron et aquarelle sur papier, c.1509-1511, Kunsthalle de Brême.

Son ami, l'humaniste Willibald Pirkheimer, rédigea l'épitaphe qui se trouve toujours sur sa tombe : « Tout ce qui fut mortel en Albrecht Dürer est enfermé dans ce tombeau ».
Sa grande maison (achetée en 1509 aux héritiers de l'astronome Bernhard Walther), où se trouvait son atelier et où sa veuve vécut jusqu'à sa mort en 1539, reste un monument important de Nuremberg.
On a souvent supposé que Dürer souffrait de paludisme depuis son séjour aux Pays-Bas (en particulier à Schouwen dans la province de Zélande) à la fin de 1520, qui se manifeste pour la première fois chez lui en avril 1521 à Anvers avec des symptômes prononcés, associés à une forte fièvre. Dans un dessin non daté, qui peut avoir été conçu comme une pièce jointe à une lettre à son médecin, il pointe du doigt la région de sa rate et écrit : « Ça fait mal là où se trouve la tache jaune et là où je pointe mon doigt. » Cela pourrait indiquer une hypertrophie de la rate (splénomégalie), un symptôme typique du paludisme. Cependant, le dessin a probablement été réalisé avant le séjour aux Pays-Bas. Les conditions climatiques de son voyage hivernal et ses antécédents de maladie (Dürer avait eu des fièvres à plusieurs reprises depuis 1507) et l'évolution après 1520 ne correspondent pas à une évolution typique du paludisme. L'anthropologue culturel Horst H. Figge considère le dessin comme une facture commerciale camouflée qui ne contient aucune indication précise de la maladie de Dürer.
Selon d'autres sources, Dürer décède après seulement quatre jours d'une maladie aiguë et grave, qui est prise en charge par son ami et concitoyen Christoph von Scheurl, qui vit à proximité, comme une « pleuresis », une pleurésie, autrefois présentée comme une abcès (apostème) entre les côtes qui peut avoir été causée par une pneumonie aiguë. Une réponse définitive sur la cause de la maladie selon les normes médicales d'aujourd'hui ne peut être donnée, mais la théorie du paludisme devient encore plus discutable.

### Vie publique
Membre du « Grand Conseil » de la ville de Nuremberg, il siège en 1518 à la Diète d'Empire à Augsbourg avec les représentants de la ville — il réalise alors les études pour les portraits de Maximilien Ier — et accompagne en Suisse Willibald Pirckheimer, chargé par le conseil, en 1519, avec Maria Tucher, d'une mission à Zurich.
Bourgeois célèbre de Nuremberg, il est en 1520 convié à faire partie de l'ambassade chargée d'apporter à Bruxelles les joyaux du couronnement de Charles Quint et à participer ensuite aux cérémonies du sacre à Aix-la-Chapelle. Il suit l'ambassade à Cologne. La ville de Nuremberg refuse qu'il participe aux frais : « ils n'ont rien voulu recevoir de moi en paiement », note-t-il dans son journal.
Une délibération du « Grand Conseil » manifeste l'admiration de ses concitoyens : une amende lui est réclamée en raison d'une infraction à une loi d'urbanisme, mais une récompense honorifique du même montant compense immédiatement cette perte. Dürer semble assez favorable à la Réforme protestante qui s'établit à Nuremberg en 1525. Il rejette cependant totalement la frange la plus radicale de ce mouvement, qui procède à la destruction des images.

### Dürer et la Réforme

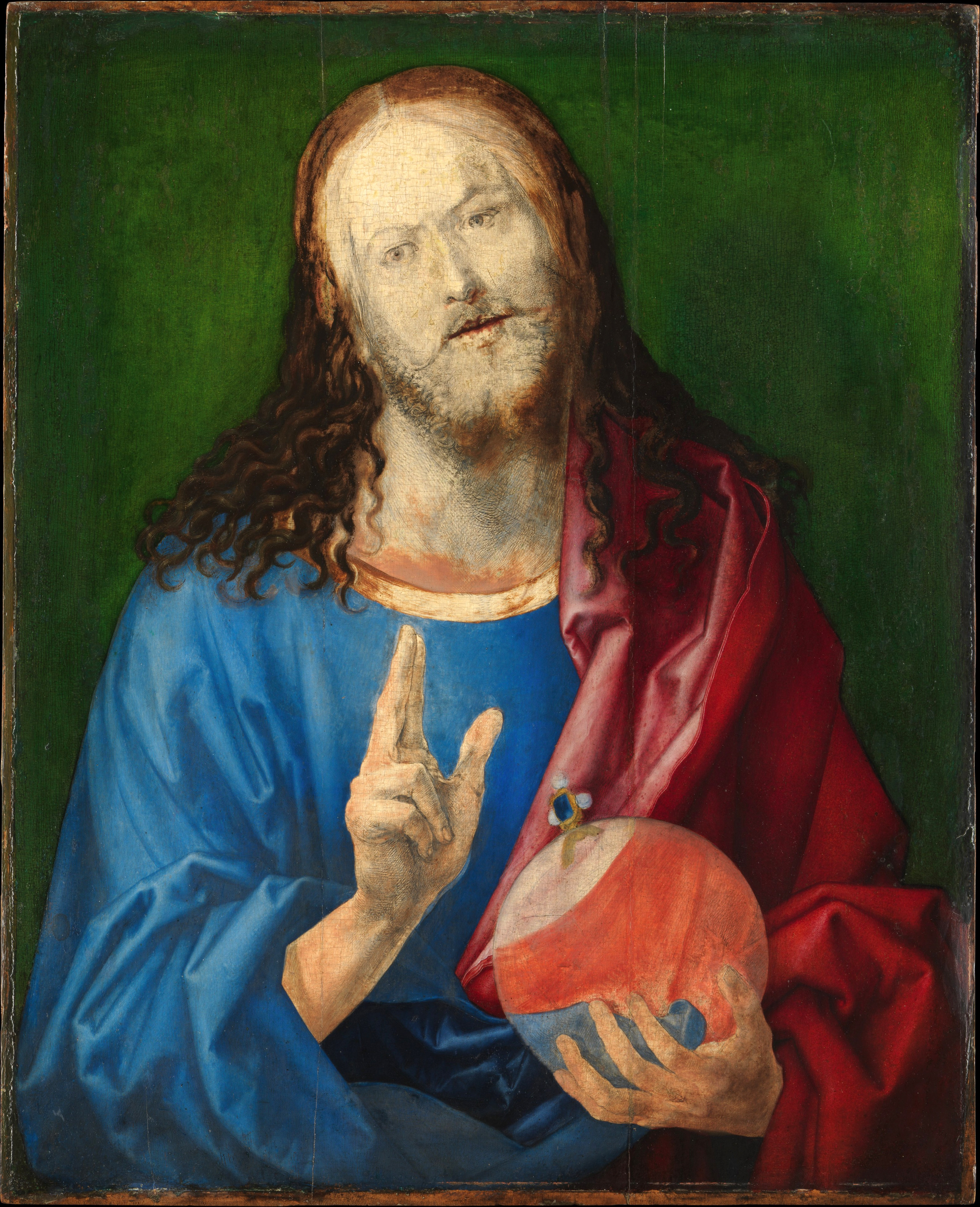
Salvator Mundi, peinture inachevée à l'huile sur bois.

Les écrits de Dürer suggèrent qu'il a peut-être été favorable aux idées de Luther, bien qu'il ne soit pas clair s'il a jamais quitté l'Église catholique. Dürer écrit à propos de son désir de dessiner Luther dans son journal en 1520 : « Et Dieu m'aide à aller voir le Dr Martin Luther ; j'ai donc l'intention de faire un portrait de lui avec beaucoup de soin et de le graver sur une plaque de cuivre pour créer un souvenir durable de l'homme chrétien qui m'a aidé à surmonter tant de difficultés». Dans une lettre à Nicolaus Kratzer en 1524, Dürer écrit, « à cause de notre foi chrétienne, nous devons nous tenir dans le mépris et le danger, car nous sommes injuriés et appelés hérétiques ». Plus révélateur, Pirckheimer écrit dans une lettre à Johann Tscherte en 1530 : « J'avoue qu'au début je croyais en Luther, comme notre Albrecht de mémoire bénie... mais comme tout le monde peut le voir, la situation s'est aggravée. » Dürer contribue peut-être même aux sermons et services luthériens mandatés par le conseil municipal de Nuremberg en mars 1525. Il a notamment des contacts avec divers réformateurs, tels que Ulrich Zwingli, Andreas Bodenstein, Melanchthon, Erasme et Cornelis De Schrijver dont il reçoit De la captivité babylonienne de l'Église de Luther en 1520. Pourtant, Erasme et Cornelius De Schrijver sont plus considérés comme des agents catholiques du changement. Aussi, à partir de 1525, l'année qui voit l'apogée et l'effondrement de la guerre des Paysans allemands, l'artiste s'éloigne quelque peu du mouvement luthérien.
On a également affirmé que les œuvres ultérieures de Dürer montrent des sympathies protestantes. Sa gravure sur bois de 1523 La Cène a souvent été comprise comme ayant un thème évangélique, se concentrant sur le Christ épousant l'Évangile, ainsi que sur l'inclusion de la coupe eucharistique, une expression de l'utraquisme protestant, bien que cette interprétation ait été interrogé. Le retard dans la diffusion de la gravure de saint Philippe, achevée en 1523 mais non diffusée avant 1526, peut être due au malaise de Dürer face aux images de saints ; même si Dürer n'est pas un iconoclaste, dans ses dernières années, il évalue et questionne le rôle de l'art dans la religion.

## Atelier
Aujourd'hui, il est presque certain que Dürer n'a en fait ni accepté ni formé d'étudiants. Il semble qu’il acceptait des artistes dans son atelier en tant que peintre ou dessinateur indépendant, où ils pouvaient se révéler. L'atelier désigne surtout les apprentis et les compagnons qui assistent Dürer dans l'exécution de ses œuvres. Autour de 1500, recevant les commandes d'importants retables, il doit, pour les honorer, s'entourer d'assistants de talent. Les sources disponibles sont peu explicites sur ce point.
Les années 1500-1505, sont celles que les historiens appellent, au sein de l'œuvre gravée de Dürer, les « mauvais bois » : celui-ci se réserve les burins et fournit aux membres de son atelier des dessins destinés à des gravures plus communes dur bois pour illustrer des images de dévotion. Ces images de petites dimensions, parfois confuses dans leur lecture, sont toutes signées du monogramme AD qui masque des disparités de qualité et d'attribution.
Parmi les employés de Dürer figurent Hans Baldung, dit « Grien » (à partir de 1503, compagnon dans l'atelier, jusqu'en 1508 au plus tard), Barthel Beham, Hans Sebald Beham, Georg Pencz, Hans Leonhard Schäuffelin (à partir de 1503, compagnon), Hans Springinklee et Hans von Kulmbach, qui a notamment déjà travaillé avec Jacopo de' Barbari et peut-être Lucas Cranach l'Ancien. Selon des indications, Matthias Grünewald a été rejeté par Dürer. Cependant, la collaboration de Grünewald sur le Retable Heller, une œuvre commune avec Dürer, est documentée. Hans Dürer est probablement actif dans l'atelier de son frère Albrecht, avant d'être envoyé auprès de Wolgemut en 1506, à l'âge de seize ans.
Avec ses collaborateurs les plus brillants, Dürer s'essaie à la répartition des tâches. Il fournit les dessins préparatoires aux grands retables en commande, ou du moins ceux des parties principales. Il peut aussi leur confier l'exécution de certains panneaux peints d'après ses propres feuilles. Les dessins de ces artistes montrent des contacts directs avec ceux de Dürer, quand ils ne constituent pas des copies d'après les créations de leur maître.
Être entouré d'apprentis ou de collaborateurs est avant tout une des vocations d'artiste de Dürer, un jalon essentiel pour éduquer les générations de peintres et de graveurs à venir

## Héritage et influence
Dürer a exercé une énorme influence sur les artistes des générations suivantes, en particulier dans la gravure, le médium par lequel ses contemporains ont principalement expérimenté son art, car ses peintures se trouvaient essentiellement dans des collections privées situées dans quelques villes seulement. Son succès à répandre sa réputation à travers l'Europe à travers les estampes a sans aucun doute été une source d'inspiration pour des artistes majeurs tels que Raphaël, Titien et Parmigianino, qui ont tous collaboré avec des graveurs pour promouvoir et diffuser leur travail.
L'Église luthérienne commémore Dürer chaque année le 6 avril avec Michel-Ange, Lucas Cranach l'Ancien et Hans Burgkmair.

### En Allemagne
Dürer entretient des rapports empreints d'admiration et d'émulation avec, en particulier, Lucas Cranach, Hans Burgkmair et Albrecht Altdorfer. Notamment Maximilien Ier et le prince électeur e Saxe Frédéric III, pour qui tous quatre travaillent, contribuent à entretenir et stimuler l'émulation entre eux. Les grandes commandes sont des occasions pour les graveurs de confronter leur art. À partir de 1514, ils travaillent tous les quatre, avec Jörg Breu, au Livre des prières de Maximilien, un ambitieux projet resté inachevé. Altdorfer et Dürer sont aussi tous deux employés par l'empereur à la conception des cent quatre-vingt-quinze bois de l'Arc de Triomphe de Maximilien, auquel concourent de jeunes collaborateurs de Dürer, Wolf Traut et Hans Springinklee.
L'influence de Dürer auprès de ces maîtres est particulièrement perceptible dans l'art du paysage et le rendu des proportions (Paysage au canon). L'œuvre gravée de Cranach rend compte du poids des leçons transmises par Dürer, notamment quand il s'établit à Wittemberg en tant que peintre officiel de la cour de Frédéric le Sage. Il entend se mesurer au maître dans les deux domaines où il excelle, la représentation de la nature, animale ou végétale, ainsi que celle des corps nus. Dürer contribue de façon décisive à ériger le nu comme sujet autonome et Cranach poursuit dans cette voie. Son Adam et Ève de 1509 renvoie au burin de Dürer sur le même sujet.
Ses gravures semblent avoir eu un effet intimidant sur ses successeurs allemands, les « Petits Maîtres allemands » qui tentèrent quelques grandes gravures mais poursuivirent ses thèmes dans de petites compositions plutôt exiguës. Lucas van Leyden est le seul graveur d'Europe du Nord à continuer avec succès à produire de grandes gravures dans le premier tiers du XVIe siècle.

### En Italie
Les graveurs italiens de la génération formée à l'ombre de Dürer ont tous copié directement des parties de ses fonds de paysage (Giulio Campagnola, Giovanni Battista Palumba, Benedetto Montagna, Cristofano Robetta), ou des gravures entières (Marcantonio Raimondi, Agostino Veneziano). Cependant, l'influence de Dürer est devenue moins dominante après 1515, lorsque Marcantonio a perfectionné son nouveau style de gravure, qui à son tour a traversé les Alpes pour dominer également la gravure du Nord.

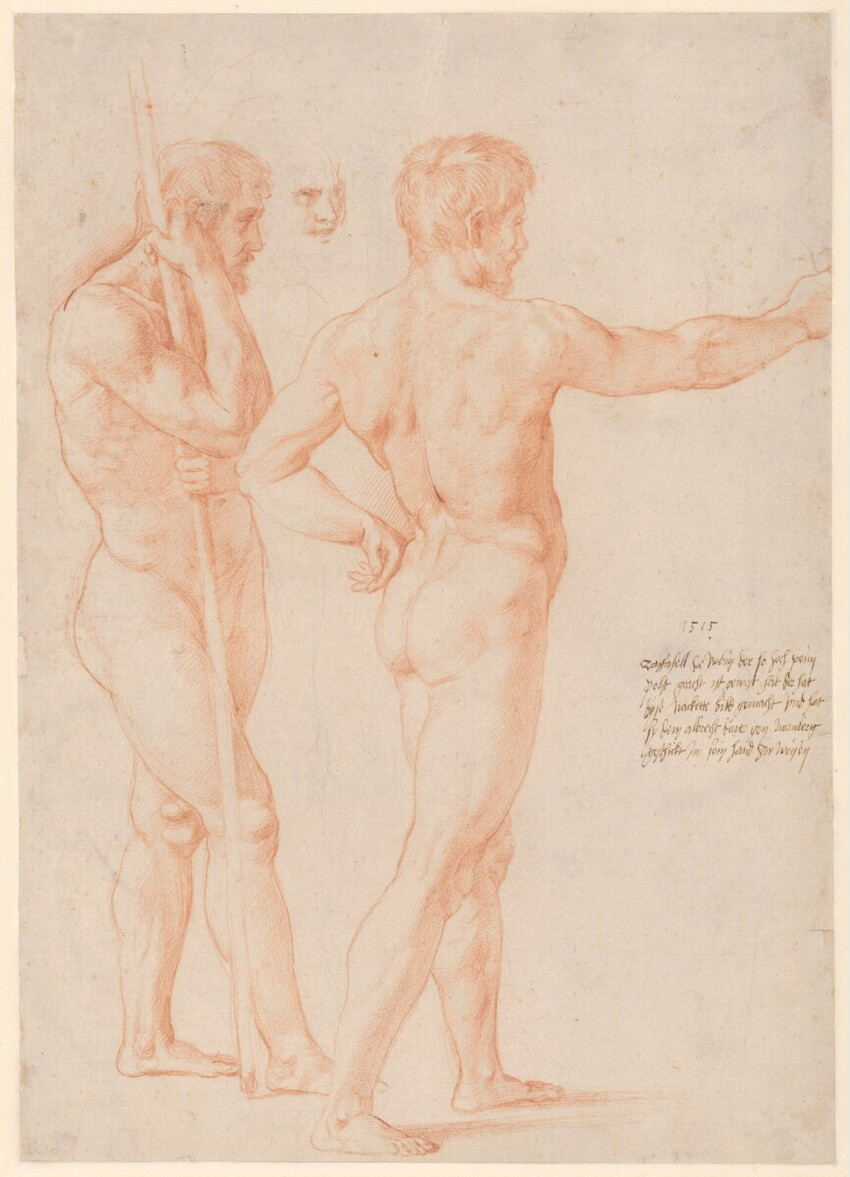
Raphaël, Étude de nus et de tête, 1515.

Selon Vasari, Dürer a échangé des œuvres à plusieurs reprises avec Raphaël, en témoignage de l'admiration que chacun portait à l'autre. Il lui a ainsi adressé un autoportrait peint sur toile, aujourd'hui disparu, que Vasari dit avoir vu à Mantoue. En réponse, Raphaël lui a fait parvenir « plusieurs dessins ». Un dessin à la sanguine, Étude de nus et de tête, conservé à l'Albertina, daté de 1515, constitue l'unique trace matérielle de ces échanges. Le choix de cette esquisse ne doit rien au hasard : l'homme au premier plan, vu de dos et tendant son bras droit, rappelle un motif particulièrement apprécié par Dürer, que l'on retrouve dans sa Décollation de Jean Baptiste de 1510 et dans l'Ecce Homo de sa Petite Passion sur bois gravé en 1509. En outre, les deux nus masculins de Raphaël entrent en résonance avec les recherches de Dürer sur les proportions idéales.
En peinture, Dürer a relativement peu d'influence en Italie, où l'on ne connait probablement que son retable à Venise, et ses successeurs allemands sont moins habiles pour mélanger les styles allemand et italien. Ses autoportraits intenses et dramatisants ont continué d'avoir une forte influence jusqu'à nos jours, en particulier sur les peintres des XIXe et XXe siècles qui souhaitaient un style de portrait plus dramatique. Dürer n'a jamais perdu la faveur de la critique ; il y a eu d'importants regains d'intérêt pour ses œuvres en Allemagne dans la Renaissance de Dürer, d'environ 1570 à 1630, au début du XIXe siècle, et dans le nationalisme allemand de 1870 à 1945.

## Thèmes
« L'art d'Albrecht Dürer marque l'apogée de la peinture à la sortie du Moyen Âge. Sa maîtrise absolue du dessin rigoureux et d'une coloration sensuelle fascinent aujourd'hui comme de son temps ». Dürer travaille sa peinture dans la continuité de Van Eyck en tentant de reproduire le plus fidèlement possible la nature et les paysages ; ses nombreuses esquisses indiquent bien tout l'intérêt que portait l'artiste pour ce travail. Moulé dans la tradition médiévale allemande en vigueur à son époque, il acquiert grâce à ses voyages en Italie une profonde indépendance, plus grande peut-être que les artistes italiens eux-mêmes, puisqu'il ne relevait lui-même d'aucune tradition moderne, l'allemande appartenant déjà au passé. Il a représenté à sa manière une avant-garde.

### Gouaches et aquarelles

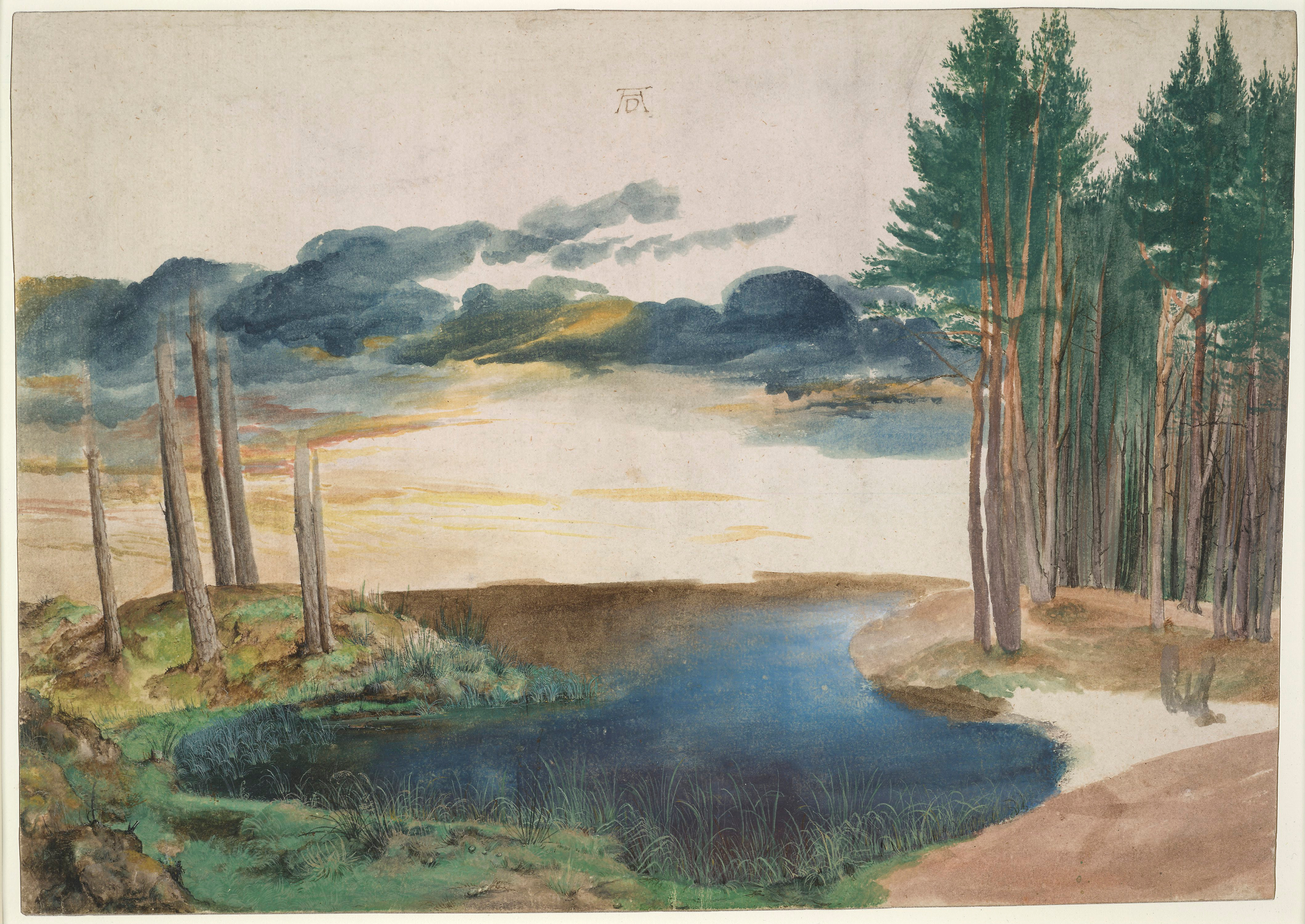
Un étang en forêt, vers 1496, British Museum, Londres.

Dürer a peint la première aquarelle dans l'histoire de l'art occidental qui soit une peinture de paysage représentant une vue d'un lieu précis.
Les aquarelles qu'il réalisa au cours de son voyage à travers les Alpes, appartiennent d'après les chercheurs à deux catégories et cela à partir de critères botaniques : celles qu'il réalisa en automne 1494 au cours du voyage aller vers Venise, et celles réalisées au printemps de 1495 lors du retour, lorsqu'il eut pris connaissance de la peinture italienne. Dans ces dernières, une assez grande différenciation est à remarquer. On pourrait même expliquer les différences stylistiques en se basant exclusivement sur l'évolution propre de Dürer, qui s'intéressa fréquemment aux impressions paysagistes. Une grande partie des aquarelles — à l'exception sans doute de la Ville et Château d'Arco — fut ainsi réalisée au cours du voyage aller. La Vue d'Innsbruck est considérée par les chercheurs comme la première de la série.

### Portraits
Très vite Dürer cherche à aller plus loin dans le portrait, en direction d'une description du modèle certes physique, mais aussi psychologique. Grâce à lui, le portrait germanique se teinte progressivement d'une caractérisation inédite.
Pour parvenir à ses fins, il se prend régulièrement comme modèle. Ses proches sont également ses premières sources d'inspiration, sa femme Agnès ou ses parents. Autour de 1500, ses portraits dessinés sont très aboutis et très recherchés, comportant bien souvent des inscriptions. Dürer est alors l'un des plus grands portraitistes de son temps, largement reconnu comme tel. Il développe à Venise un style propre, pour des effigies relativement petites. Tracées devant le modèle, les portraits dessinés peuvent éventuellement servir la peinture, même si la plupart d'entre eux existent pour eux-mêmes. Le voyage aux Pays-Bas est l'occasion d'en produire un grand nombre, offerts en cadeau ou en échange d'un lit ou d'un dîner, ou encore conservés dans son carnet de voyage.
Le portrait gravé arrive tardivement dans sa carrière. À l'occasion de la Diète d'empire d'Augsbourg en 1518, alors qu'il prend part à la délégation de la ville de Nuremberg et que toutes les personnalités de l'Empire sont présentes, Dürer s'occupe abondamment de portraits, peints ou dessinés, tout le monde voulant être représenté par le grand peintre du temps. Il tire de cette série, son premier portrait gravé d'un contemporain, Le cardinal Albrecht von Brandenburg, dit le « Petit Cardinal ».
S'il n'est pas le premier à graver des portraits, il utilise en revanche le burin pour conférer aux siens finesse psychologique et précision physique. Jusqu'en 1526, il exécute cinq grands portraits au burin de personnalités éminentes de son temps, Albrecht von Brandenburg à nouveau, l'électeur de Saxe Frédéric le Sage, l'un de ses plus fidèles mécènes, son ami de toujours, Willibald Pirkheimer, le théologien Philipp Melanchthon, proche de Luther, dont il admire les prises de position, et enfin Érasmede Rotterdam. Une seule xylographie, celle d'Ulrich Varnbüler, étonne par son format imposant et son traitement aussi vigoureux que plastique. Ces portraits gravés tardifs de personnages reconnus, relevant également du panthéon personnel d'un peintre alors au sommet de son art, pouvaient être diffusés de manière large et concurrencer alors les médailles, en étant notamment moins coûteux. Ils placent définitivement Dürer au centre de l'Europe humaniste, celle des échanges intellectuels, spirituels, politiques et artistiques.

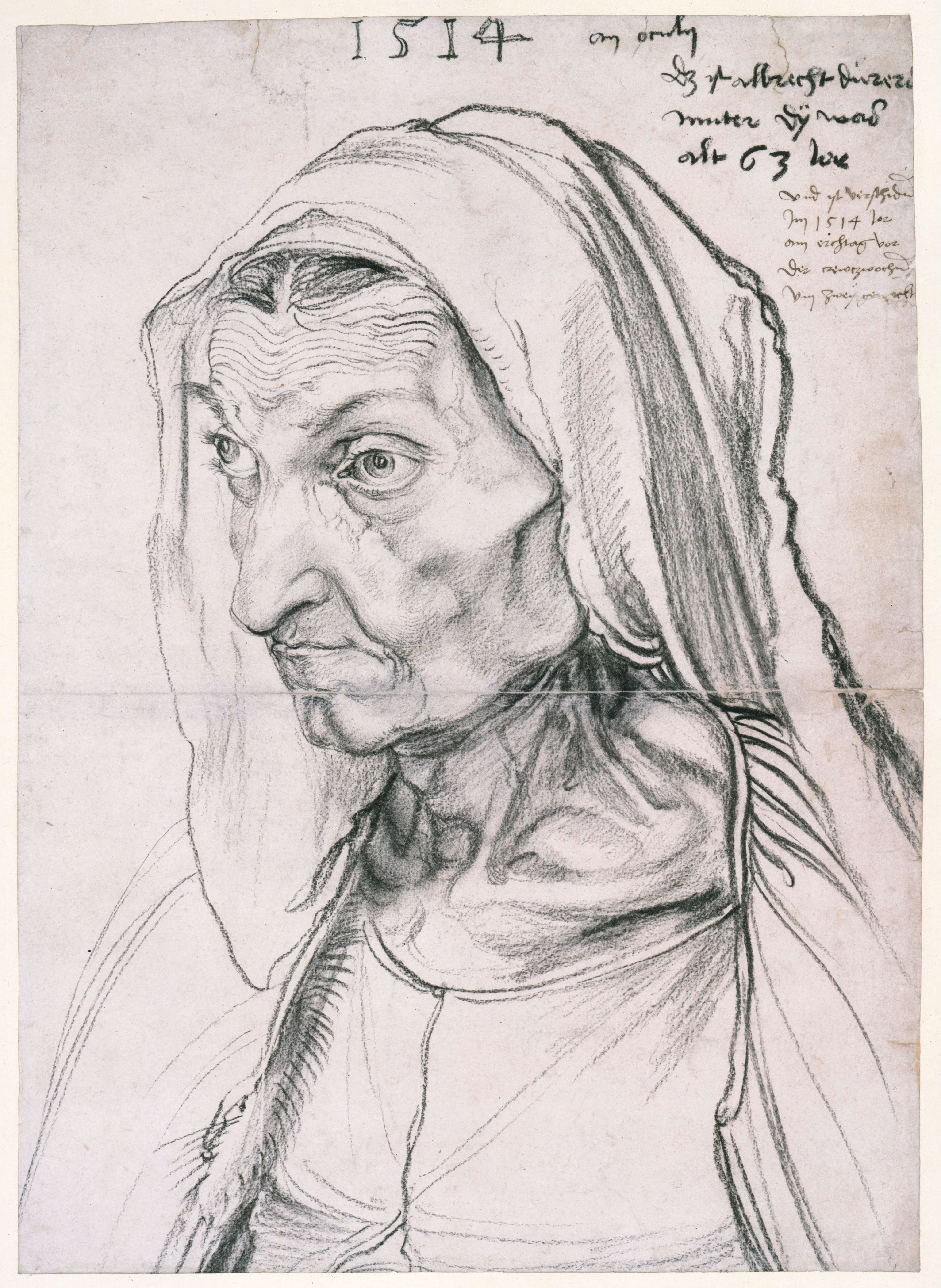
Portrait de sa mère âgée, Barbara (1514), fusain, un mois avant sa mort, pendant à la beauté qu'il glorifie habituellement dans son œuvre.
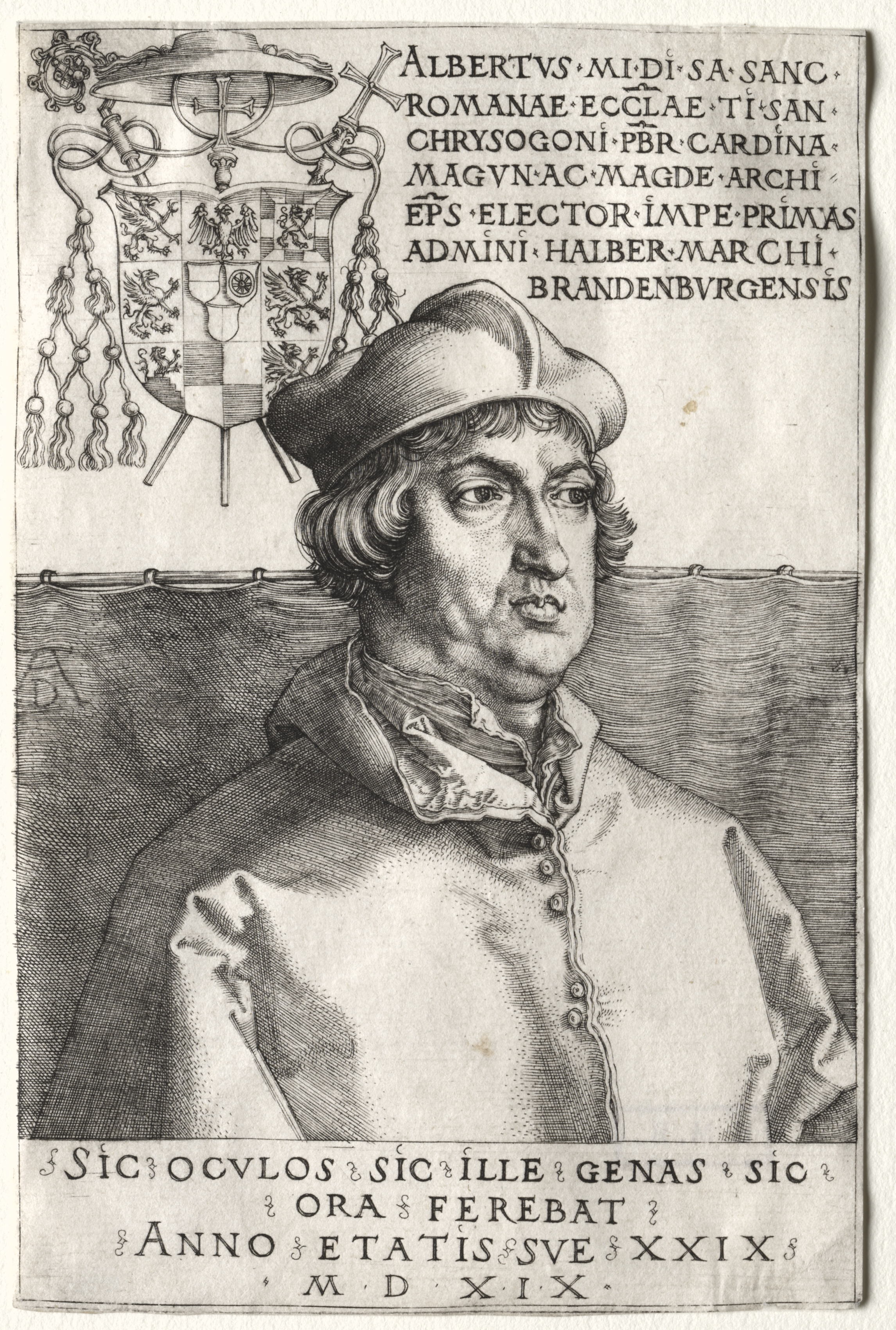
Le cardinal Albrecht von Brandenburg, dit le « Petit Cardinal », gravure sur cuivre au burin, 1519.
Le cardinal Albrecht von Brandenburg, dit le « Petit Cardinal », 1523.

#### Autoportraits
Fasciné par le genre de l'autoportrait, Albrecht Dürer est le premier à en réaliser une telle quantité, que ce soit en peinture ou dessins. Ses autoportraits peints font tous preuve d'une grande assurance et fierté. Il semble que même si Dürer a voulu laisser une trace glorieuse de sa vie à travers ses nombreuses réalisations, il y a également laissé transparaître ses émotions et état d'esprit du moment.
Ainsi, la plus ancienne de ses œuvres conservées est son Autoportrait à l'âge de 13 ans.

Liste des autoportraits de Dürer
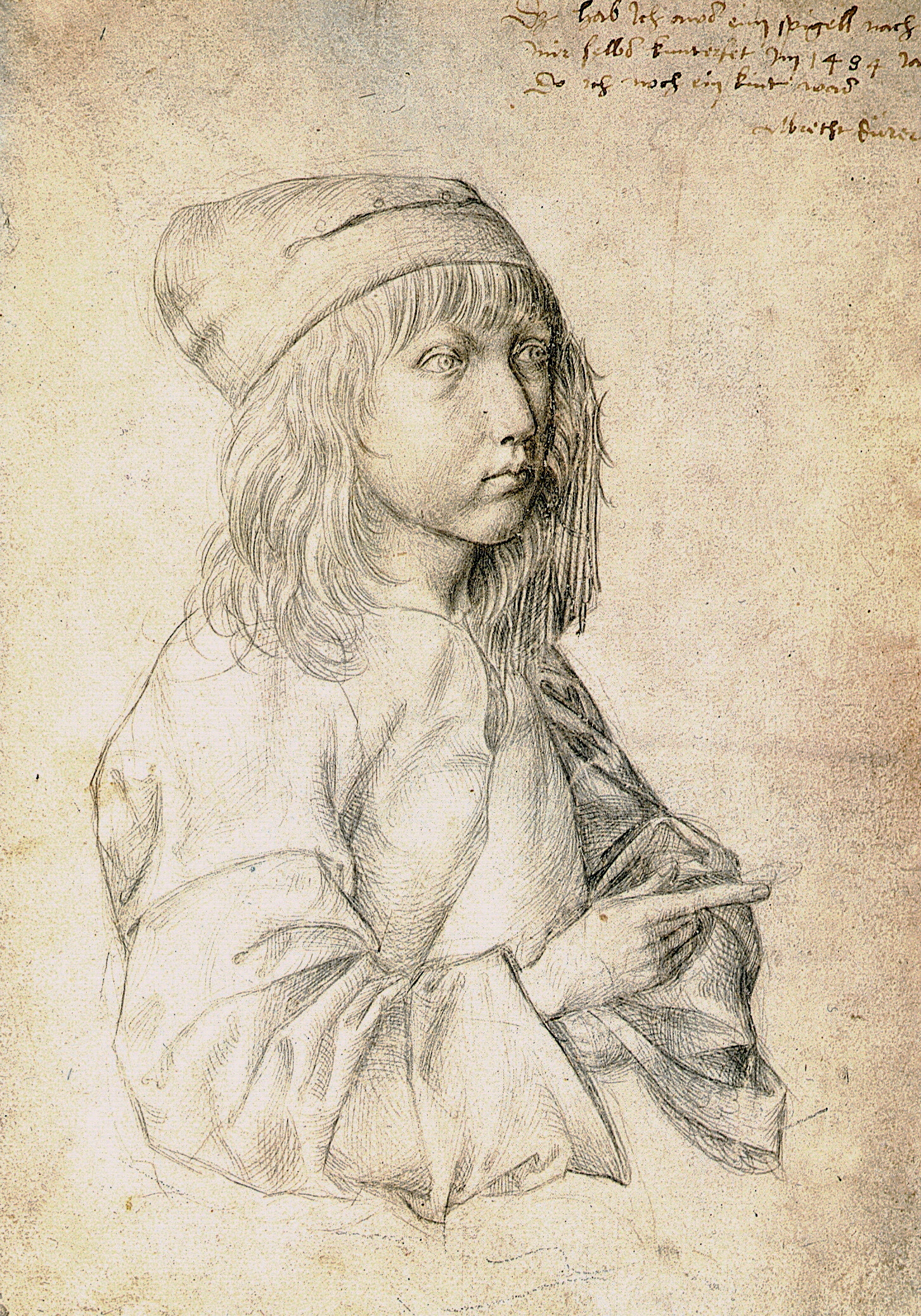
Autoportrait à l'âge de treize ans, 1484, Albertina, Vienne.
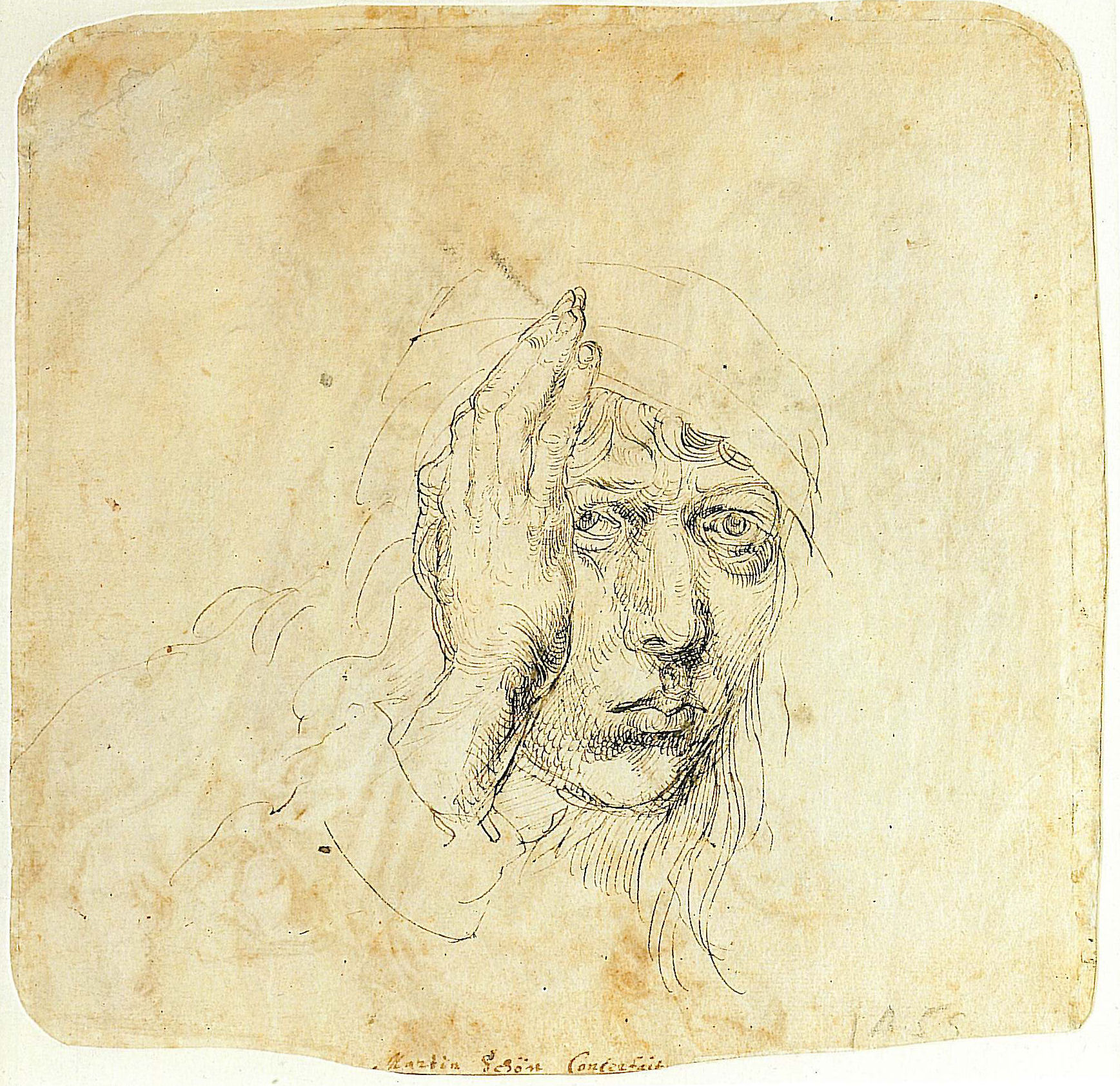
Autoportrait au bandage, 1491-1492, Universitätsbibliothek Erlangen-Nürnberg, Nuremberg.
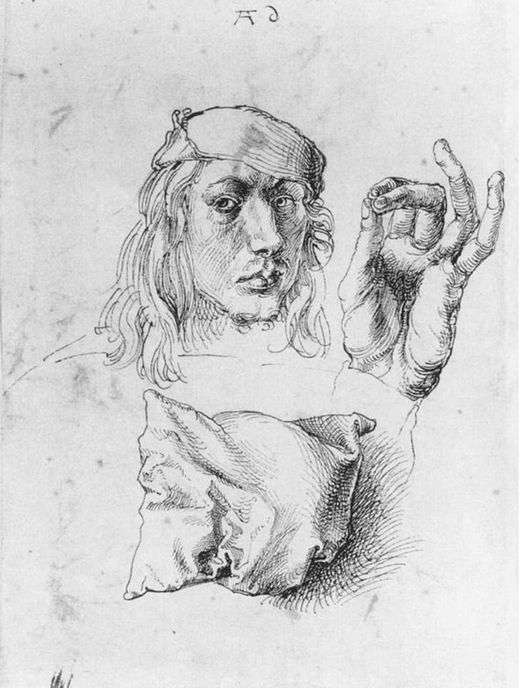
Autoportrait à l'oreiller, 1491-1492, Metropolitan Museum of Art, New York.
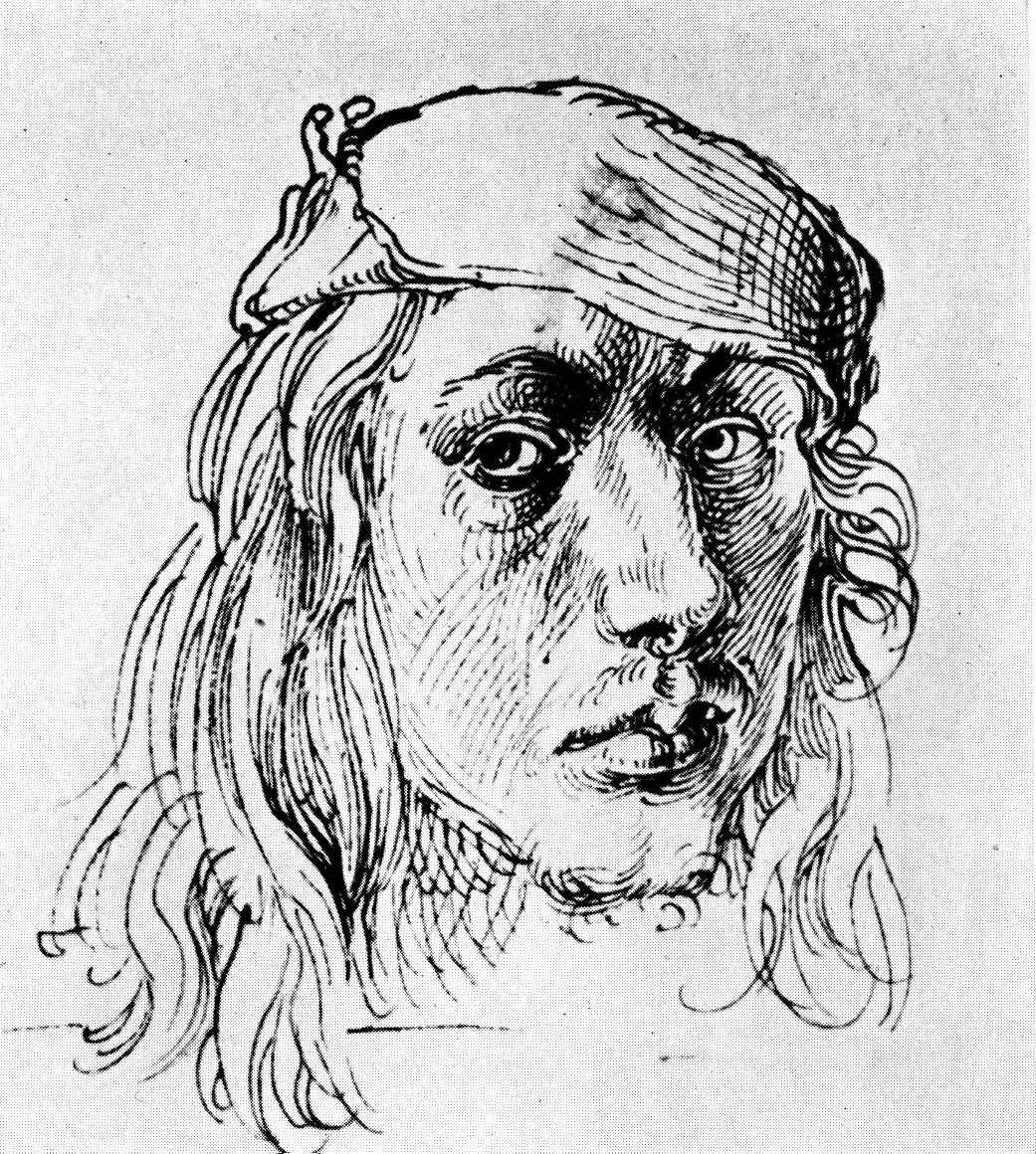
Autoportrait, 1493.
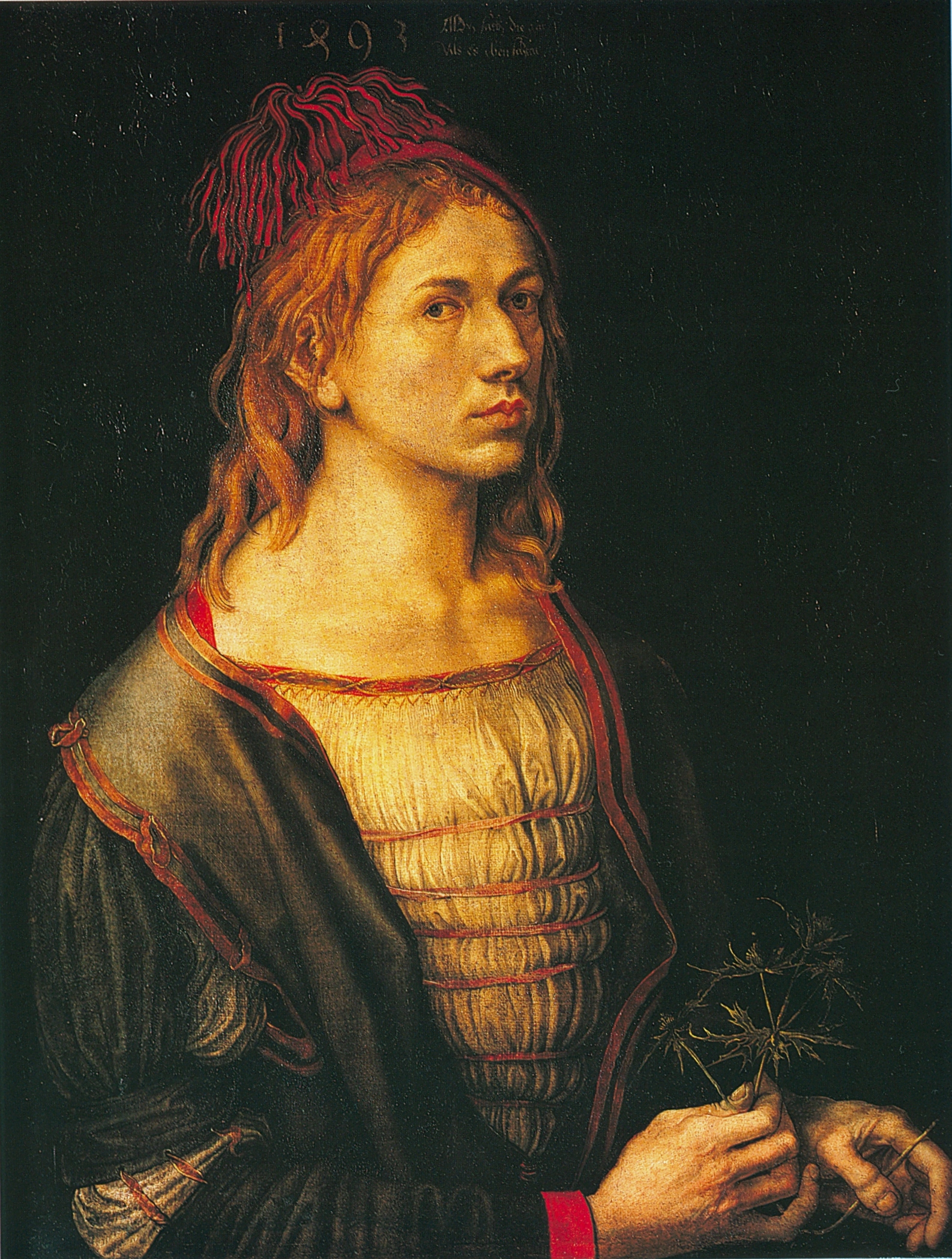
Portrait de l'artiste tenant un chardon, 1493, musée du Louvre, Paris.
Autoportrait aux gants, 1498, Prado, Madrid.
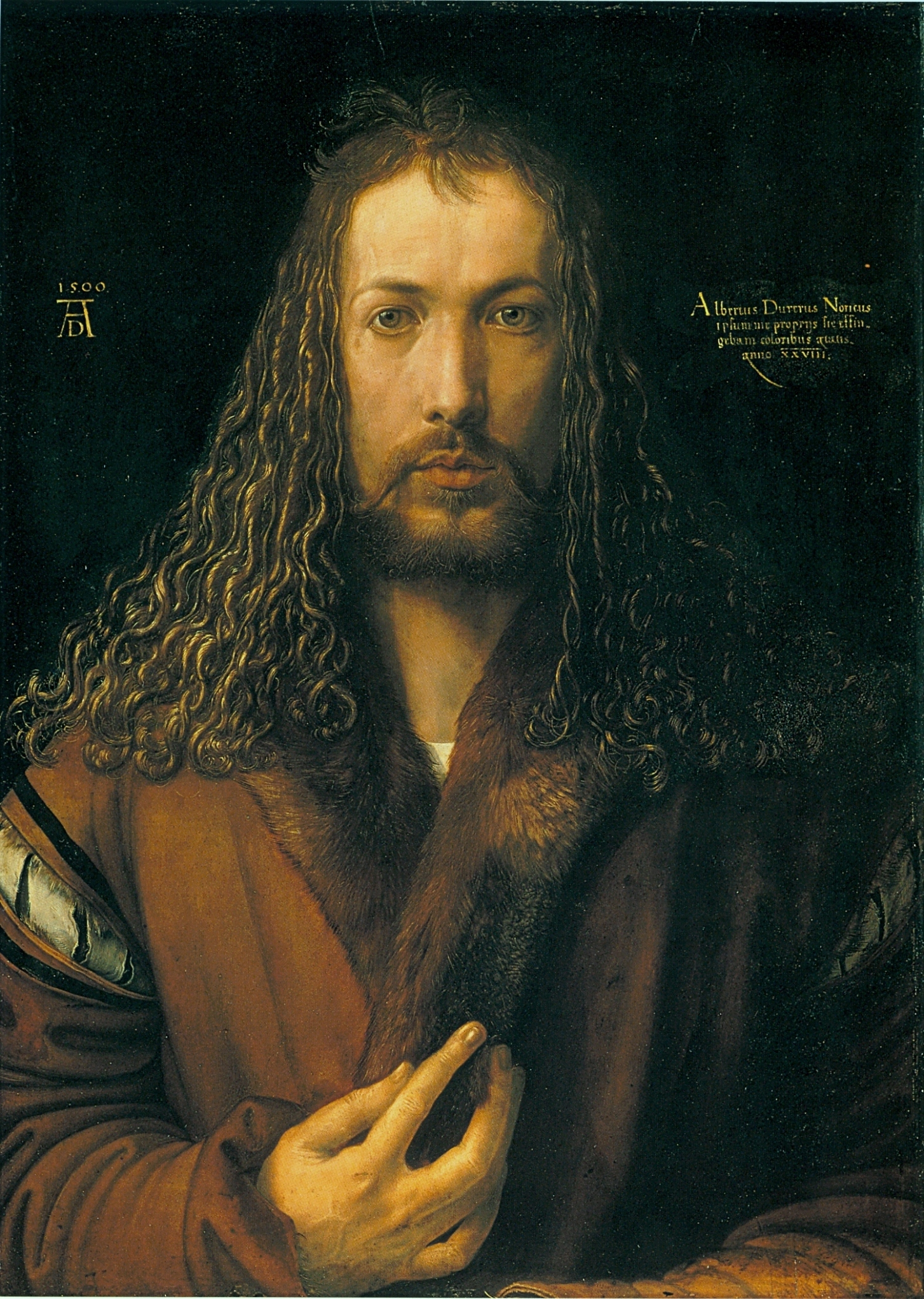
Autoportrait, 1500, Alte Pinakothek, Munich.
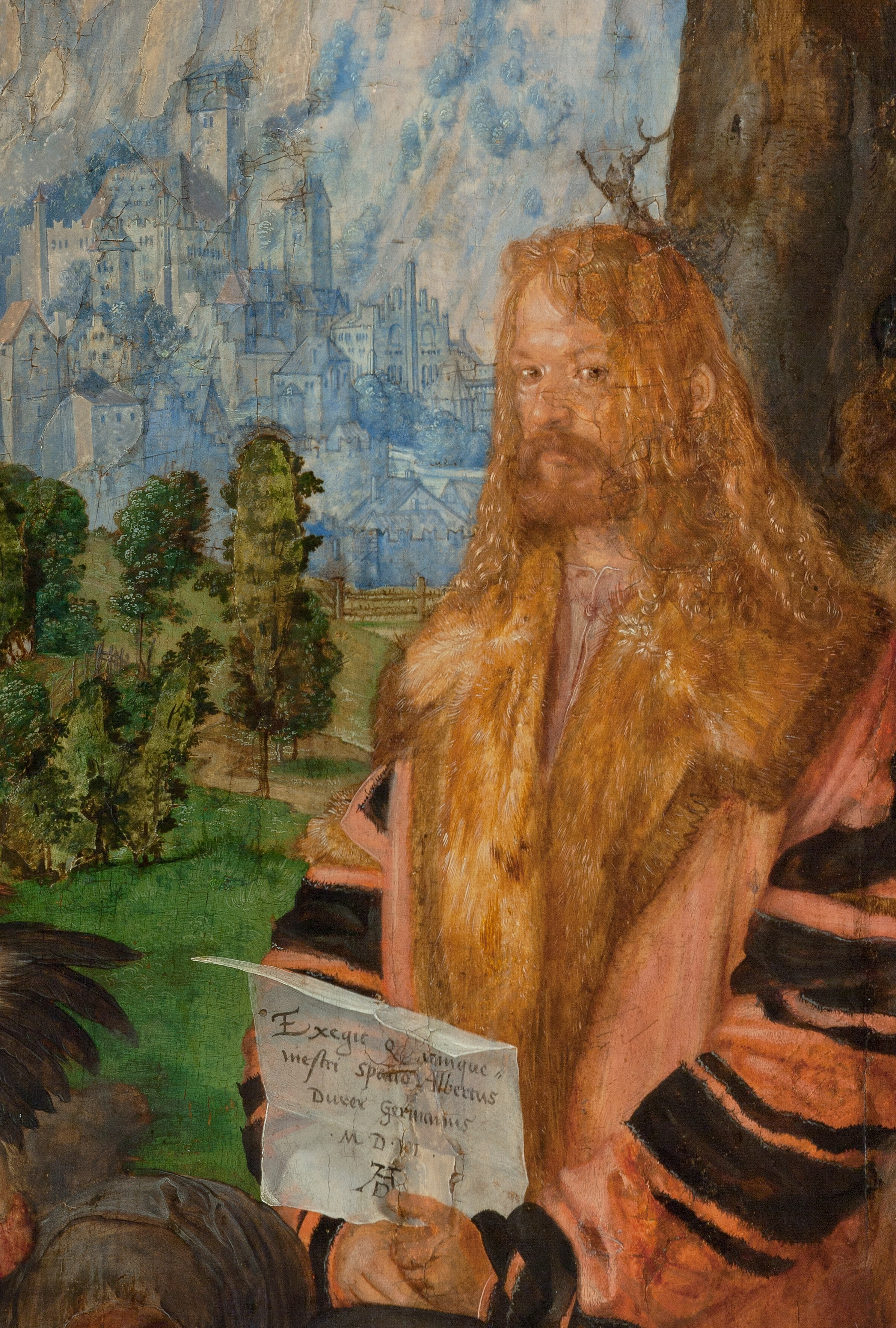
Représentation de Dürer dans La Vierge de la fête du Rosaire, 1506, Galerie nationale de Prague, Prague.
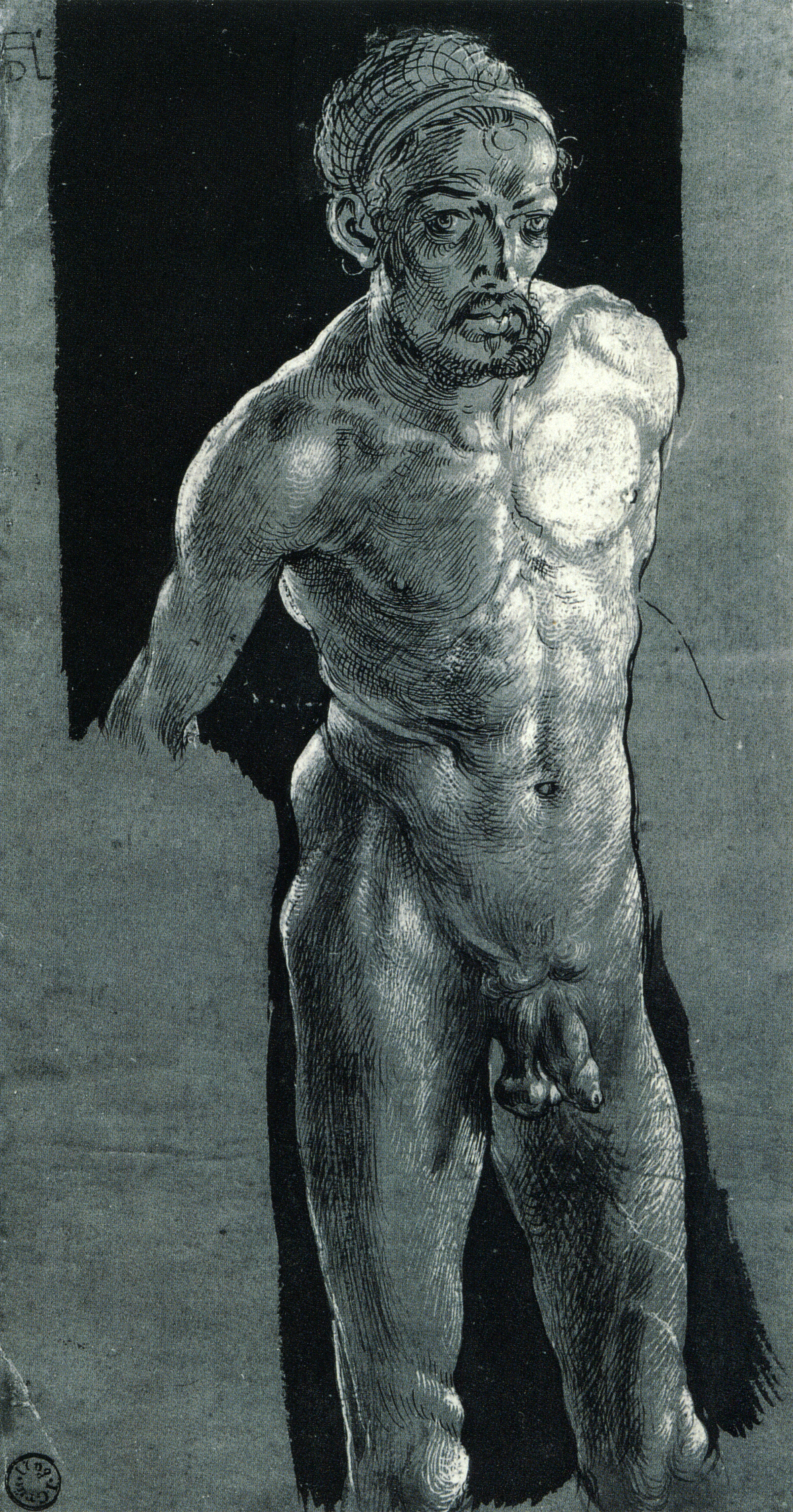
Autoportrait nu, 1509, Château de Weimar, Weimar.

Son Autoportrait aux gants de 1498 le montre habillé comme un noble vénitien, conscient de sa valeur et de son rang. Des détails (une tenue vestimentaire trop accentuée, un regard qui ne cadre pas avec la nonchalance de la coiffe) font penser que, probablement inconsciemment, Dürer fait passer le message qu'il est, à ce stade de sa vie, prêt à jouer un rôle nouveau. Il peint ce tableau quatre ans après son premier voyage en Italie, comme un renvoi à son expérience vénitienne actuelle, alors qu'il a rencontré Giovanni Bellini et compris que l'état de peintre pouvait conduire à la liberté spirituelle et une responsabilité sociale. « En simplifiant à l'extrême, la peinture semble vouloir dire : « À Venise, j'ai pris mesure de ma propre valeur et j'attends maintenant que cette valeur soit ici reconnue, en Allemagne ».
Celui réalisé deux ans plus tard, en Allemagne, montre un peintre dans une forme plus religieuse, classiquement utilisée à cette époque pour représenter le Christ. Il exprime ainsi probablement sa volonté d'indiquer qu'il suit la voie du Seigneur. Profondément religieux et certainement frappé par les malheurs de l'Allemagne de l'époque, Dürer est là bien davantage préoccupé par la vie après sa mort. C'est à cette époque qu'il réalise la série sur l'apocalypse.
Dans ces deux autoportraits, comme dans les autres, Dürer prend une distance avec la réalité, organise une mise en scène théâtrale. Il ne parvient pas ou ne veut pas montrer qui il est réellement.
Il se glisse aussi régulièrement dans ses œuvres, pour affirmer son statut d'artiste, comme dans La Vierge de la fête du Rosaire ou le Retable Landauer.

### Nature

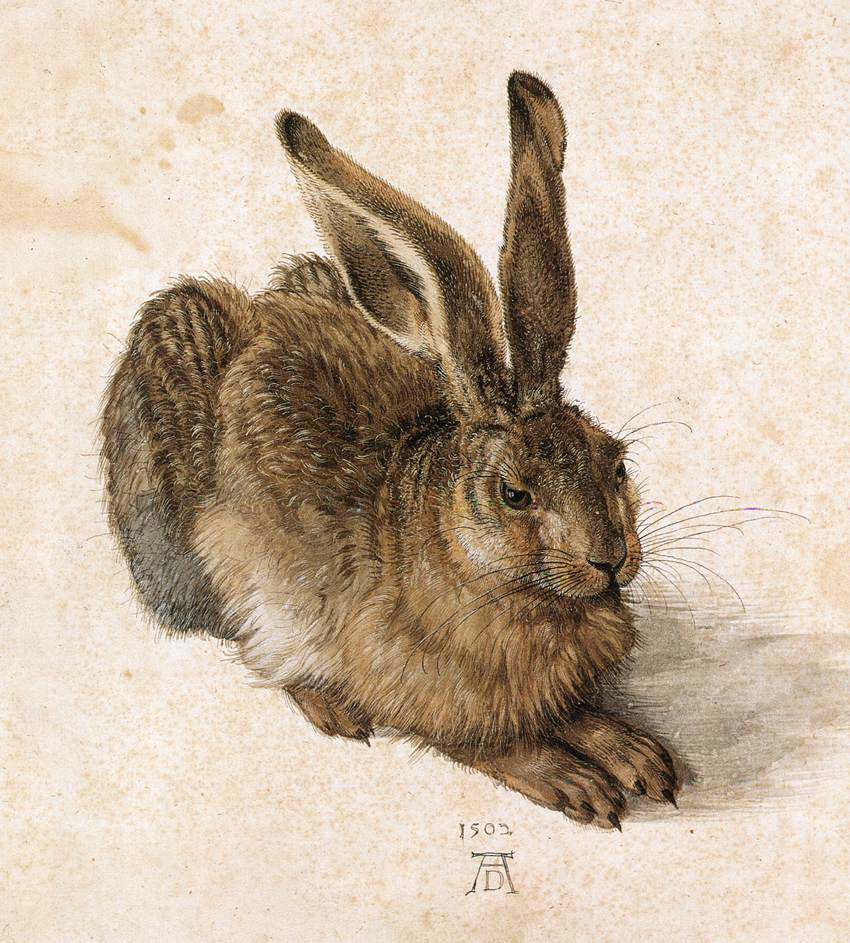
Le Lièvre, 1502, Albertina, Vienne.

Dürer est un infatigable observateur de la nature. Il s'intéresse à ses prodigues, comme on le constate à la lecture de son Journal aux Pays-Bas, notamment quand il se rend en Zélande pour y voir une énorme baleine échouée, ou dans Le Pourceau monstrueux de Landser. Il porte son intérêt sur les lions de Gand, les singes et les perroquets qu'il achète, au même titre que les merveilles artistiques de la région, ne se contentant jamais de fournir une description littérale de la nature, mais lui imprimant souvent un sens plus profond.
La nature est pour Dürer à la fois une source d'inspiration et un exercice pratique. Il capture sur ses dessins de véritables morceaux de nature qui constituent pour lui un répertoire de motifs qu'il réemploie à l'occasion dans d'autres compositions. Ce qui semble être des fragments authentiques sont en vérité des reprises, exécutées dans l'atelier et non sur le vif.
Hans Pleydenwurff, qui domine la scène artistique de Nuremberg à partir du milieu du XVe siècle, y a introduit la sensibilité de la peinture flamande ou celle de Cologne, qui portent un intérêt marqué à la représentation du vivant et du réel. Schongauer y déploie des trésors de précision botanique dans ses dessins à la gouache ou à l'aquarelle. Dürer fait de la nature le protagoniste omniprésent dans ses images.
Il est très tôt marqué par les paysages qu'il rencontre lors de ses voyages dans les Alpes, sur le chemin de Venise, dans les villes d'Innsbruck, de Trente , ou encore dans les environs de Nuremberg.
L'aquarelle est le médium privilégié avec lequel il figure la lumière changeante de ses paysages panoramiques. Ce sont des paysages inspirés par le réel mais totalement recomposés qu'il utilise comme arrière-plan de ses gravures les plus célèbres, comme Némésis où est évoquée la silhouette de la ville de Klausen, dans la vallée de l'Eisack, ou le château de Nuremberg face au Monstre marin, ou encore les fermes typiques de la campagne bavaroise dans Le Fils prodigue parmi les pourceaux. Dans tous ces paysages, le détail insuffle pittoresque et poésie, tandis que l'horizon permet de mesurer l'étendue de la création divine. L'usage de la perspective mathématique ajoute un rendu crédible d'une nature en réalité complètement recomposée par la gravure.
Dürer s'intéresse à des sujets inédits en matière d'animaux, jadis considérés comme négligeables. Certaines de ses aquarelles montrent une fascination pour les animaux morts, à l'instar de certains de ses contemporains comme Jacopo de' Barbari ou Lucas Cranach l'Ancien. Le dessin à la plume lui permet de saisir une silhouette, un comportement qui intrigue. Sa gravure du Rhinocéros, une des plus populaires dès sa création, présente la puissance et la monumentalité de l'animal occupant toute la feuille, accrues par le cadrage soigneusement choisi par l'artiste.

## Gravure

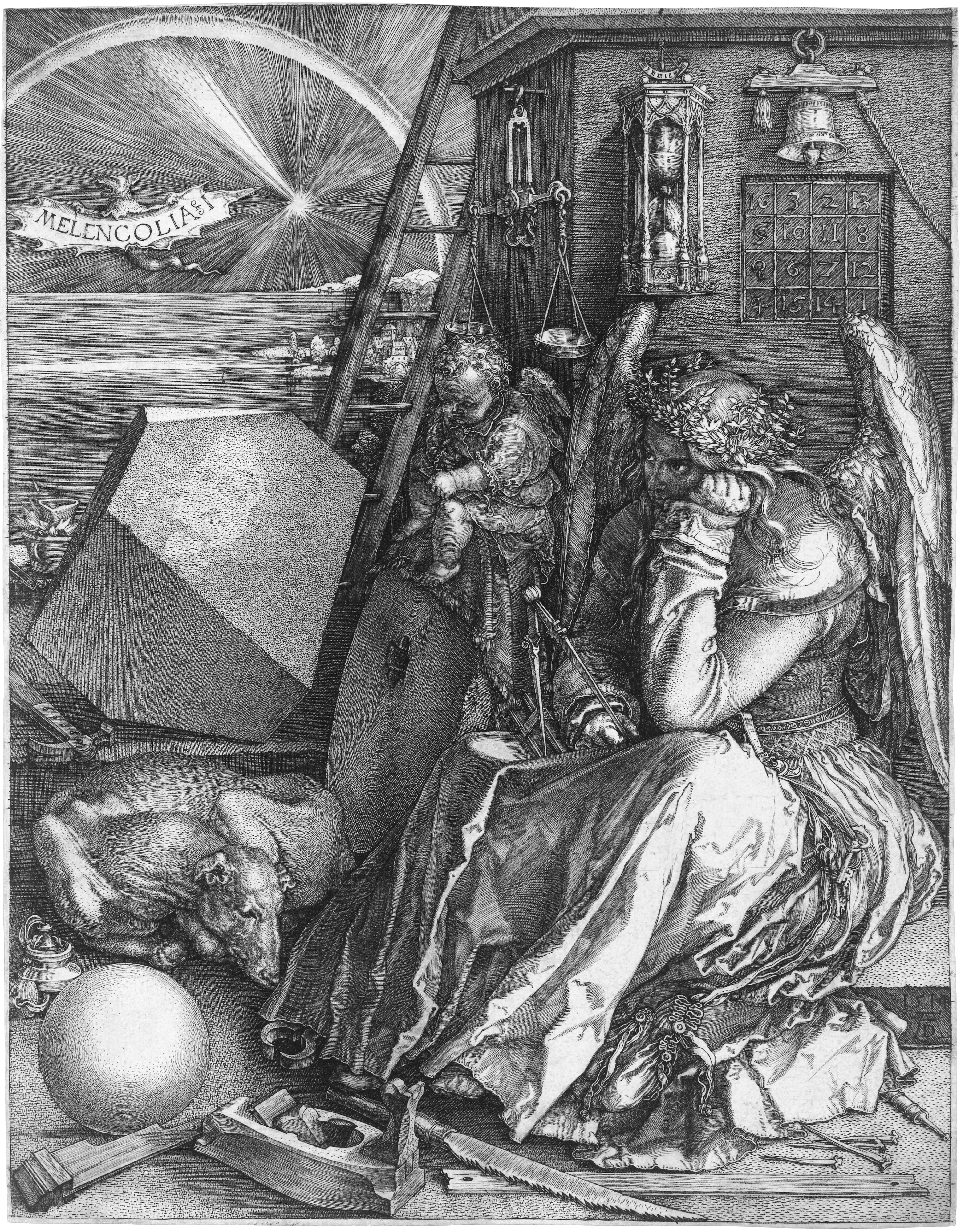
Melencolia I, gravure d'Albrecht Dürer (1514)

Son maître Michael Wolgemut est « responsable de la publication » de deux ouvrages xylographiques : le Schatzbehalter (ou Trésor religieux) de Stephan Fridolin en 1491 et La Chronique de Nuremberg, une sorte de précis historique publié en 1493 avec six cent cinquante-deux bois gravés comprenant trois cents personnages différents (d'innombrables rois et papes, philosophes et scientifiques, et une riche série de vues de villes, de paysages et de monastères). Lorsqu'il se consacre à son tour, à la publication de livres illustrés où l'image gravée tient une place prédominante, Dürer s'inscrit dans une sorte de tradition nurembergeoise déjà bien établie. En 1494, il découvre Vitruve et inclut le canon des proportions dans ses œuvres gravées.
Dès ses premières années d'activité, il se démarque radicalement de la tradition nurembergeoise, qui ignore la gravure sur cuivre au burin et limite celle sur bois au rôle d'illustration du livre imprimé. L'estampe, art la plupart du temps sans commanditaire, permet une innovation plus grande et une certaine émancipation, d'où de nombreux burins relèvant d'une iconographie complexe, parfois même difficilement identifiable. Son ambition est aussi manifeste dans le soin qu'il prend d'apposer son monogramme de façon systématique, la pratique étant nouvelle pour la xylographie. Dürer revendique l'originalité de la création et promeut la notion de propriété artistique, notion formulée explicitement dans l'avertissement aux imitateurs qu'il insère à la fin des éditions de 1511 de ses livres illustrés.
Le burin et le bois sont ses techniques de prédilection. Il affirme aussi sa volonté de hisser la gravure au rang de la peinture lorsqu'il signe son Apocalypse en tant que « peintre » (pictor). Il grave lui-même ses burins, avec une virtuosité qui lui permet d'obtenir de subtiles variations tonales offrant une palette variée de dégradés de noir. En revanche, il délègue certainement rapidement l'étape de la gravure de ses bois. Dürer ne participe pas aux expérimentations visant à mettre au point un procédé d'impression en couleur menées par Lucas Cranach et Hans Burgkmair alors qu'il se montre particulièrement curieux d'autres innovations de son temps relatives à l'art de la gravure.
Dürer s'impose comme l'un des premiers graveurs germaniques à s'approprier le procédé de l'eau-forte inventé par Daniel Hopfer vers 1500 à Augsbourg, avec les six eaux-fortes qu'il publie entre 1515 et 1518. Il grave trois compositions intégralement à la pointe sèche en 1512, premier artiste à travailler sa plaque exclusivement à la pointe après le Maître du Livre de Raison (ou Maître du Cabinet d'Amsterdam), et à donner de l'ampleur à cette technique en l'appliquant à des œuvres de relativement grand format.
Martin Schongauer, le plus grand buriniste de son époque, constitue sans doute l'une des premières sources d'inspiration pour le jeune graveur. L'œuvre de Dürer témoigne aussi d'une connaissance approfondie des burins du Maître E. S., du Maître de la Vie de saint Jean-Baptiste et du Maître L. Cz.. L'influence du Maître du Livre de Raison est perceptible dans ses œuvres de jeunesse, notamment l'Oriental et sa femme et la Sainte Famille au papillon largement inspirée de la Sainte Famille au rosier du maître anonyme.
Il tire aussi la leçon des grands graveurs du Quattrocento, le Maître de la série E des Tarots dits de Mantegna, Andrea Mantegna et Antonio Pollaiuolo, dont la monumentale estampe gravée, le Combat d'hommes nus, est pour lui une référence majeure : son Enlèvement des Sabines, dessiné en 1495, ne peut se comprendre sans les recherches du Florentin sur la représentation de la nudité masculine ; plusieurs burins traduisent la connaissance que Dürer a de son œuvre. Dürer reste toute sa carrière profondément influencé par l'art d'Andrea Mantegna, dont il cite à l'envi les motifs dans plusieurs de ses bois ou de ses cuivres. Sa connaissance de l'œuvre de Mantegna est extrêmement précise, ainsi sa Vue du Val d'Arco (vers 1495) s'inspire des paysages rocheux de Mantegna, que l'on trouve aussi bien dans ses peintures que dans ses gravures.
Deux séries de gravures sur bois font sa renommée, une Petite Passion composée de 37 gravures et une Grande Passion de 15 gravures plus une feuille de titre. À cela s'ajoutent une Passion gravée sur cuivre de seize feuilles, une Vie de Marie de 19 gravures sur bois et une feuille de titre, et surtout L' Apocalypse rassemblant 15 gravures sur bois plus une feuille de titre.
Il sert de référence pour les graveurs italiens et nordiques qui lui succèdent: Jacopo de' Barbari, Giulio Campagnola et Marc-Antoine Raimondi ou les petits maîtres de Nuremberg comme Georg Pencz et les frères Barthel Beham et Hans Sebald Beham[réf. souhaitée].

### Diffusion de l'humanisme de Nuremberg
En 1496, Hans Johann Pickheimer, le père de l'helléniste et ami de Dürer Willibad Pickheimer, crée à Nuremberg, la Poetenschule, un cercle humaniste plutôt qu'une école à proprement parler, largement inspirée de l'Académie platonicienne de Florence dont les membres se réunissaient autour de Marsile Ficin et de Cristoforo Landino dans les environs de Florence, à la villa Careggi. Dès les années 1490, les humanistes de la Poetenschule ont pour ambition commune de transférer l'hégémonie culturelle du sud au nord des Alpes. Ce processus de transfert, la translatio artium, implique de renouveler la poésie et les arts en y intégrant l'héritage antique afin de mieux rivaliser avec l'Italie, voire de la surpasser. Dürer nomme ce programme de « renaissance » culturelle porté par Conrad Celtes, Widererwaxsung. Pleinement intégré au projet, il se charge, dans son rôle d'artiste, de traduire en images cette rénovation culturelle germanique née dans l'effervescence intellectuelle de Nuremberg, pour mieux la diffuser en Europe.
Les gravures qu'il exécute peu avant 1500, des estampes mythologiques peuplées de nymphes et de satyres, le cycle de L'Apocalypse ou les gravures traitant de la vision extatique comme le Saint Jérome pénitent (vers 1495), Le Fils prodigue et le Saint Eustache, sont indissociables de cette ferveur poétique et philosophique d'inspiration néoplatonicienne qui galvanise alors les érudits de la Poetenschule. Le succès immédiat rencontré par ces gravures en Italie du Nord ainsi que leur réinterprétation par des graveurs comme Giulio Campagnola, Giovanni Battista Palumba, Nicoletto de Modène ou Giovanni Antonio da Brescia montrent à quel point la circulation des images a permis d'exporter l'humanisme de Nuremberg au-delà des frontières du monde germanique pour l'inscrire dans un contexte européen.
Dans leurs écrits, les humanistes attribuent en partie à la gravure, et en particulier à Albrecht Dürer, un rôle décisif dans l'accomplissement et le rayonnement, en Europe, de la renaissance culturelle germanique. En 1502, dans son Epithoma rerum Germanicarum usque ad nostra tempora, Jacques Wimpfeling s'étend sur l'admiration dont font l'objet les gravures de Dürer en Italie, de sorte qu'elles sont comparées aux œuvres d'Apelle et de Parrhasios.

### Commercialisation et protection de l'autorité artistique
Dès 1497, Dürer a recours à des colporteurs chargés de vendre ses gravures jusqu'en Italie, reprenant une pratique venue du marché du livre. Un contrat le lie à ses trois colporteurs, qui fixe les montants de la vente minimum de chaque estampe et prévoit l'envoi de comptes rendus réguliers, traduisant l'implication de l'artiste dans ces questions. Il se plaint à plusieurs reprises des risques financiers qu'il a à recourir à de tels intermédiaires. À partir de 1505, il demande à sa mère, Barbara Holper, de s'occuper du commerce à Nuremberg et à sa femme, Agnès, des foires internationales. L'organisation se révèle efficace et Dürer ne cache pas le profit que lui garantit ses estampes.
La revendication d'un privilège de vente et de commercialisation était une pratique répandue sur le marché du livre imprimé, que Dürer connait fort bien ayant participé en 1501 à l'illustration du premier livre ayant obtenu, à Nuremberg, un privilège d'impression. Il élargit considérablement le périmètre de protection : en tant qu'éditeur, il interdit la vente des planches imprimées, car cela constituerait un vol de son travail ; en tant que peintre, il en interdit toute copie, et  non pas seulement celles qui reprennent son monogramme, car cela constituerait un vol de son talent personnel. Il établit ainsi la notion d'autorité artistique et le besoin de la protéger.

### Copies
Dürer est l'artiste le plus copié de son temps. Christian Vogt recense près de deux cent soixante copies exécutées de son vivant, d'après estampes.
Alors que Dürer ne commence à graver ses premiers burins et grands bois qu'à partir de 1496, les plus anciennes copies datent d'avant la fin du siècle, exceptionnellement précoces. Parmi elles figurent les œuvres d'Israhel van Meckenem et de Wenzel von Olmütz, deux graveurs spécialisés dans la copie des maîtres. Hieronymus Greff reprend sept de ses grandes xylographies de format folio. En revanche, les grands livres illustrés sont presque intégralement exclus de ce phénomène de copie, à l'exception d'une copie de L'Apocalypse publiée en 1502 à Strasbourg par Greff. Il semble bien que le privilège impérial revendiqué par Dürer pour ses livres illustrés lui ait bel et bien garanti une certaine protection dans les limites de l'Empire.
De nombreux copistes affichent leur propre signature, les feuilles copiées portent rarement le monogramme de Dürer. Il s'agit donc pour le copiste, non de tromper l'acheteur, mais de se confronter à un modèle particulièrement inspirant ou constituant un défi sur le plan technique. Le choix des sujets à copier se porte, sans doute pour des raisons commerciales, sur les sujets iconographiques susceptibles de se vendre aisément sur le marché naissant de l'estampe en feuille, comme Les Amants et la Mort ou Les Quatre Sorcières.

## Travaux théoriques
Dans tous ses travaux théoriques, afin de communiquer ses théories en langue allemande plutôt qu'en latin, Dürer utilise des expressions graphiques basées sur une langue vernaculaire et artisanale. Par exemple, Schneckenlinie (« ligne d'escargot ») est son terme pour une forme en spirale. Ainsi, il contribue à l'expansion de la prose allemande que Luther a commencée avec sa traduction de la Bible.
Déjà artiste accompli, Dürer se rend en Italie en 1494 et rencontre Jacopo de' Barbari qui l'initie au rôle des mathématiques dans la perspective et à l'étude des proportions du corps humain. Dürer se plonge alors dans les Éléments d'Euclide, dans le théorème de Pythagore et dans le traité De architectura de Vitruve. Il s'instruit aussi dans les travaux de Leone Battista Alberti et Luca Pacioli. Il met en pratique ses nouvelles connaissances dans ses œuvres artistiques. Pour construire sa gravure Adam et Ève, il prépare son œuvre par un faisceau de droites et de cercles. Il analyse et développe la nouvelle théorie de la perspective notamment dans ses illustrations pour La Vie de la vierge. Le goût d'Albrecht Dürer pour les mathématiques se retrouve dans la gravure Melencolia, image dans lequel il glisse un carré magique, un polyèdre constitué de deux triangles équilatéraux et six pentagones irréguliers. Il s'intéresse aussi aux proportions (proportions du cheval et proportions du corps humain).
Il commence à rassembler de la documentation pour rédiger un grand ouvrage sur les mathématiques et ses applications dans l'art. Ce mémoire ne paraîtra jamais, mais les matériaux rassemblés lui serviront pour ses autres traités.

### Instructions pour la mesure à la règle et au compas

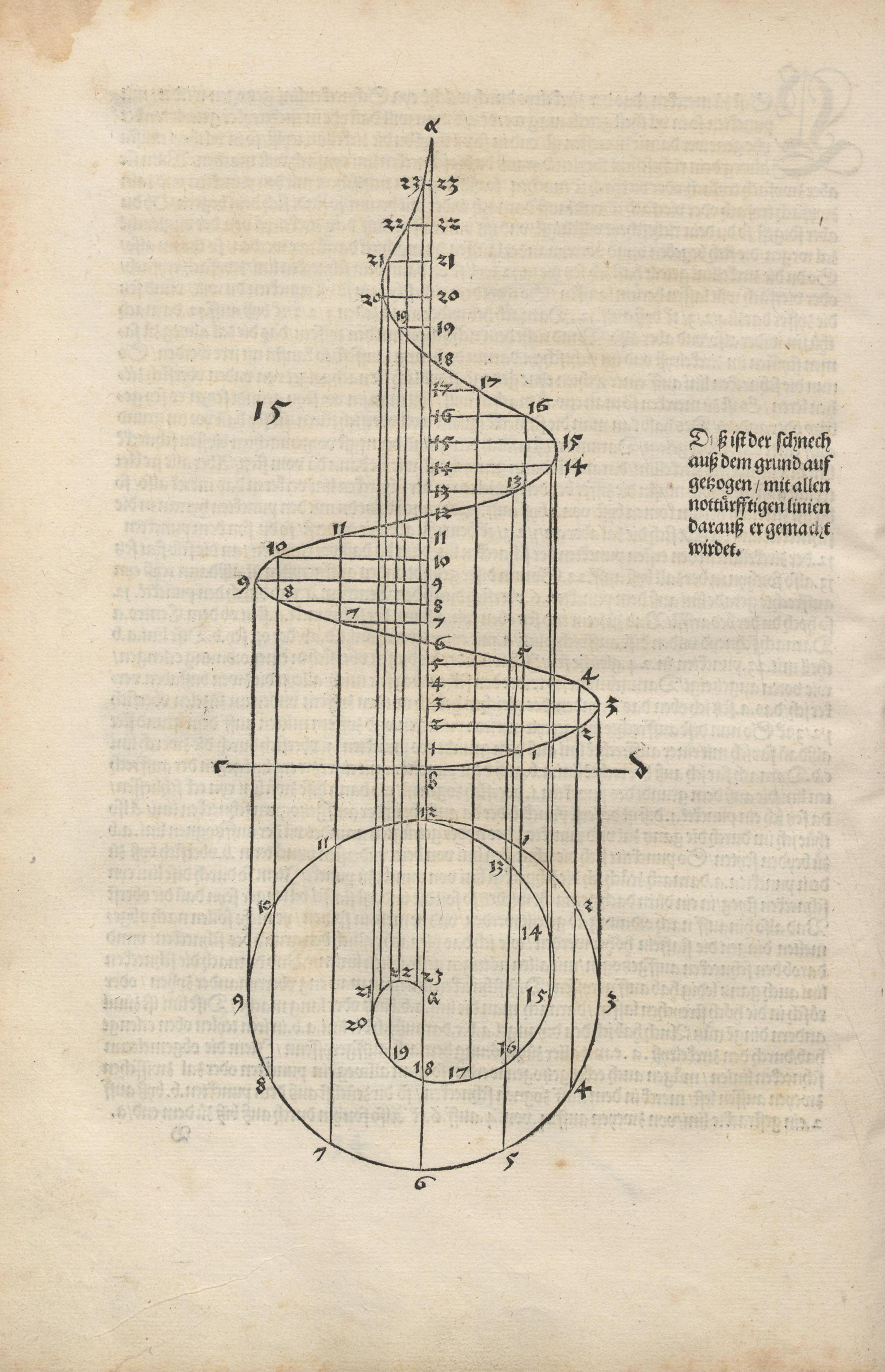
Underweysung der Messung, Instructions sur la mesure, 1525.

Son écrit majeur reste les Instructions pour la mesure à la règle et au compas (1538), ou  les Quatre livres sur la mesure (Underweysung der Messung mit dem Zirckel und Richtscheyt), où il développe en quatre livres les principales constructions géométriques comme la spirale d'Archimède, la spirale logarithmique, la conchoïde, l'épicycloïde, le limaçon de Pascal, des constructions à la règle et au compas approchées des polygones réguliers à 5, 7, 9, 11 ou 13 côtés et de la trisection de l'angle et de la quadrature du cercle, des constructions de solides géométriques (cylindre, polyèdre régulier), une théorie de l'ombre et de la perspective. Il laissera son nom sur un perspectographe simple à œilleton.
Le premier livre se concentre sur la géométrie linéaire. Les constructions géométriques de Dürer incluent les hélices, les conchoïdes et les épicycloïdes. Il s'inspire également d'Apollonios de Perga et de Libellus super viginti duobus elementis conicis de Johannes Werner (1522).
Le deuxième livre aborde la géométrie bidimensionnelle, c'est-à-dire la construction de polygones réguliers. Dürer préfère les méthodes de Ptolémée à celles d'Euclide.
Le troisième livre applique ces principes de géométrie à l'architecture, à l'ingénierie et à la typographie. En architecture, Dürer cite Vitruve mais élabore ses propres conceptions et un ordre architectural classique. En typographie, il dépeint la construction géométrique de l'alphabet latin, en s'appuyant sur l'histoire de la typographie occidentale. Cependant, sa construction de l'alphabet gotique est basée sur un système modulaire de représentation entièrement différent.
Le quatrième livre complète la progression du premier et du second en passant aux formes tridimensionnelles et à la construction des polyèdres. Dürer discute des cinq solides de Platon, ainsi que des sept solides semi-réguliers d'Archimède, ainsi que de plusieurs de sa propre invention.
Dürer montre les objets comme  des patrons. Il discute de la duplication du cube et passe à la « construzione legittima », une méthode de représentation d'un cube en deux dimensions à travers la perspective linéaire. On pense qu'il est le premier à avoir décrit une technique de visualisation utilisée dans les ordinateurs modernes, le ray tracing. C'est à Bologne que Dürer a appris (peut-être par Luca Pacioli ou Bramante) les principes de la perspective linéaire, et s'est familiarisé avec la « costruzione legittima » dans une description écrite de ces principes trouvée uniquement, à cette époque, dans le traité non publié de Piero della Francesca. Il connait également la « construction abrégée » telle que décrite par Leon Battista Alberti et la construction géométrique des ombres, une technique de Léonard de Vinci. Bien que Dürer n'ait fait aucune innovation dans ces domaines, il est remarquable en tant que premier Européen du Nord à traiter les questions de représentation visuelle de manière scientifique et avec une compréhension des principes euclidiens. En plus de ces constructions géométriques, Dürer discute dans le dernier livre d'Underweysung der Messung, un assortiment de mécanismes pour dessiner en perspective à partir de modèles, et fournit des illustrations sur bois de ces méthodes qui sont souvent reproduites dans les discussions sur la perspective.
La géométrie descriptive (à l'origine de la morphométrie) nécessaire à la représentation des corps dans l'espace, initiée par Dürer sera reprise, deux siècles plus tard, par Gaspard Monge, qui en fera un développement complet et artistique[réf. souhaitée].

### Quatre livres sur les proportions
Les Quatre livres sur les proportions (Vier Bücher von Menschlicher Proportion), datant de 1528, regroupent le travail de Dürer sur les proportions humaines. Ils contribuèrent à importer dans l'espace germanique la théorie des proportions du corps humain développé dans les travaux des artistes de l'Antiquité et de la Renaissance italienne.

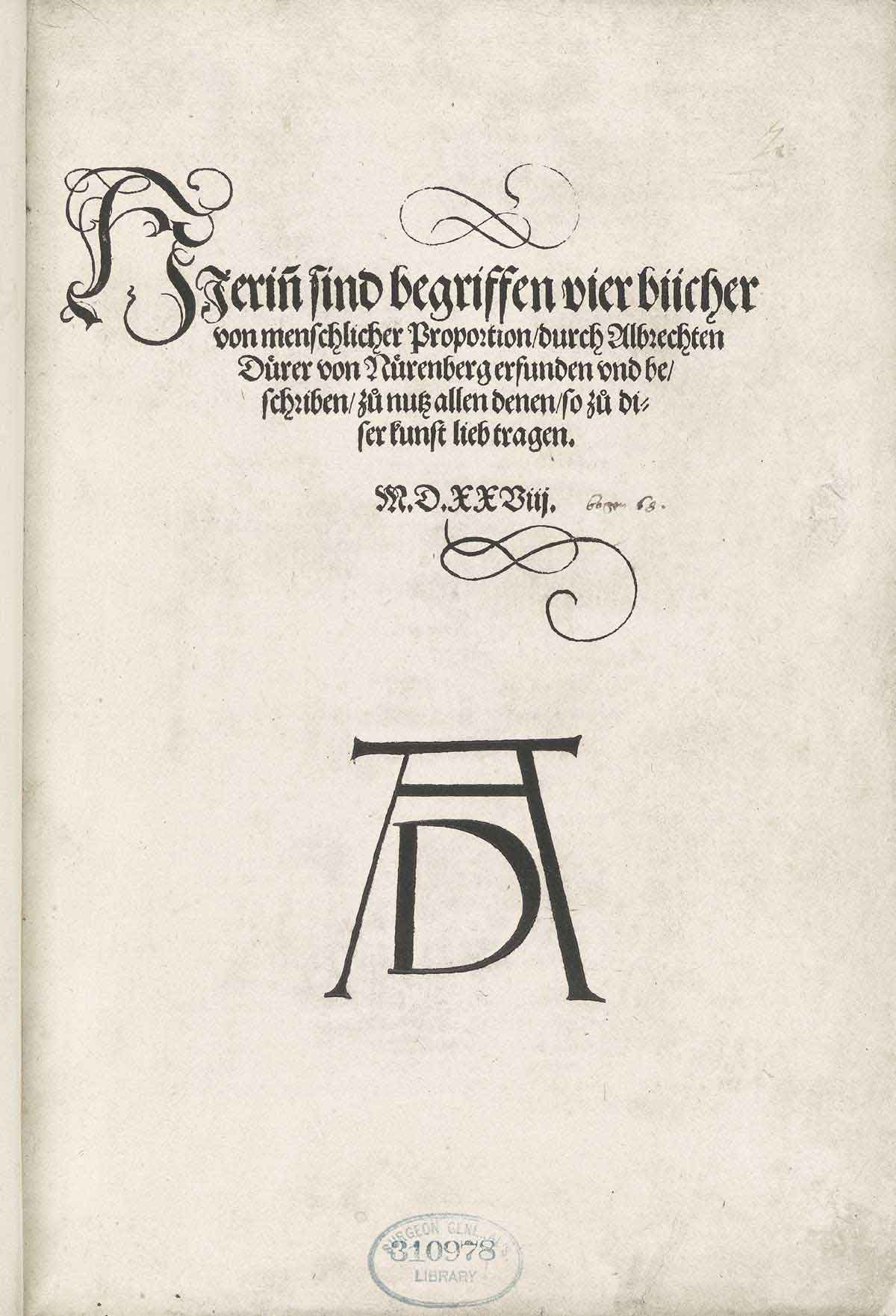
Page du titre de Vier Bücher von menschlicher Proportion avec la signature du monogramme de l’artiste
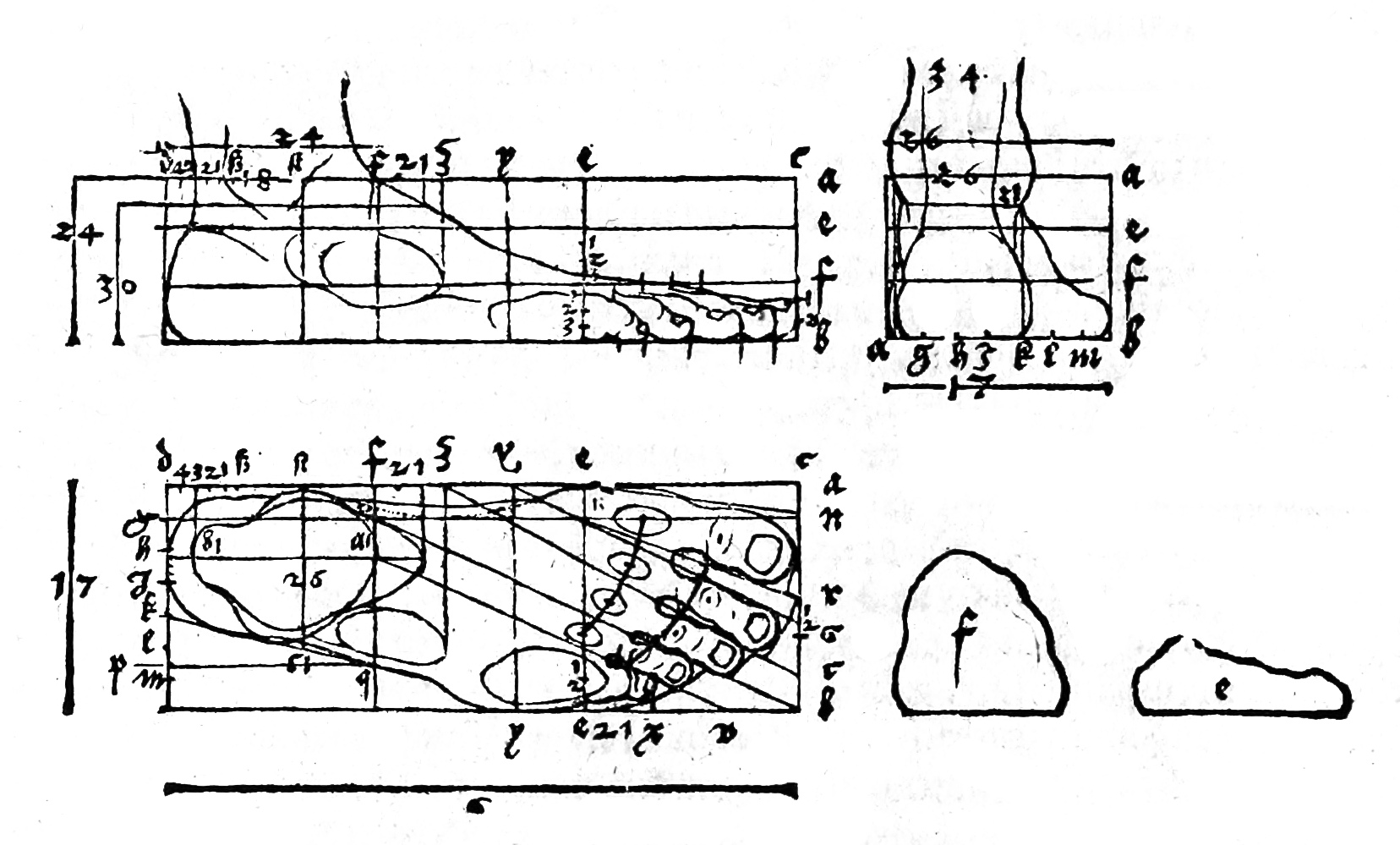
Dürer utilise souvent des projections orthographiques multivues
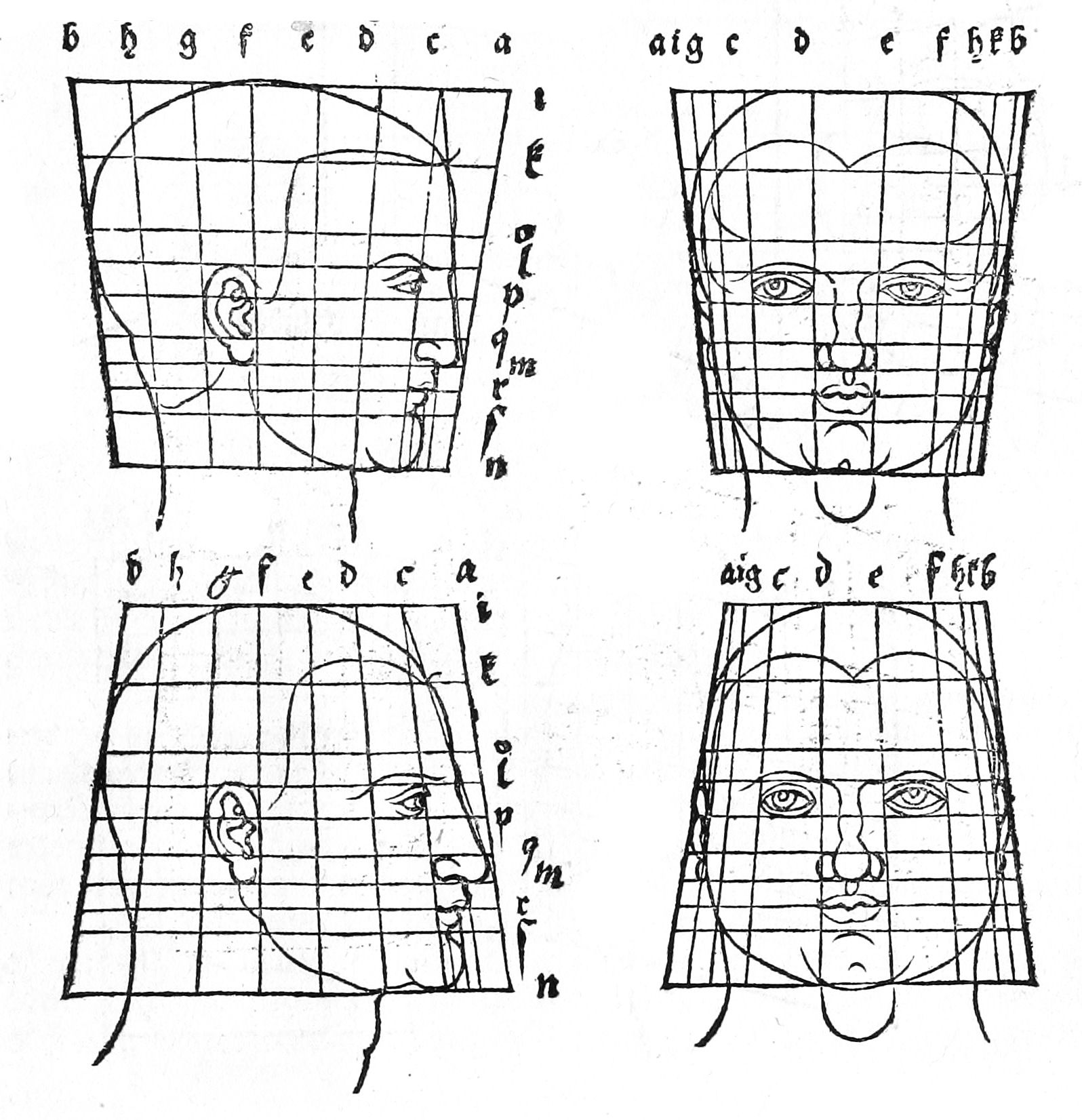
Étude de Dürer sur les proportions humaines

### Livre sur la fortification
En 1527, Dürer publie également Diverses leçons sur la fortification des villes, des châteaux et des localités (Etliche Underricht zu Befestigung der Stett, Schloss und Flecken). Il est imprimé à Nuremberg, probablement par Hieronymus Andreae et réimprimé en 1603 par Johan Janssenn à Arnhem. En 1535, il est également été traduit en latin comme Sur les villes, les forts et les châteaux, conçu et renforcé par plusieurs manières : présenté pour l'hébergement le plus nécessaire de la guerre (De vrbibus, arcibus, castellisque condendis, ac muniendis rationes aliquot : praesenti bellorum necessitati accommodatissimae), publié par Chrétien Wechel à Paris.
Le travail est moins théorique que ses autres travaux, et est rapidement éclipsé par la théorie italienne de la fortification polygonale (la trace italienne, voir fortification bastionnée), bien que ses conceptions semblent avoir eu une certaine influence dans les terres allemandes orientales et jusque dans le Pays Baltes.

### Fechtbuch
Dürer crée de nombreux croquis et gravures sur bois de soldats et de chevaliers au cours de sa vie. Le manuscrit d'un Fechtbuch (Cod. HS 26-232) de 1512, dont la couverture porte l'inscription OPUS ALBERTI DURERI (œuvre d'Albrecht Dürer), contient 200 feuilles de parchemin grand format de dessins colorés à la plume et à l'encre avec des scènes de lutteurs et d'escrimeurs. Il est difficile de savoir si les dessins étaient destinés à être une œuvre indépendante ou à servir de modèle pour un livre d'escrime imprimé avec des gravures sur bois qui n'a jamais été réalisé. Il n'est pas possible de prouver que l'empereur Maximilien en est le mécène, mais cela semble probable. Dans le cadre de ses efforts pour obtenir le patronage de Maximilien, en utilisant des manuscrits existants du groupe de Nuremberg comme référence, son atelier produit le volumineux Οπλοδιδασκαλια sive Armorvm Tractandorvm Meditatio Alberti Dvreri (Entraînement aux armes ou Méditation d'Albrecht Dürer sur le maniement des armes).
Il est également envisagé qu'un autre manuscrit basé sur les textes de Nuremberg ainsi que sur l'une des œuvres de Hans Talhoffer, le Livre d'Images Berlin sans titre (Libr. Pict. A.83), aient pris naissance dans son atelier à cette époque. Ces croquis et aquarelles montrent la même attention aux détails et aux proportions humaines que les autres travaux de Dürer, et ses illustrations de grappin, d'épée longue, de poignard et de messer sont celles présentant le plus de qualité parmi tous les manuels d'escrime.

## Fortune critique
Célèbre de son vivant, Dürer a été d'autant plus encensé, après sa mort, que les écoles italienne et hollandaise dominaient la peinture.
Au XIXe siècle, il représente, pour les romantiques et les nationalistes, le génie allemand dans les beaux-arts. Vers le milieu du siècle, Gustav Friedrich Waagen écrit « les œuvres de Dürer attirent en tant que reflets d'un esprit noble, pur, vrai, authentiquement germanique ».
Dans le travail critique qui succède à cette ferveur se détachent les observations stylistiques de Heinrich Wölfflin (1905), qui replace l'artiste dans l'esprit de son temps, où les précédents ne voyaient que l'intemporel esprit d'un peuple. Wölfflin note en particulier la transformation du style de Dürer lors de ses voyages en Italie, où il interprète à sa manière les principes de l'art de la Renaissance. Dürer répond par une réflexion originale à la question de la beauté idéale et des proportions, posée en Italie plus qu'en Europe du Nord. Panofsky applique ses méthodes iconologiques et met à son profit ses recherches sur la vie et la pensée de Dürer, ainsi que ses rapports avec l'Italie pour mettre en relief différentes étapes du développement stylistique de Dürer, étudié à la fois dans son ensemble et dans la multiplicité de ses manifestations.

### Des humanistes aux romantiques
De l'Apelle des humanistes au « gothique » des baroques, du brave homme de Goethe au génie romantique, du serviteur du mouvement nazaréen aux protestants des historiens du XIXe siècle, au Faust de Nietzsche et de Thomas Mann, quatre siècles de culture allemande vont se refléter : le désir d'universalité, la tendance à l'abstraction, le besoin de normes et de lois morales, et en même temps l'individualisme, le réalisme, l'inquiétude et la rébellion. Une figure emblématique en somme : ce n'est pas pour rien que Goethe, dans un moment d'abandon, avoue se reconnaître dans la destinée du peintre « avec la différence que je sais me tirer d'affaire un peu mieux que lui[réf. souhaitée] », dit-il avec une espèce de mélancolie.

« L'admiration se change bientôt en une profonde émotion quand on songe au lieu de quelles navrantes vicissitudes une si étonnante quantité de sublimes conceptions virent le jour. Je comparerais volontiers ce grand artiste à un arbre, qui, poussant sur un sol aride, plus battu qu'il n'est fécondé par le soleil et par la pluie, ne laisse pas de triompher des éléments, grâce à sa robuste nature : sa rude écorce est hérissée de nœuds et de rugosités, mais une sève vigoureuse l'emporte et sa cime se couronne d'un riche et épais feuillage. »

— Gustav Friedrich Waagen.
Il y a dans la littérature consacrée à Dürer des métaphores plus géniales, des formules plus brillantes, mais le jugement de Waagen mérite d'être retenu parce qu'il permet de repérer certains des thèmes fondamentaux repris par la critique depuis trois siècles : l'importance de l'homme, de l'élément biographique ; les difficultés dues au milieu ; la référence à l'Italie, les défauts (sécheresse, dureté du trait — prise pour un manque de sensibilité à la beauté formelle — couleurs maigres, métalliques, compositions incertaines) et les qualités (invention, culture scientifique, variété de techniques), thèmes aux variations innombrables et toujours reconnaissables même sous des formulations les plus diverses.
L'homme a toujours intéressé. Doux, aimable, pieux, honnête, fidèle, loyal, ces épithètes sont fixées dans les décennies qui suivirent son décès par des éloges dont l'époque offre peu d'autres exemples.
Plus tard, la publication des lettres, journaux et autres écrits biographiques aurait pu, sinon altérer, du moins estomper ce portrait de convention : des éléments de bizarreries, d'excentricités, à côté de faiblesses inexplicables, d'infantilismes, pouvaient venir compléter les images trop austères ou trop suaves que proposent les célèbres autoportraits.
« Pauvre Dürer », note Goethe à Bologne le 18 octobre 1786, « penser qu'à Venise il se trompa dans ses comptes et signa avec ces prêtres un contrat tel qu'il lui fit perdre des semaines et des mois ! Et durant son voyage en Hollande, il échangea contre des perroquets, des œuvres superbes, avec lesquels il espérait faire fortune ; et pour économiser les pourboires, il fit le portrait des domestiques qui lui avaient apporté un plat de fruits. Ce pauvre diable d'artiste me fait une peine infinie parce que, au fond, sa destinée est aussi la mienne ; à la différence que je sais me tirer d'affaire un peu mieux que lui ». Ces paroles, où la commisération le dispute à la provocation, n'eurent pas d'écho.
Pour August Wilhelm Schlegel, Dürer est le William Shakespeare, le Jakob Böhme, le Luther de la peinture.
Le mouvement nazaréen commença aussitôt après : Franz Pforr, chef de la confrérie, le considérait comme un modèle unique, indispensable à un art original et moderne.

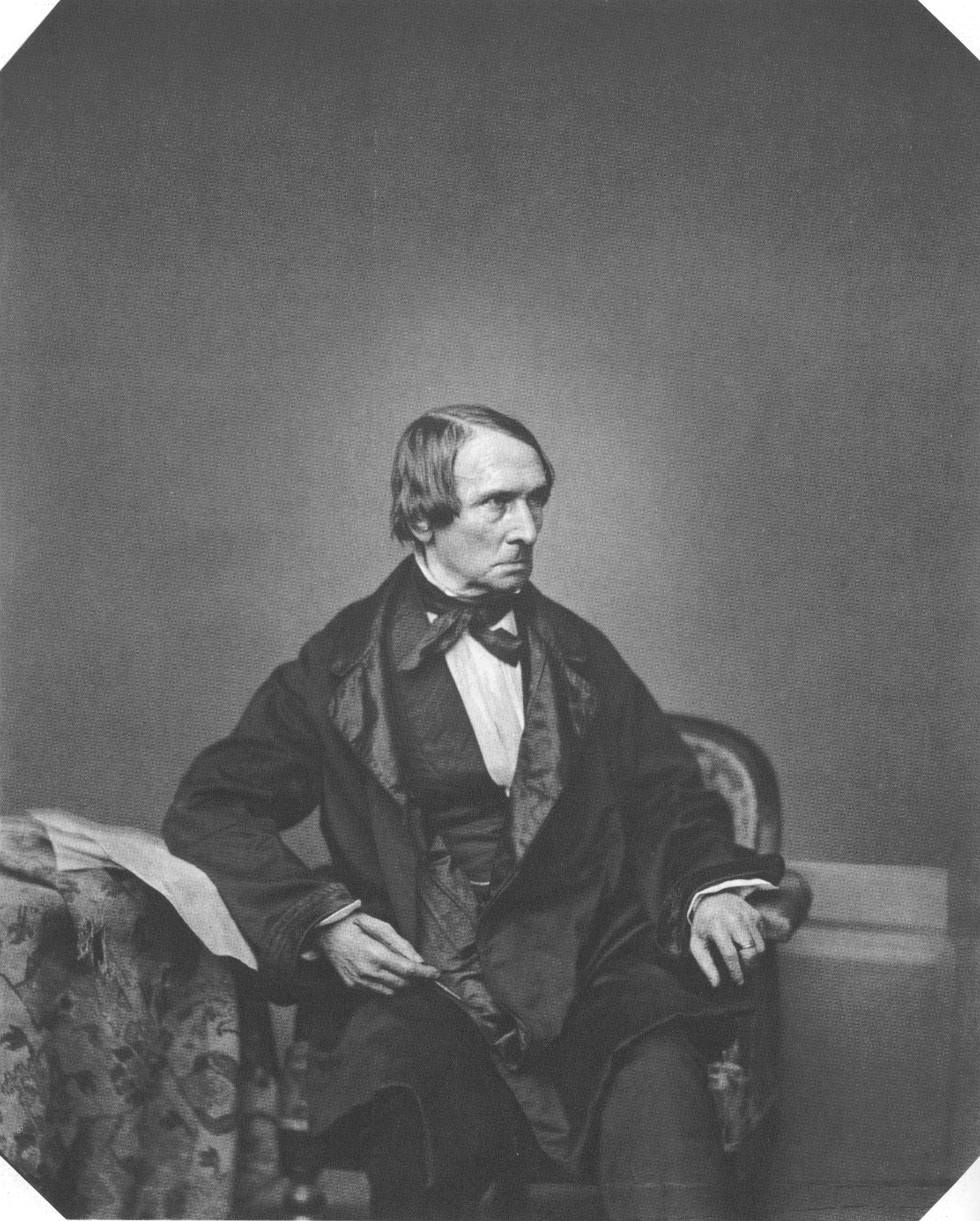
Cornelius vers 1850.

Peter von Cornelius, père de la formule « ardent et austère » qui caractérisa longtemps l'art de la peinture de Nuremberg, organisa chez lui, en 1815, une fête pour célébrer l'anniversaire du génie. Une couronne de chêne, chargée de palettes, pinceaux, compas et burins auréole le portrait du maître ; sur une table, des estampes et des gravures, comme sur un autel. On donne lecture d'un fragment autobiographique et un toast solennel scelle la décision de commémorer dorénavant cette date. La cérémonie est relatée par Johann Friedrich Overbeck qui, vers 1840, devait peindre un grand Triomphe de la Religion dans les Arts ou L'Alliance de l'Église et des Arts, où Dürer figure à la place d'honneur.
L'illustrateur de l’Apocalypse est non seulement le gardien de la vertu et de la décence, l'auteur d'œuvres très chastes, mais aussi un champion de l'Église catholique. L'Autoportrait dit « à la fourrure » (1500), aujourd'hui à Munich, qui le représente dans l'attitude du Rédempteur, la coiffure composée d'innombrables tresses frisées, la barbe courte, les moustaches longues, souples, encadrant la bouche humide, est le manifeste de la nouvelle école. L'image mièvre du Teuton dévot se superpose à celle du maître propre, infatigable, ingénieux, aux talents multiples, de bonne trempe allemande.
Avec les festivités organisées en 1828 à Nuremberg, Berlin et Munich pour le troisième centenaire de sa mort, se fixent les traits d'un Dürer stylé Biedermeier, tel que le représente le monument de Christian Daniel Rauch, inauguré la même année à Nuremberg. On entrevoit le visage derrière les volutes, des tourbillons, des spirales de cheveux ; la grande robe sort de chez le costumier, le modèle pose comme un sénateur.
La description que fait Gottfried Keller, dans Henri le Vert, du Carnaval des Artistes de Munich en 1840, avec Dürer qui ferme le cortège au milieu des symboles et des personnifications démontre l'époque où l'on arrive aux simplifications et aux réductions les plus arbitraires de l'homme et de l'œuvre.
Après avoir balancé des années entre admiration et réprobation, Goethe s'extasie devant les dessins à la plume qui ornent les feuillets conservés à Munich du Livre d'Heures de Maximilien Ier.
Cet engouement laisse des traces durables dans l'art allemand du XIXe siècle et contribue bien plus que les manifestations de cénacle à la popularité de Dürer.
En 1808, Aloys Senefelder, l'inventeur de la lithographie, publie en fac-similé les dessins exécutés par le livre de dévotion ; les conséquences sont immédiates, et en 1810, le frontispice du Götz von Berlichingen, de Franz Pforr, s'inspire du style décoratif de Dürer, tandis que Peter von Cornelius, à la même époque, illustre Faust sur le même modèle. Un de ses élèves, Eugen Napoleon Neureuther, pousse plus loin encore cette manière en illustrant une édition de ballades et roman de Goethe avec l'approbation et les louanges de ce dernier. La mode se prolonge jusqu'à Adolph von Menzel chez qui elle se transforme dans l'exubérance végétale et la faune monstrueuse du Jugendstil.
L'exigence se fit alors sentir de redécouvrir l'artiste, de procéder à des vérifications sur le plan historique, de préciser ses rapports avec les différents milieux et les autres personnalités de son temps. C'est le début d'un travail que la multiplicité des habitudes intellectuelles, des idées reçues et des lieux communs rendent long et difficile : la figure semble être devenue si évidente qu'elle n'a plus besoin d'être définie. Les interprétations anti-historiques se poursuivent, même sur un plan différent. Dans la naissance de la Tragédie, Nietzsche identifie avec Schopenhauer le Cavalier de la gravure fameuse Seul, avec son chien et son cheval, impavide face aux compagnons horribles et cependant sans espérance. Exactement le contraire de ce que le peintre avait voulu représenter : l'image du miles christianus, inspiré de l’Enchiridion Militis Christiani d'Érasme,ferme dans son propos de parcourir le chemin qui mène au salut éternel en fixant fermement et intensément ses yeux sur la chose elle-même, même en présence de la Mort et du Diable.
En ce qui concerne l'influence de Dürer sur ses successeurs immédiats, il faut souligner tout particulièrement l'importance de son œuvre gravé. C'est par son intermédiaire que des traits caractéristiques de l'artiste passent dans presque toute la peinture nordique du XVIe siècle, qu'il joue un rôle décisif dans le maniérisme italien, et que des inventions « à la Dürer » en viennent à être appliquées dans toute une production artistique ou artisanale qui va de la Pologne à la France.
Après avoir connu aux XVIIe siècle un renouveau ardent, mais fugace dans l'entourage érudit de l'empereur Rodolphe II, la vogue de Dürer devient chez les romantiques, le culte dont on a parlé.

### Discours et points de vue sur Dürer et son œuvre
Ses contemporains
- L'humaniste rhénan, Jacques Wimpfeling, écrit en 1502 : « Albrecht Dürer, un Allemand du Nord aussi, domine tout particulièrement notre époque et peint à Nuremberg les tableaux les plus accomplis, que les marchands apportent en Italie où les peintres les plus célèbres les tiennent en même estime que ceux de Parrhasius et d'Apelle[132] ».

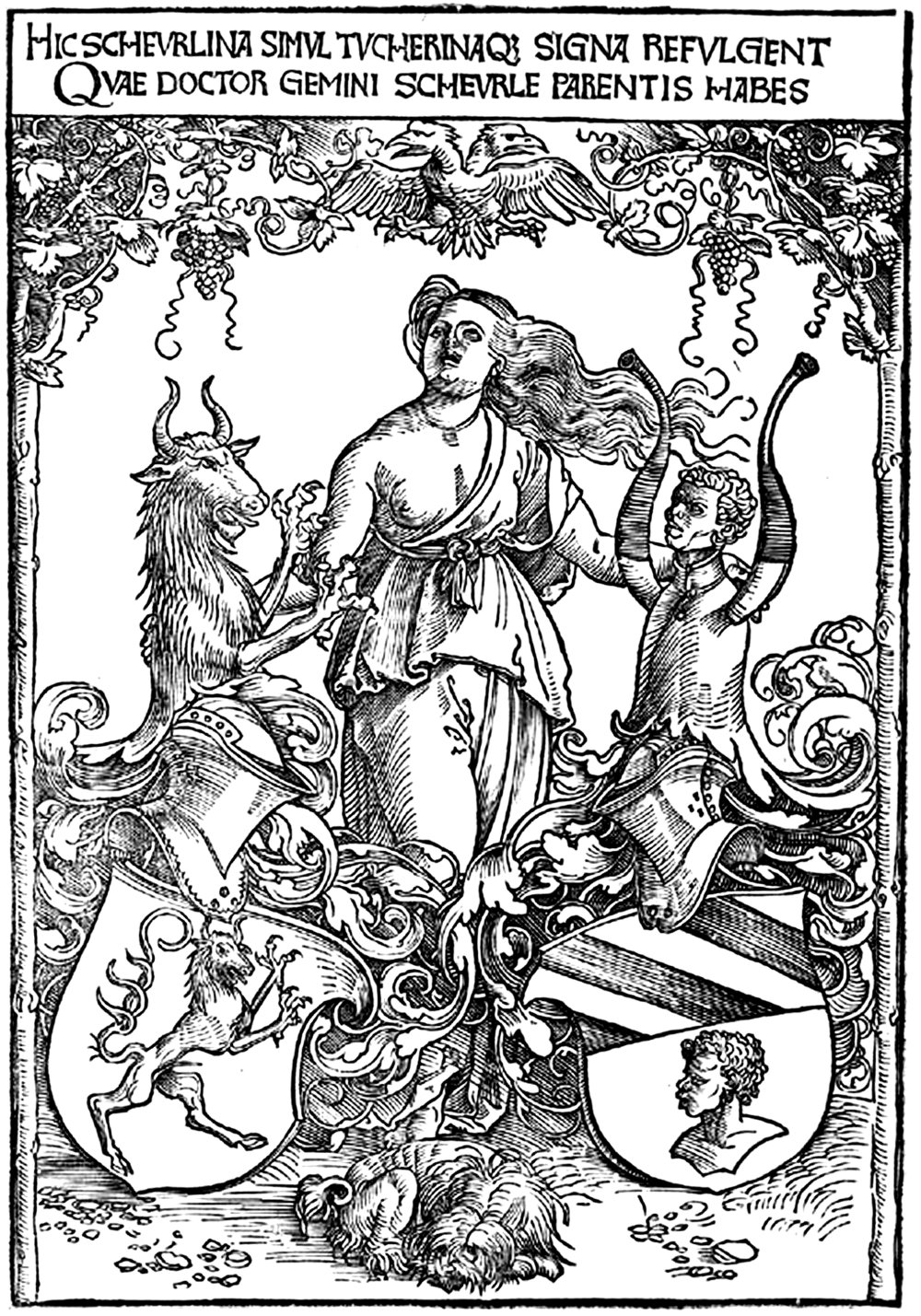
Albrecht Dürer : Armoiries des Scheurl et des Tucher, c. 1512.

- L. Beheim en 1507 : « J'ai préparé aussi l'horoscope de notre Dürer et le lui ai envoyé […] il y a la roue de la fortune, ce qui veut dire qu'il gagne beaucoup d'argent, comme l'indique la présence de Mercure due à son génie de peintre. Avec Mercure […] il y a aussi Vénus, et cela veut dire qu'il est un bon peintre[133] ».
- Christoph von Scheurl en 1508 : « Que dois-je dire au demeurant du Nurembergeois Albrecht Dürer qui de l'avis général occupe en notre siècle le plus haut rang tant en peinture qu'en sculpture ? Alors qu'il était récemment en Italie où j'ai souvent servi d'interprète, il a été salué par les artistes de Venise et de Bologne comme un deuxième Apelle. Les Allemands qui résident à Venise font remarquer que le tableau le plus réussi de la ville a été exécuté par lui, celui où il a représenté l'empereur si précisément que seul le souffle semble lui manquer. Trois tableaux décorent aussi la très sainte église de Wittenberg près de l'autel. Avec ces trois peintures, il pensait pouvoir rivaliser avec Apelle. Comme chez nous, ces anciens peintres habités par une nature joyeuse — comme d'ailleurs tous les gens instruits — notre Albrecht est aussi social amical, aimable et très droit, ce qui explique qu'il soit très apprécié par les hommes les plus remarquables et aimé par-dessus tout comme un frère par Willibald Pirckheimer, un homme hautement instruit en grec et en latin, un orateur remarquable membre du conseil de la ville et chef militaire[134] ».

- Maximilien Ier en 1512 : « Comme Albrecht Dürer, notre loyal sujet, a montré une extrême diligence dans l'exécution des dessins que nous lui avions commandés, […] et comme ce même Dürer, à ce que l'on nous a rapporté, a une réputation bien plus grande que beaucoup d'autres peintres, nous désirons vous demander […] de bien vouloir exempter ledit Dürer de toutes les taxes communales ordinaires […] et ce en considération de notre intervention et de son illustre talent[135] ».
- Ulrich von Hutten en 1518 : « Un proverbe vénitien dit que toutes les villes allemandes sont aveugles, mais que Nuremberg y voit d'un œil. Le fait est, à mon avis, que votre ville s'est imposée autant par l'acuité de son esprit que par sa grande ténacité au travail. Et ceci vaut aussi bien dans le domaine des œuvres d'art […] Cette réputation s'est répandue même en Italie grâce aux œuvres de l'Apelle de notre temps, Albrecht Dürer, que les Italiens, pourtant réticents à louer les Allemands […] admirent au plus haut point. Non seulement en effet ils s'effacent devant lui, mais ils font parfois passer leurs œuvres pour les siennes afin de les vendre plus facilement[136] ».
- Érasme de Rotterdam et 1523 : Dignus est artifex qui nunquam moriatur : Il est un artiste digne de ne jamais mourir[137] et en 1525 : « Je voudrais que Dürer fasse mon portrait : et pourquoi ne devrais-je pas désirer cela d'un tel artiste[138] » ?

Lors de sa mort

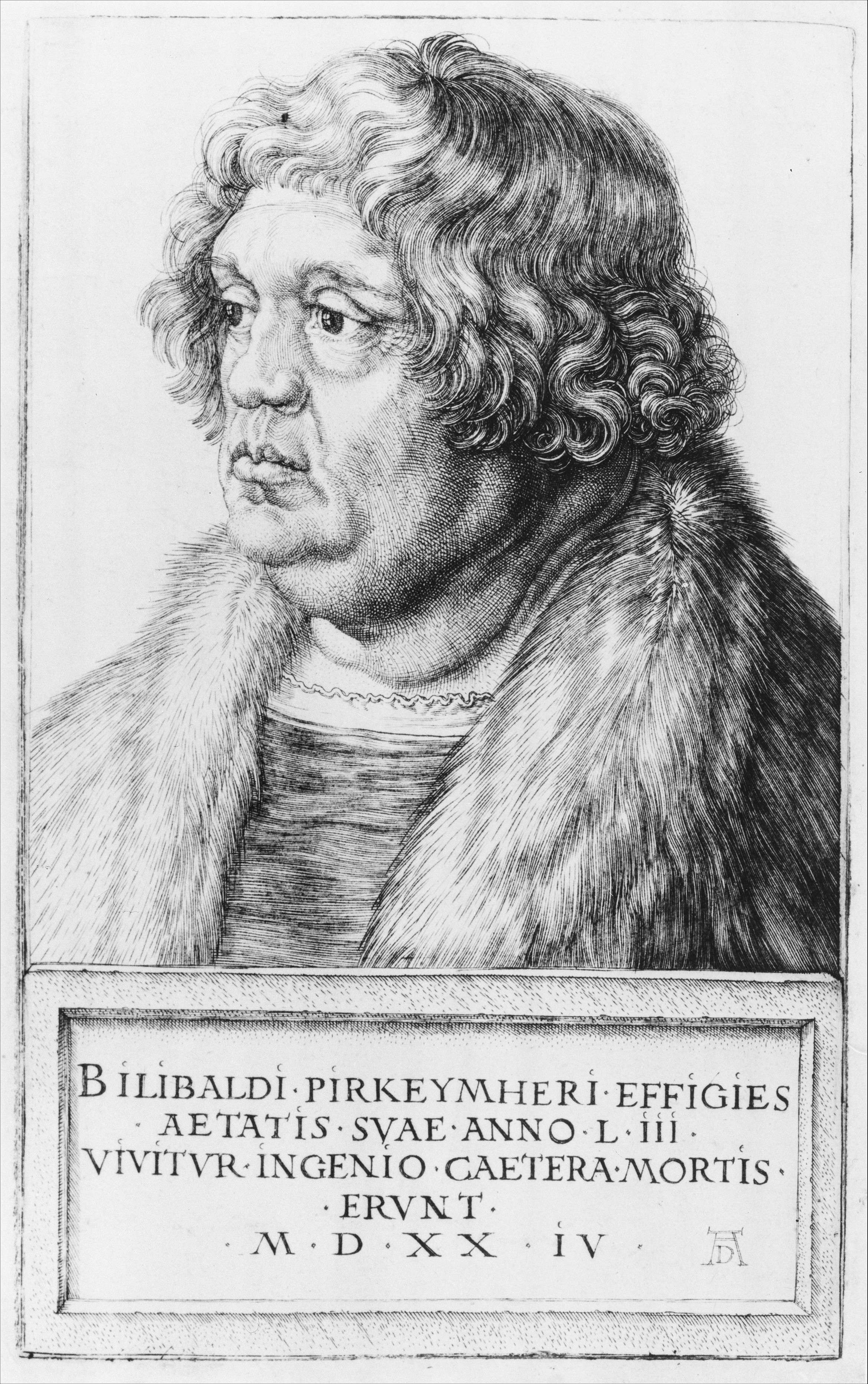
Willibald Pirckheimer — Gravure de Dürer, 1524.

- Willibald Pirckheimer en 1528 : Trois épitaphes pour Dürer
  - Albrecht Dürer a d'abord orné le monde de ses peintures, il a répandu partout son art excellent. Maintenant il ne lui reste qu'à décorer le ciel avec son pinceau. Abandonnant la terre il monte vers les étoiles.
  - Tout le talent, tout ce qui est honnête et sincère, tout ce qui est sage et louable, l'amitié et l'art gisent dans cette tombe.
  - Albrecht, que nos larmes te rendent la vie ! Que la terre ne recouvre que ce qui est mortel en toi ! Et si les larmes ne peuvent changer le destin, puisses-tu trouver dans notre deuil le tribut qui t'est dû.
- Hans Sachs en 1528 : « Ce portrait est celui du célèbre Albrecht Dürer, peintre de Nuremberg très loué, dont l'art fut de loin supérieur à celui de tous les grands maîtres de son temps […] Les grands princes, les seigneurs et les artistes le tinrent en grande estime. Ils le célèbrent encore et apprécient ses œuvres en les prenant pour exemple[139] ».

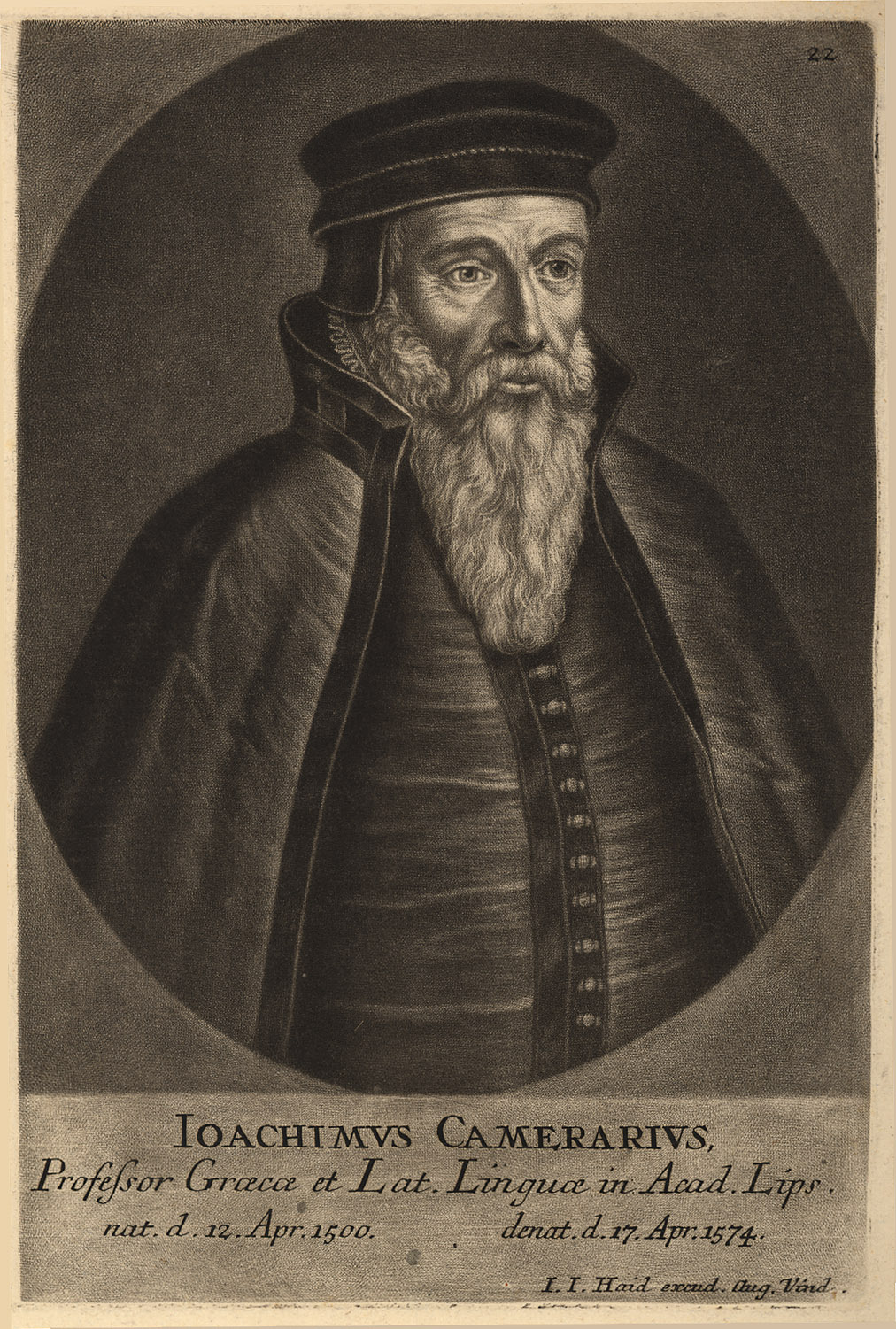
Portrait de Joachim Camerarius l'Ancien par Haid.

- Joachim Camerarius l'Ancien en 1532 : « Nous savons que notre Albrecht est originaire de Hongrie, mais que ses ancêtres ont émigré en Allemagne. Il n'est pas nécessaire de s'étendre davantage sur ses origines et sa famille. Aussi dignes de respect qu'aient été ses ancêtres il est sûr qu'il leur a prodigué plus d'éloges qu'ils ne lui ont rendus. La nature l'a doté d'un corps d'une stature imposante qui, comme de droit, convient à l'immense esprit qui l'habite. Il a une tête expressive, des yeux perçants, un nez de belle prestance que les Grecs appellent parfait, un cou assez allongé, une large poitrine, un corps bien charpenté, des cuisses musclées et des jambes solides. On n'a sans doute jamais vu de doigts aussi fin que les siens. Le ton de sa voix était si agréable et si plein de charme que les auditeurs étaient séduits avant qu'il n'ait cessé de parler. Il n'avait poursuivi d'études « littéraires », mais il en avait acquis le savoir, particulièrement dans les sciences de la nature et les mathématiques. De même qu'il avait saisi et appris comment faire passer le plus important en pratique, il avait de même compris comment l'exposer clairement. Preuves en sont ses écrits de géométrie ; je ne vois pas bien comment on pourrait encore progresser dans cette science, tant il a pu la maîtriser. Son esprit vif l'a amené à se comporter conformément aux bonnes mœurs et à une vie morale où il s'est si bien illustré qu'on l'a fort justement considéré comme un homme d'honneur. Mais il n'était pas d'une rigidité bougonne ou d'une dureté repoussante; il n'est pas resté indifférent aux agréments et aux plaisirs de l'existence liés à la noblesse et à la droiture et vieillard, il s'adonnait encore aux sports et à la musique que nous a léguée l'Antiquité[140] ».

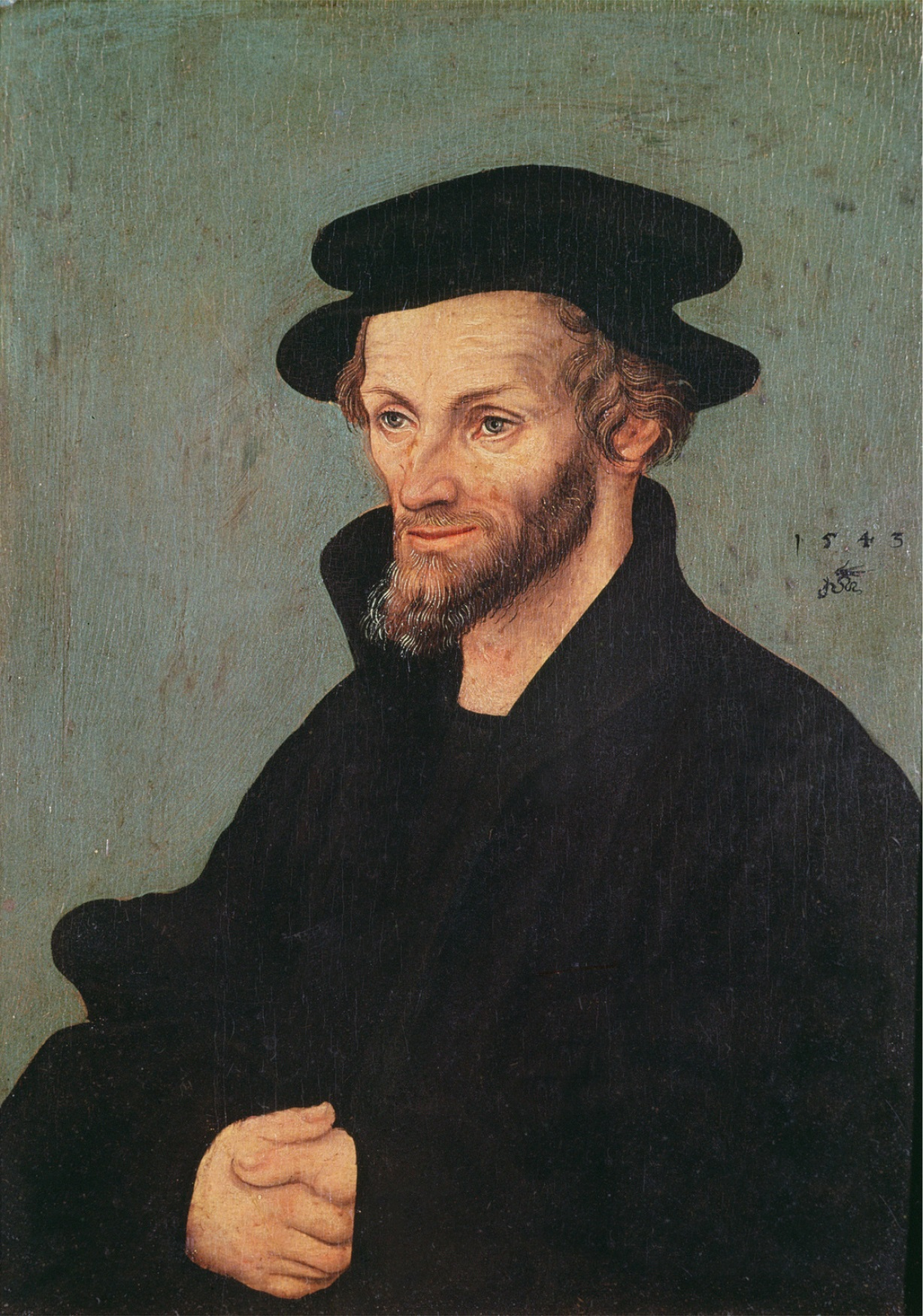
Portrait de Philippe Mélanchthon par Lucas Cranach l'Ancien (1543).

- Philippe Mélanchthon en 1546  : « Je me souviens que le peintre Albrecht Dürer, un homme de grand talent et de grande capacité, m'avait dit que dans sa jeunesse il aimait les peintres aux couleurs vives et qu'il avait procuré une grande joie à un de ses admirateurs par l'harmonie de ses couleurs. Ce n'est que plus tard, déjà âgé, qu'il avait commencé à observer la nature et à tenir compte de ses manifestations propres; il avait compris que c'est précisément dans cette simplicité que résidait l'honneur de l'art. Comme il n'avait pas pu tout à fait l'atteindre, il n'avait plus, disait-il, admiré ses œuvres comme auparavant, mais il était souvent déçu lorsqu'il regardait ses tableaux et pensait à leurs faiblesses[141] ».

Au XVIIe siècle

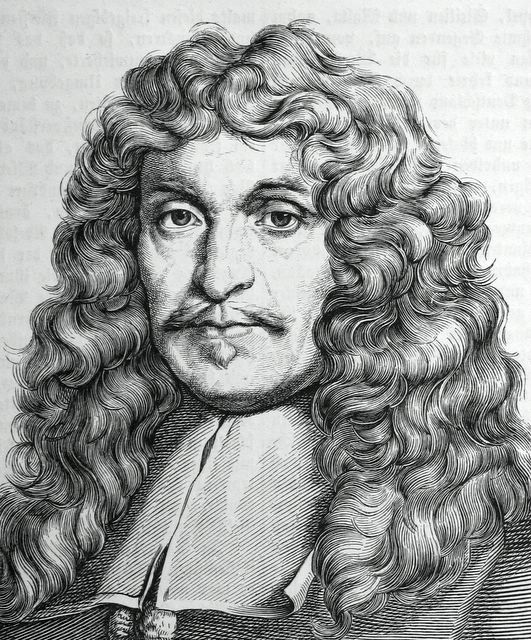
Portrait de Joachim von Sandrart par Bürkner.

- Joachim von Sandrart en 1671 sur son tombeau :
  - « Repose donc en paix, prince des artistes ! Toi qui es plus qu'un grand homme ! En art personne ne t'as égalé !, Tu as enluminé la terre, aujourd'hui, c'est le ciel qui te possède. Tu peins désormais au royaume de Dieu. Les architectes, les sculpteurs, les peintres t'appellent leur patron et te ceignent dans la mort d'une couronne de laurier[143] ».
  - Vixit Germaniae suae Decus ALBERTUS DURERUS Artium Lumen, Sol Artificum, Urbis Patr. Nor. Ornamentum, Pictor, Chalcographus, Suculptor sine Exemplo, Quia Omniscius, Dignus Inventus Exteris, Quem Imitandum Censerent. Magnes Magnatum, Cos ingeniorum, Post Sesqui Seculi Requiem, Qui Parem non Habuit. Solus Heic Cubare Jubetur, Tu Flore Sparge Viator. A.R.S. MDCLXXXI. J. De. S. (traduction : Albrecht Dürer, le fleuron de l'Allemagne, est mort. Le rayonnement de l'art, le soleil des artistes. Noricus, Honneur de sa ville natale, un peintre un graveur, un sculpteur qui n'avait pas son pareil, Parce qu'il était instruit de toutes les sciences, les étrangers l'ont honoré et l'ont pris pour modèle. Il était un aimant qui a attiré à lui tous les hommes distingués, une pierre où les autres ont aiguisé leur compréhension encore un siècle et demi après. Parce qu'il n'avait pas son pareil, il doit reposer seul ici. Passant, dépose des fleurs sur sa tombe. En l'an 1671, J von Sandrart a fait inscrire ceci pour cet homme hautement méritant.)

Au XVIIIe siècle
- Johann Joachim Winckelmann en 1764 : « Car Holbein et Dürer, les pères de l'art en Allemagne ont fait preuve d'un talent étonnant en ce domaine-ci ; et si comme Raphaël, le Corrège ou le Titien, ils avaient pu admirer et reproduire les œuvres des Anciens, ils auraient été aussi grands que ces derniers, oui, il les auraient peut-être même surpassés[144] ».
- Johann Gottfried von Herder en 1788 : « Parmi toutes les peintures qui se trouvent ici, celles de Dürer m'intéressent le plus; j'aurais aimé être un tel peintre. Il anéantit tout ce qui se trouve autour. Son Paul entre les apôtres, son autoportrait au-dessus de la porte ainsi que son Adam et Ève sont des figures qui demeurent gravées dans l'âme. À part cela, j'ai vu aussi d'autres belles, très belles choses ».

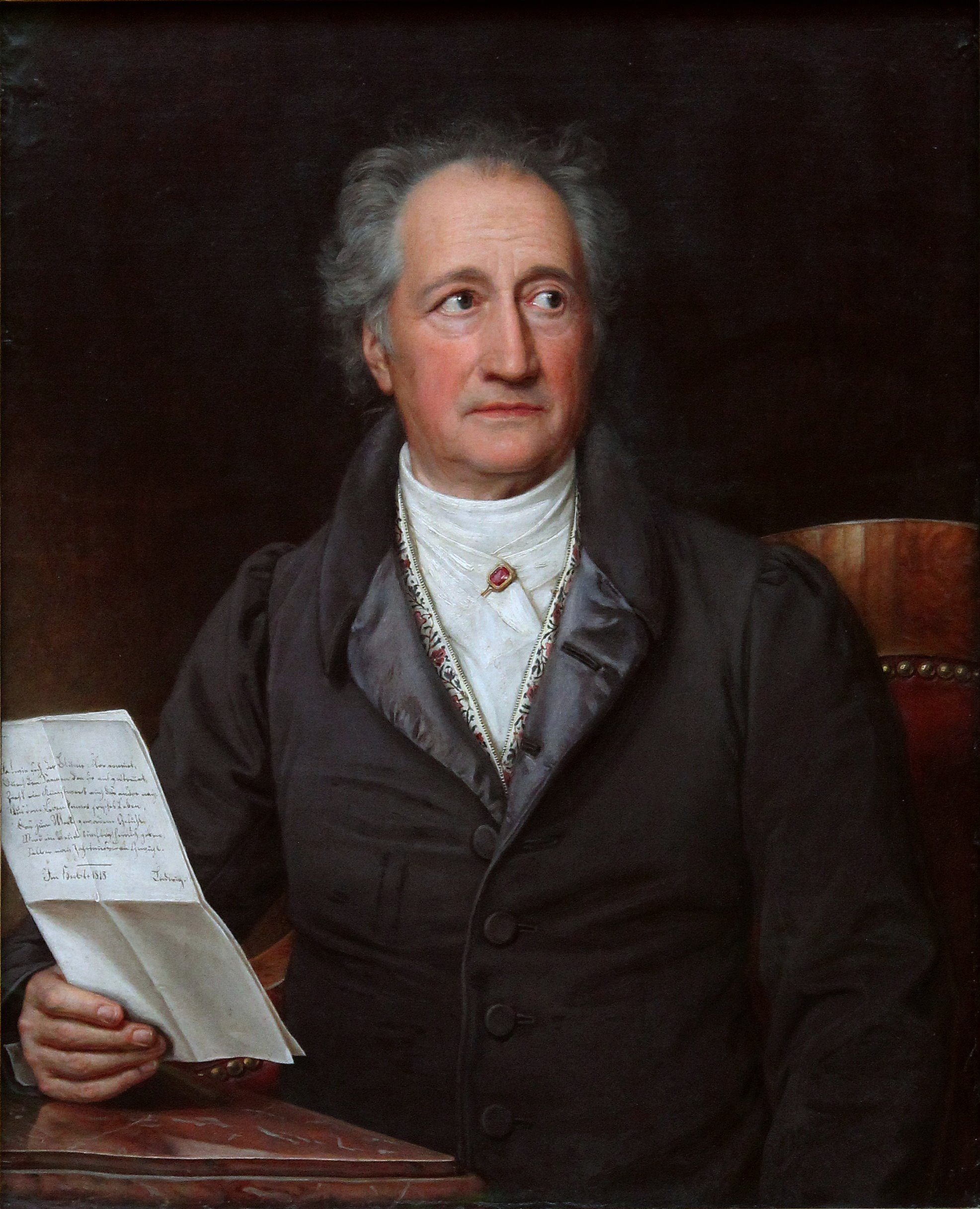
Goethe à 70 ans, peint par Stieler.

- Johann Wolfgang von Goethe, 1772, 1776, 1786 :
  - « Je ne puis dire à quel point je hais nos artistes poudrés peintres de marionnettes : ils ont séduit les femmes avec leurs poses théâtrales leurs visages aux couleurs fausses et leurs vêtements bariolés. Ô viril Albrecht Dürer, bafoué par les ignorants, combien autrement j'admire tes traits burinés[145] ».
  - « Ne rien sous-estimer, ne rien tourner en ridicule, ne rien embellir, ne rien enlaidir, que le monde soit pour toi comme l'a vu Albrecht Dürer, avec sa vitalité et sa virilité, sa force intérieure, sa fermeté[146] ».
  - « Ah si la chance avait poussé Albrecht Dürer un peu plus loin en Italie ! À Munich, j'ai vu quelques pièces éminentes de lui. Le pauvre homme, comme il s'est fourvoyé à Venise en passant un contrat avec les curés, perdant ainsi des semaines et des mois ! Comme aux Pays-Bas où il croit saisir sa chance en échangeant des œuvres d'art merveilleuses contre des perroquets et où, pour s'épargner un pourboire, il fait le portrait des domestiques qui lui apportent une coupe de fruits. Un pauvre fou d'artiste comme lui me touche profondément, car au fond, c'est aussi mon destin sauf que je sais un peu mieux me venir en aide[147] ».
- Johann Kaspar Lavater, 1791 : « Dürer était inépuisable, infatigable, achevant tout : il ne savait pas faire à moitié ce qu'il avait la possibilité de mener à terme. Ce qu'il ne faisait pas bien[148]. »

Au XIXe siècle
- Ernst Theodor Amadeus Hoffmann en 1822
- Friedrich Campe en 1840[149]
- Louis Ier de Bavière en 1842[150]
- Eugène Delacroix en 1849[151]
- Julius Hübner en 1871[152]
- Moritz Thausing (en) publie en 1876 une Histoire de sa vie et de son œuvre.
- Friederich Leitschuh en 1884[153]

Au XXe siècle
- Auguste Rodin en 1912 : « Albert Dürer, dit-on parfois, a une couleur dure et sèche. Non point. Mais c'est un Allemand ; c'est un généralisateur : ses compositions sont précises comme des constructions logiques ; ses personnages sont solides comme des types essentiels. Voilà pourquoi son dessin est si appuyé et sa couleur si volontaire […]. En général, on peut dire que, chez les artistes très réfléchis comme ceux-là [Holbein et Dürer], le dessin est particulièrement serré et la couleur est d'une rigueur qui s'impose comme la vérité des mathématiques[154] ».
- Wilhelm Hausenstein en 1928[155].
- Eduard Flechsig (de) publie un Albrecht Dürer en 1928.
- La même année les Tietze (Hans (de) et Erica (de)) produisent un Inventaire critique[156]
- Thomas Mann en 1928 : « Penser à Dürer veut dire aimer, sourire et se souvenir de soi. Cela veut dire comprendre ce qu'il y a de plus profond et en même temps de moins personnel en nous : ce qui se trouve en dehors et au-dessous des limites charnelles de notre moi, mais qui détermine ce moi et qui le nourrit. C'est de l'histoire comme mythe, de l'histoire qui est toujours chair et toujours temps présent, car nous sommes beaucoup moins des individus que nous l'espérons ou le craignons[157]. »
- Henri Focillon, 1930 : « C'est un poète et c'est un géomètre, un théoricien et un inspiré[158] »…
- Louis Dunand, 1951 : « Toutes les explications bienveillantes, que ses admirateurs proposent à cette absence de beauté féminine dans son œuvre, ne peuvent suffire qu'à ceux qui suivent, les yeux fermés, le chemin si piétiné par des porteurs de couronnes : passagères erreurs de goût ou de dessin, absence de beaux modèles, austérité des mœurs, sévérité de sa femme[159]. »
- Friedrich Winkler reprend en 1958 le catalogue et de l'œuvre de Dürer et examine la question des attributions[160].

## Œuvres
Plus de soixante-dix tableaux, plus d'une centaine de gravures sur cuivre et environ deux cent cinquante gravures sur bois, plus d'un millier de dessins et trois livres imprimés nous sont parvenus.

### Peinture

#### 1490-1499

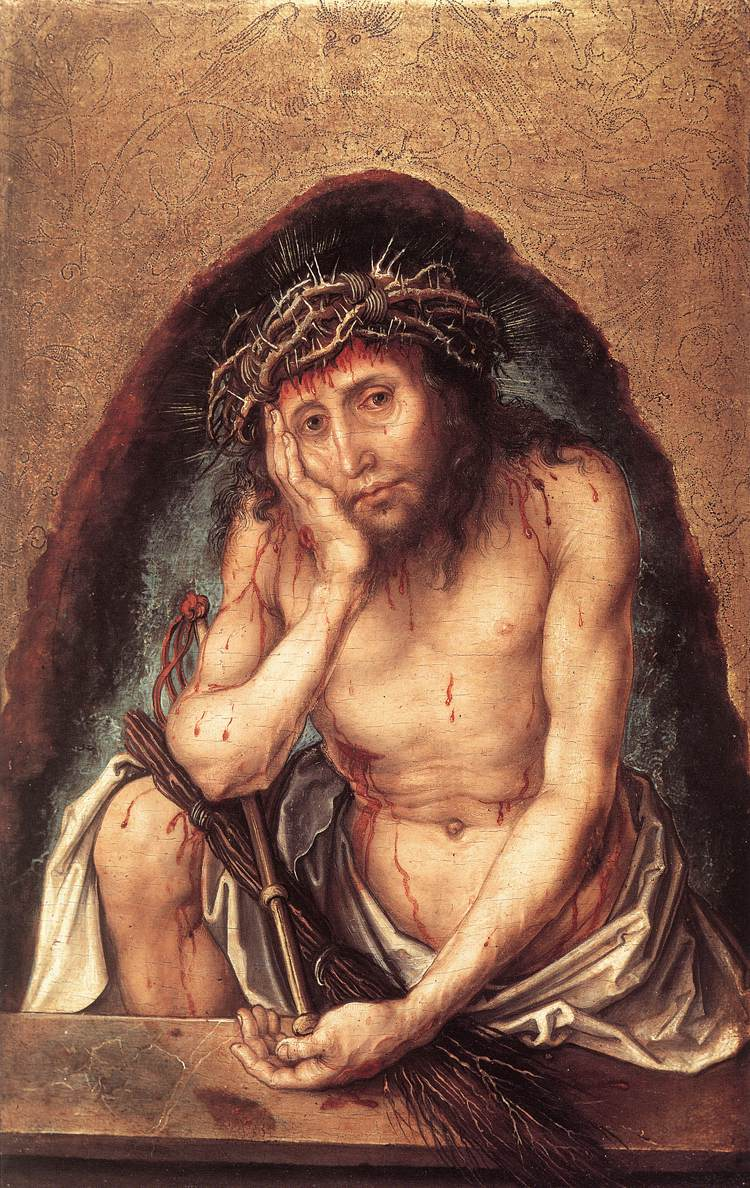
L'Homme de douleurs
c. 1493, Karlsruhe.

- Albrecht Dürer l'Ancien, 1490, huile sur bois, 47 × 39 cm, musée des Offices, Florence. Portrait du père de l'artiste. Au revers, les armoiries des Dürer et des Holper. Hypothèse d'un diptyque représentant le couple (en), composé de ce tableau et du suivant.
- Barbara Dürer, née Holper, 1490-1493, Germanisches Nationalmuseum, Nuremberg
- Portrait de l'artiste tenant un chardon ou Autoportrait à l'âge de 22 ans ou Autoportrait au chardon, 1493, musée du Louvre, Paris
- L'Homme de douleurs, c.1493, Staatliche Kunsthalle, Karlsruhe
- La Crucifixion avec la Vierge, saint Jean et un donateur, c. 1492-1493, Musée Jeanne d'Aboville, La Fère
- Saint Jérôme pénitent, c.1495, National Gallery, Londres. Au revers, un étrange « corps céleste »[161].
- Frédéric le Sage, 1496, Gemäldegalerie, Berlin
- Madone de Bagnacavallo (it), c.1495, Fondation Magnani-Rocca (it), Traversetolo
- La Vierge à l'Enfant, peinture à huile sur panneau de bois, 1496-1499 National Gallery, Londres[162]
- Retable de Dresde (it), 1496-1504, Gemäldegalerie Alte Meister, Dresde
- Portrait d'un homme sur fond vert, c.1497, Collection Heinz Kisters (de), Kreuzlingen
- Le Père de l'artiste (en), 1497, National Gallery, Londres
- Portrait d'une jeune Fürleger aux cheveux lâchés (it), 1497, Musée Städel, Francfort

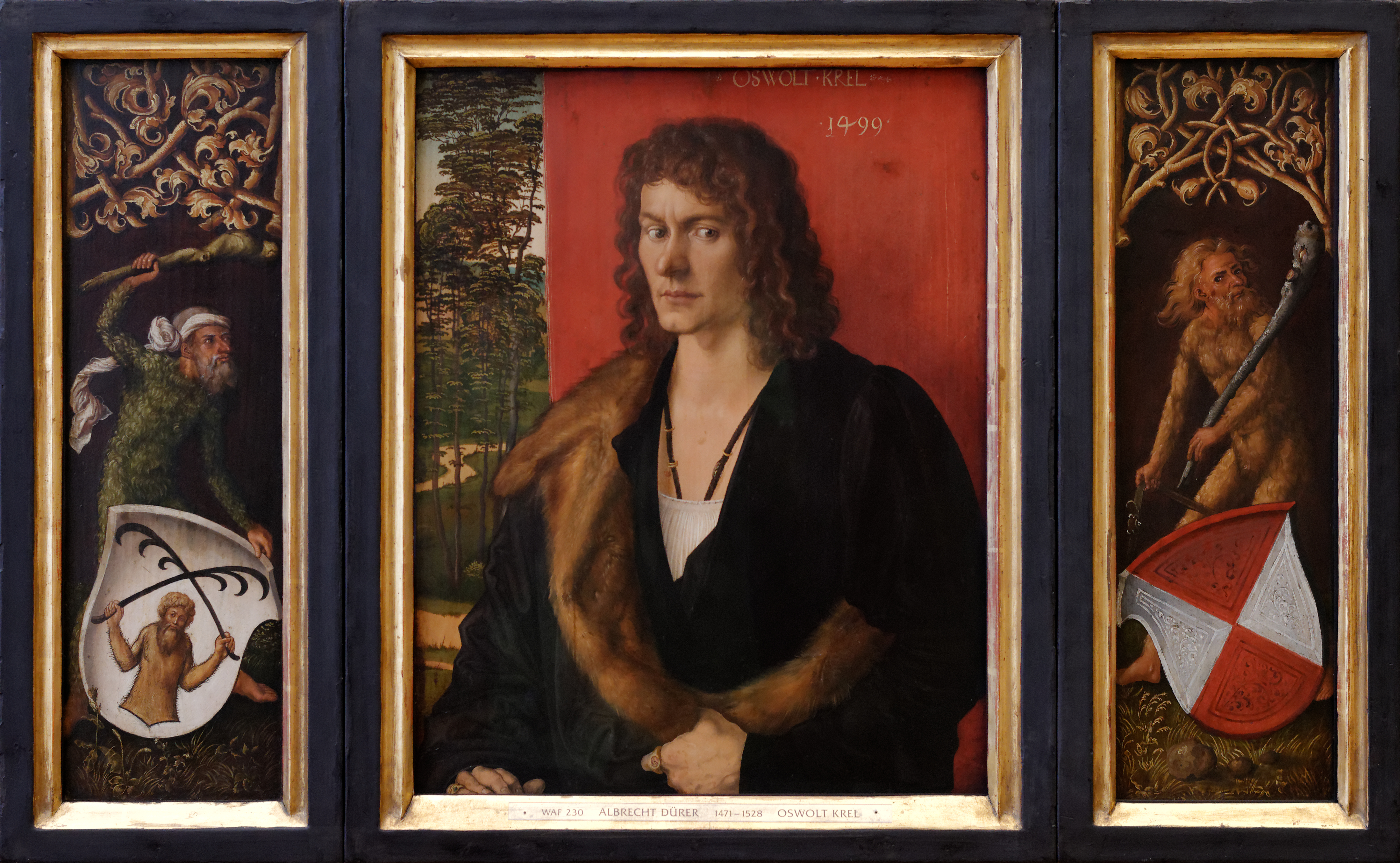
Portrait d'Oswald Krell, encadré de deux hommes sauvages ou wodewose. Alte Pinakothek (1499)

- Portrait d'une jeune Fürleger aux cheveux relevés (it), 1497, Gemäldegalerie, Berlin
- Autoportrait à l'âge de 26 ans, 1498, musée du Prado, Madrid
- Madone Haller (it), c. 1498, National Gallery of Art, Washington. Au revers, la fuite de Loth et ses filles.
- Déploration du Christ, c. 1498, Germanisches Nationalmuseum, Nuremberg
- Portrait d'Oswolt Krel, 1499, Alte Pinakothek, Munich
- Portrait de Hans Tucher et Portrait de Felicitas Tucher (it), 1499, huile sur panneaux, 27 × 33 cm chaque, Musée du château, Weimar[163]
- Portrait d'Elsbeth Tucher (it), 1499, Gemäldegalerie Alte Meister, Cassel

#### 1500-1509
- Portrait d'un jeune homme, 1500, Alte Pinakothek, Munich
- Polyptyque des Sept Douleurs, c. 1500, Alte Pinakothek, Munich et Gemäldegalerie Alte Meister, Dresde
- Déploration du Christ, 1500-1503, Alte Pinakothek, Munich
- Autoportrait à l'âge de 28 ans ou Autoportrait à la fourrure, 1500, Alte Pinakothek, Munich[164],[165]. Son dernier autoportrait.
- Hercule tuant les oiseaux du lac Stymphale, 1500, Germanisches Nationalmuseum, Nuremberg
- Vierge à l'Enfant, 1503, Kunsthistorisches Museum, Vienne
- Retable Paumgartner, 1503, Alte Pinakothek, Munich. Commandé par les enfants de Martin et Barbara Paumgartner en mémoire de leurs parents
- Retable Jabach, deux volets de 94 × 51 cm, représentant Job et sa femme et Deux musiciens, 1503-1504, musée Wallraf-Richartz, Cologne. Commandé par l'électeur de Saxe Frédéric le Sage
- Adoration des mages, 1504, huile sur bois, 99 × 113,5 cm, musée des Offices, Florence
- Portrait d'une jeune femme vénitienne, 1505, 32 × 24 cm, Kunsthistorisches Museum, Vienne[166]

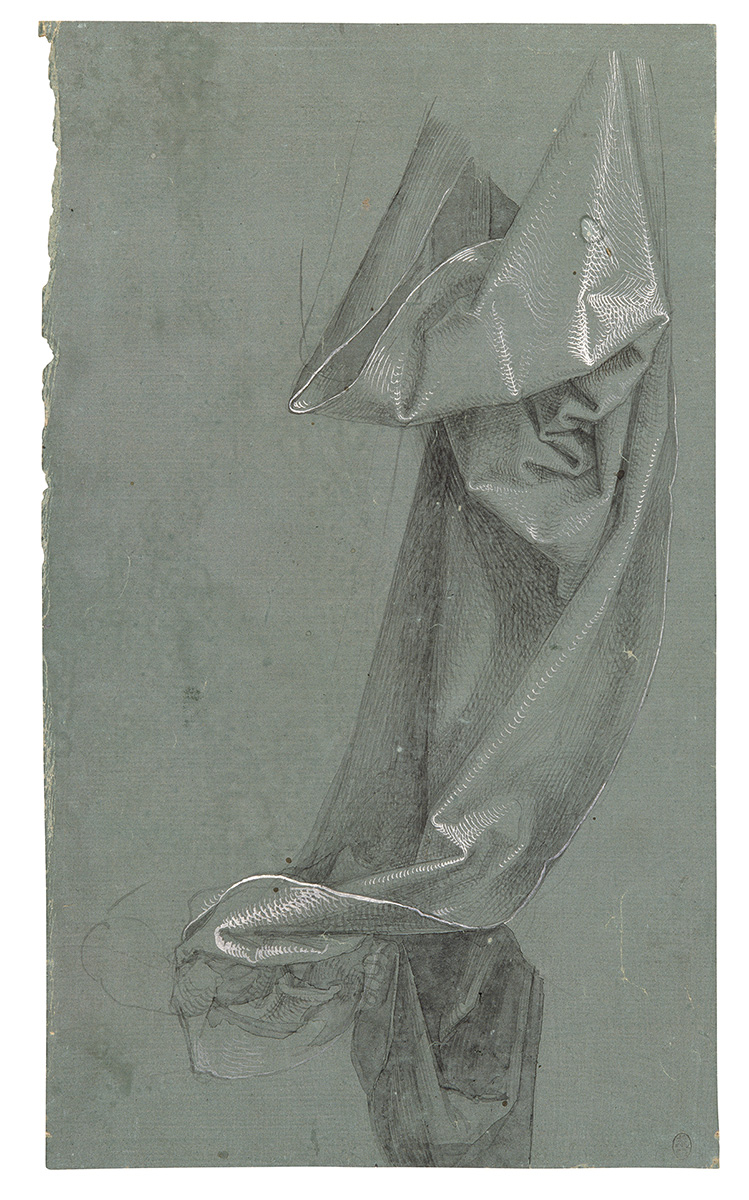
Étude de draperie, 1508, pinceau et encre de Chine, musée des Beaux-Arts de Lyon

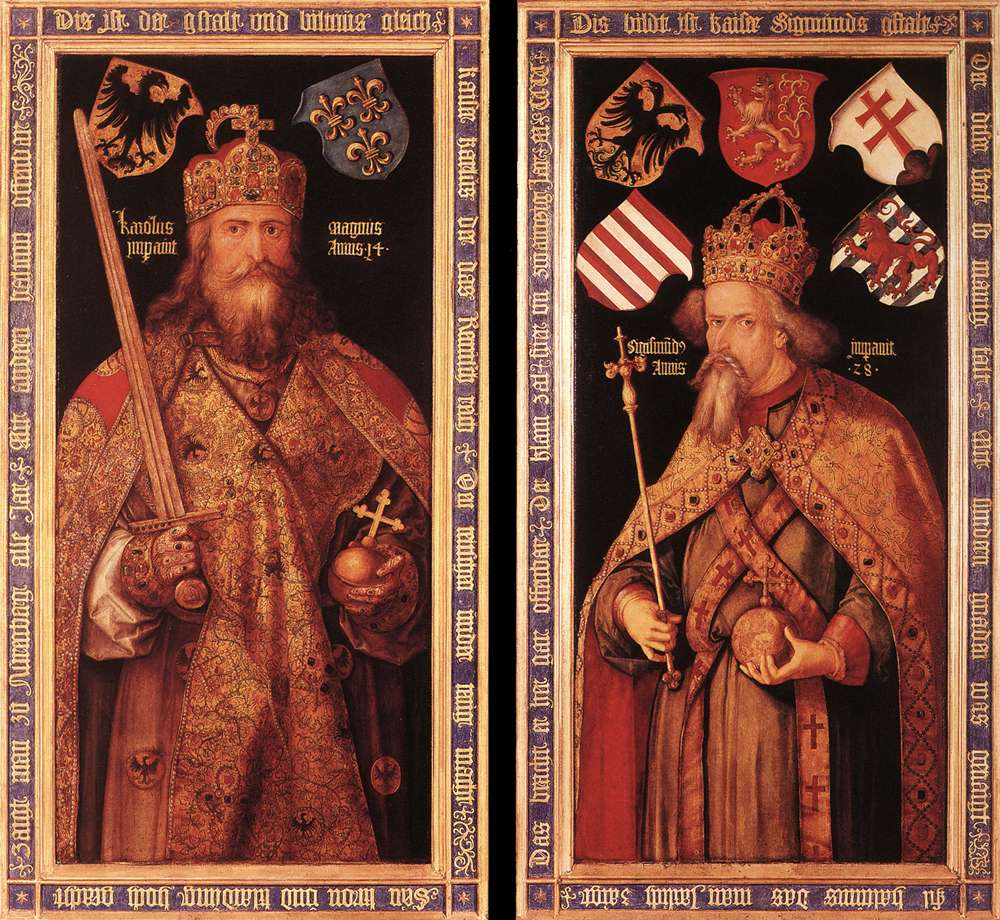
Charlemagne et Sigismond
1513, Nuremberg.

- Portrait d'une Vénitienne (it), c. 1506, Gemäldegalerie, Berlin
- Portrait de Burkard von Speyer (it), 1506, huile sur panneau, 32 × 26 cm, Royal Collection, château de Windsor
- Jésus parmi les docteurs, 1506, huile sur panneau, 64 × 80 cm, musée Thyssen-Bornemisza, Madrid
- La Vierge de la fête du rosaire, 1506, 162 × 192 cm, Galerie nationale à Prague
- La Vierge au serin (it), 1506, Gemäldegalerie, Berlin
- Jeune fille au béret rouge (it), 1507, Gemäldegalerie, Berlin
- Adam et Ève, 1507, musée du Prado, Madrid
- L'Avarice, 1507, Kunsthistorisches Museum, Vienne. Au revers, le portrait d'un jeune homme[167].
- Retable Heller (1507-1509)
- Martyre des dix mille chrétiens, 1508, panneau transféré sur toile, 99 × 87 cm, musée d'Histoire de l'art de Vienne[166]
- Étude de draperie, 1508, pinceau et encre de Chine, rehauts de blanc sur papier préparé vert foncé, 23 × 14 cm, musée des Beaux-Arts de Lyon

#### 1510-1519
- L'Adoration de la Sainte Trinité, 1511, panneau de tilleul, 135 × 123 cm, Kunsthistorisches Museum, Vienne
- Vierge à l'Enfant avec une poire, 1512, panneau de tilleul, 49 × 37 cm, Kunsthistorisches Museum, Vienne[166]
- Portrait d'un homme, c.1504-1514 (?)[168], musée des Beaux-Arts de Budapest

| |  |  |
| Les Quatre Apôtres. 1526, Munich. Panneau droit : Saint Marc et Saint Paul; panneau gauche : Saint Jean et Saint Pierre. |  |  |

- Sainte Anne avec l'Enfant, la Vierge et saint Jean-Baptiste, 1511 National Gallery, Londres[169]
- L'Empereur Charlemagne et l'empereur Sigismond, 1513, Germanisches Nationalmuseum, Nuremberg
- Portrait de Michael Wolgemut, 1516, Germanisches Nationalmuseum, Nuremberg
- La Madone à l'œillet, 1516, parchemin marouflé monté sur bois, 36 × 25 cm, Alte Pinakothek, Munich[170]
- Portrait d'un ecclésiastique (Johann Dorsch?), peinture à huile sur parchemin, 1516[171]
- Les apôtres Saint Jacques (it) et Saint Philippe (it), 1516, temperas sur toile, 46 × 37 cm et 45 × 38 cm, musée des Offices, Florence[172]
- Le Suicide de Lucrèce, 1518, Alte Pinakothek, Munich
- Madone en prière (it), 1518, Gemäldegalerie, Berlin
- Jacob Fugger, c. 1518, Staatsgalerie, Augsbourg
- Vierge à l'Enfant avec sainte Anne, 1519, huile sur panneau, 60 × 50 cm, Metropolitan Museum of Art, New York
- Portrait de l'empereur Maximilien Ier, 1519, panneau, 74 × 61 cm, Kunsthistorisches Museum, Vienne[166]

#### 1520-1526
- Portrait d'un homme à barbe blanche et bonnet rouge, 1520, tempera sur toile collée sur bois, 40 × 30 cm, musée du Louvre, Paris[173]
- Portrait de Rodrigo de Almada, 1521[174]
- Portrait de Bernhart von Reesen, 1521, huile sur panneau de chêne, 45 × 31 cm, Gemäldegalerie Alte Meister, Dresde
- Saint Jérôme, 1521, Museu Nacional de Arte Antiga, Lisbonne
- Portrait d'un homme avec béret et rouleau, 1524, huile sur panneau de chêne, 50 × 36 cm, musée du Prado, Madrid
- Portrait de Hieronymus Holzschuher, 1526, Gemäldegalerie, Berlin
- Vierge à la poire, 1526, huile sur bois, 43 × 31 cm, musée des Offices, Florence[172]
- Portrait de Jakob Muffel, 1526, Kunsthistorisches Museum, Vienne
- Portrait de Johann Kleberger, 1526, panneau de tilleul, 37 × 336,6 cm, Kunsthistorisches Museum, Vienne
- Les Quatre Apôtres, 1526, Alte Pinakothek, Munich

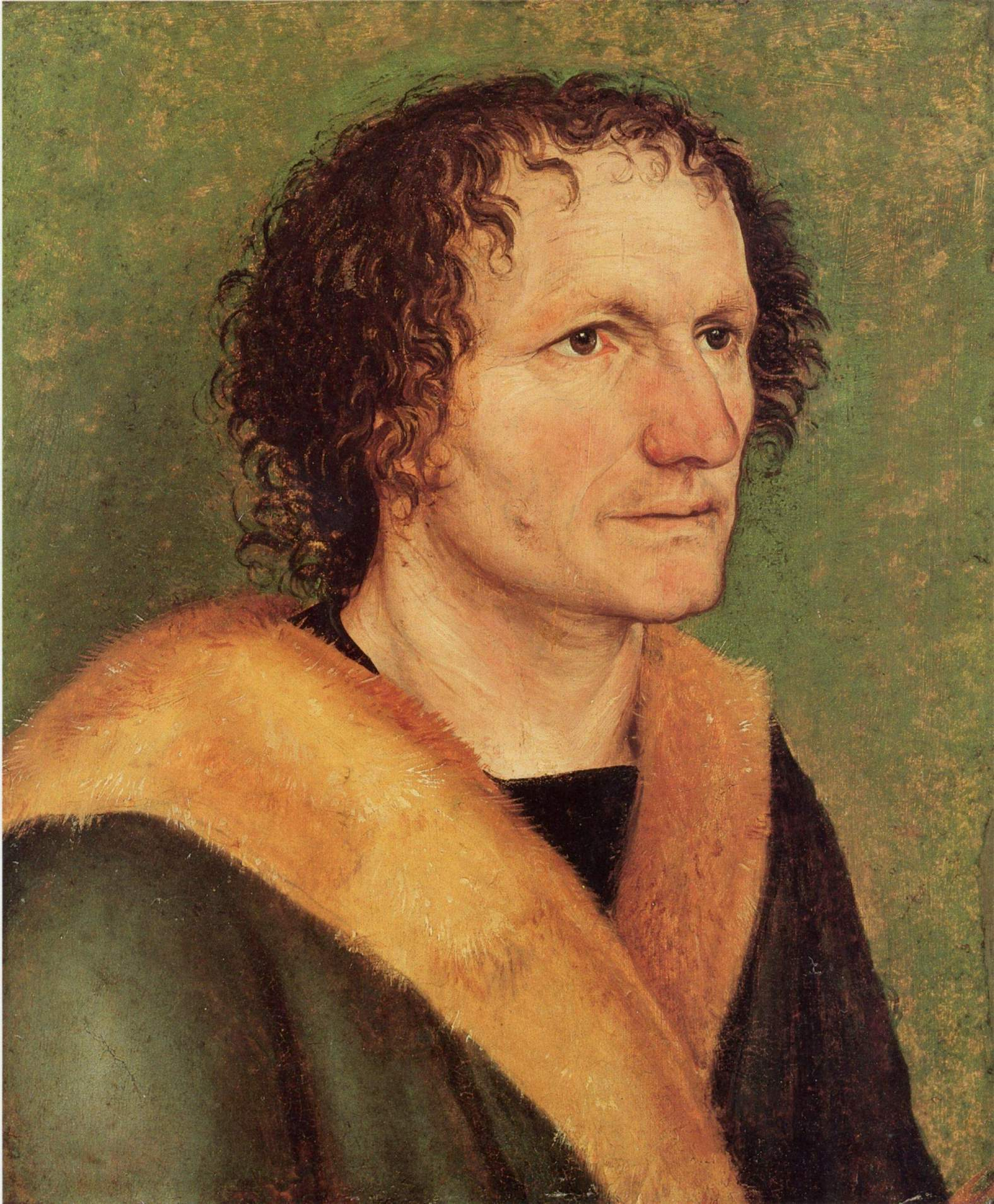
Homme sur fond vert c.1497, Kreuzlingen
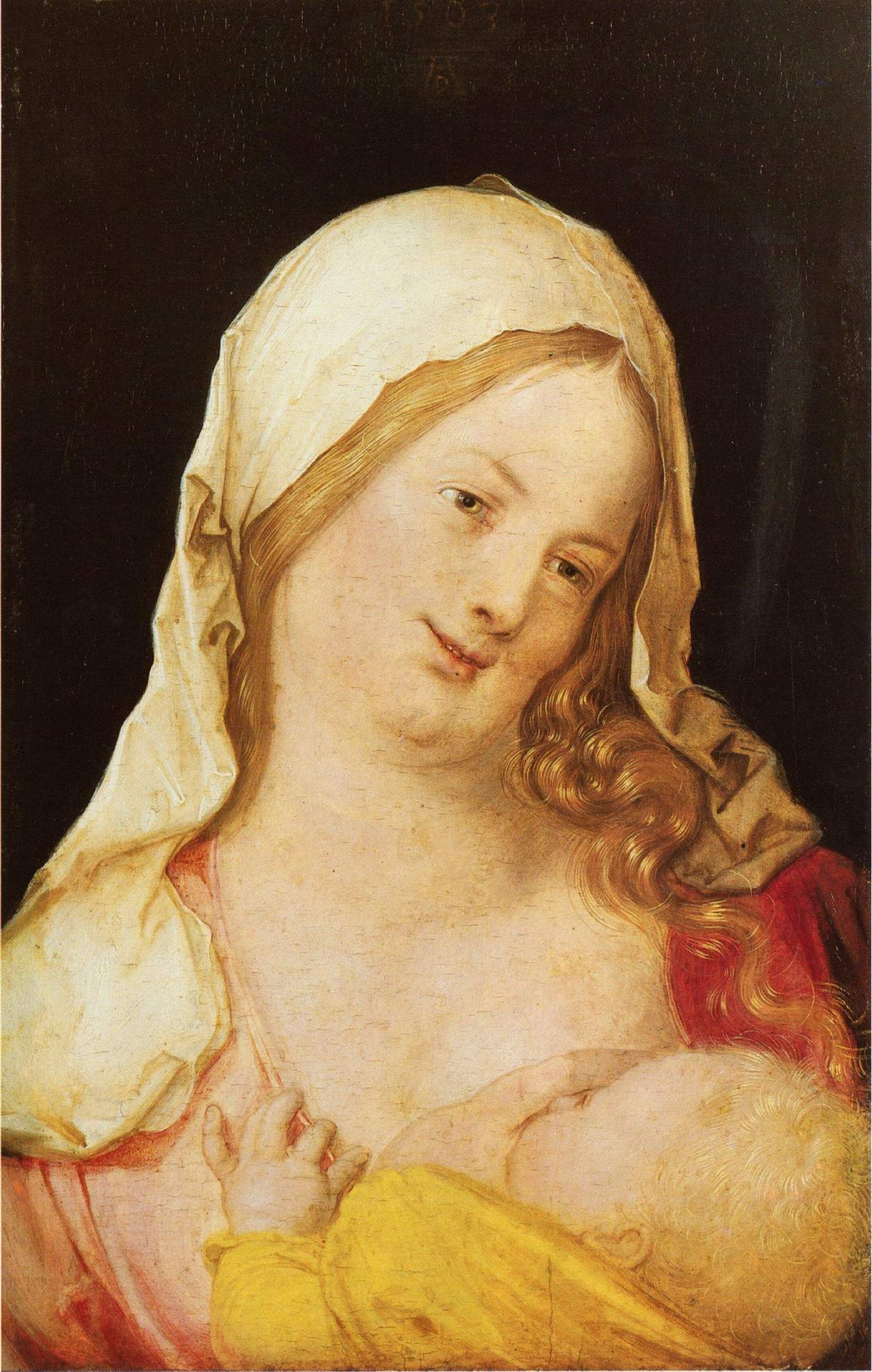
Vierge à l'Enfant 1503, Vienne
Homme d'Église 1516, Washington
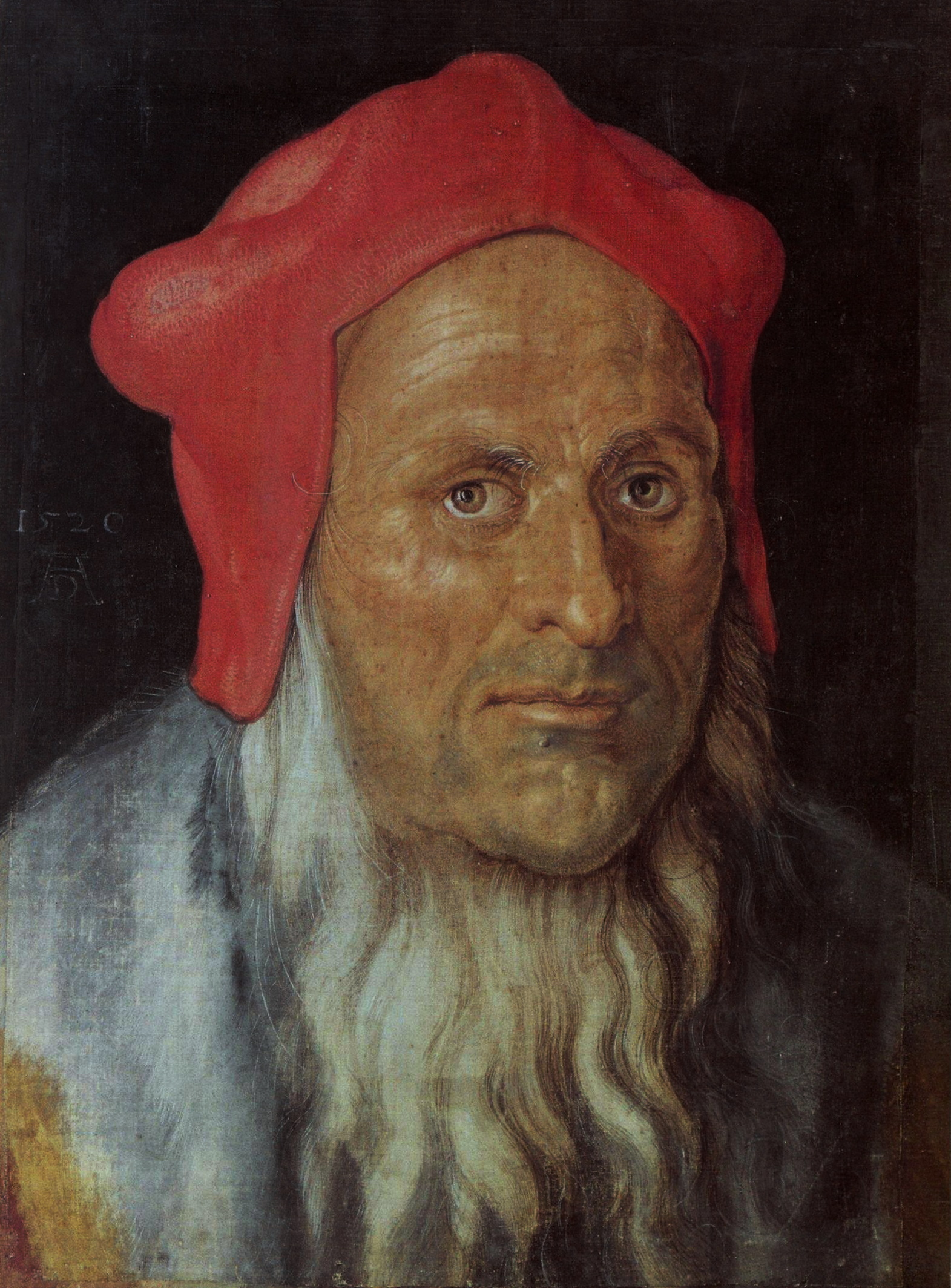
Vieillard 1520, Paris
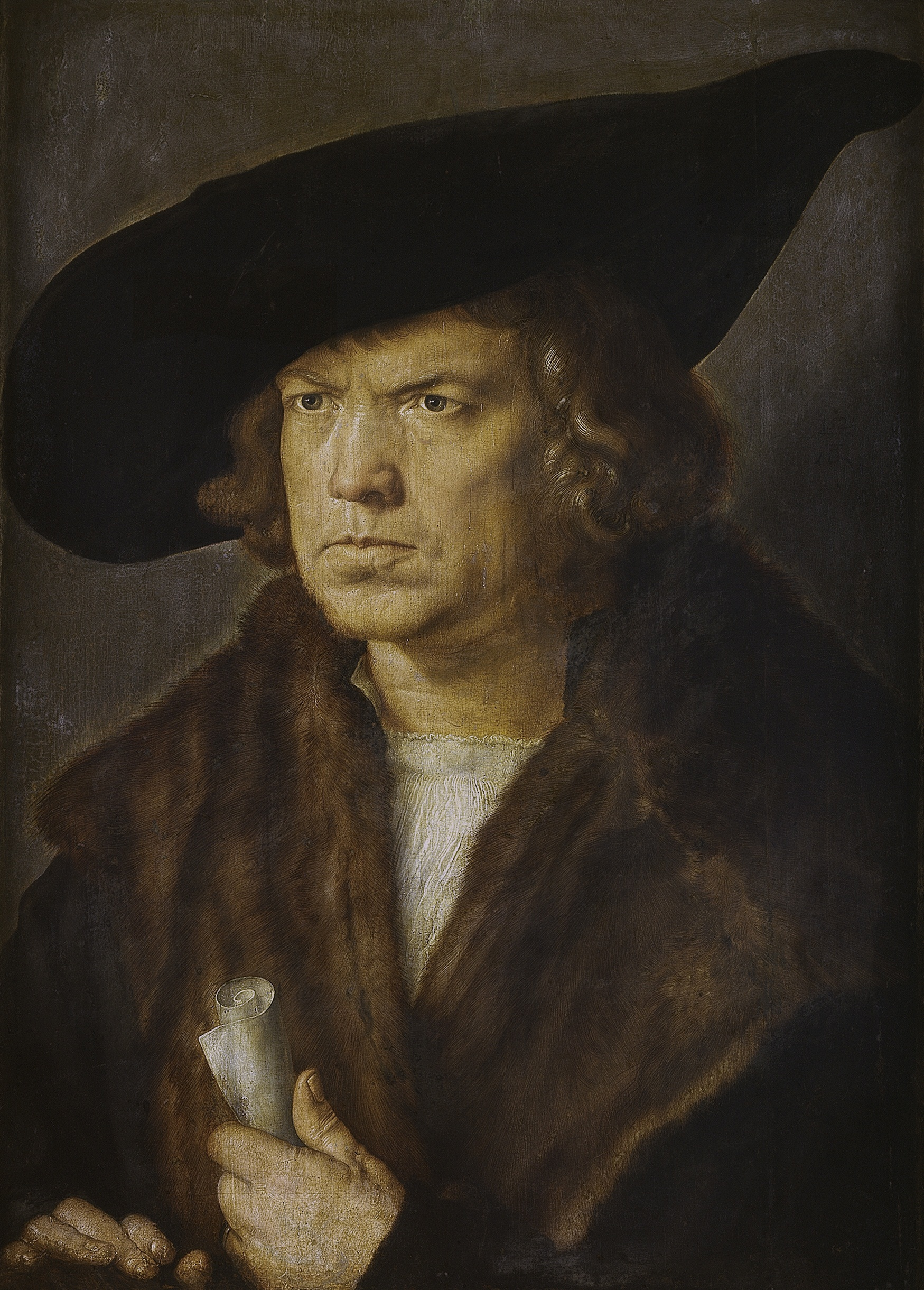
Homme avec béret et rouleau 1524, Madrid

### Gravures
On connaît, au total, un peu plus de 300 gravures de Dürer, dont environ deux cents bois et un peu plus d'une centaine de cuivres. Mais si la technique du bois gravé ne lui était pas étrangère, ce n'est pas lui-même qui le plus souvent gravait ses planches : il se contentait de fournir un dessin précis, admirablement approprié à cet usage, aux artisans qui travaillent pour lui. Ses voyages contribuèrent à la fortune de son œuvre : il ne manquait pas de distribuer largement ses estampes partout où il se rendait. Mais il sut aussi d'appuyer sur un réseau de colporteurs afin de diffuser ses œuvres. Ses cuivres et ses bois servirent ainsi rapidement de modèles aux artistes actifs au nord et au sud des Alpes.
Ceci explique, d'une part le plus grand nombre de bois gravés que comporte son œuvre graphique, et d'autre part les inégalités que l'on peut observer entre les différentes réalisations.

#### Gravures isolées

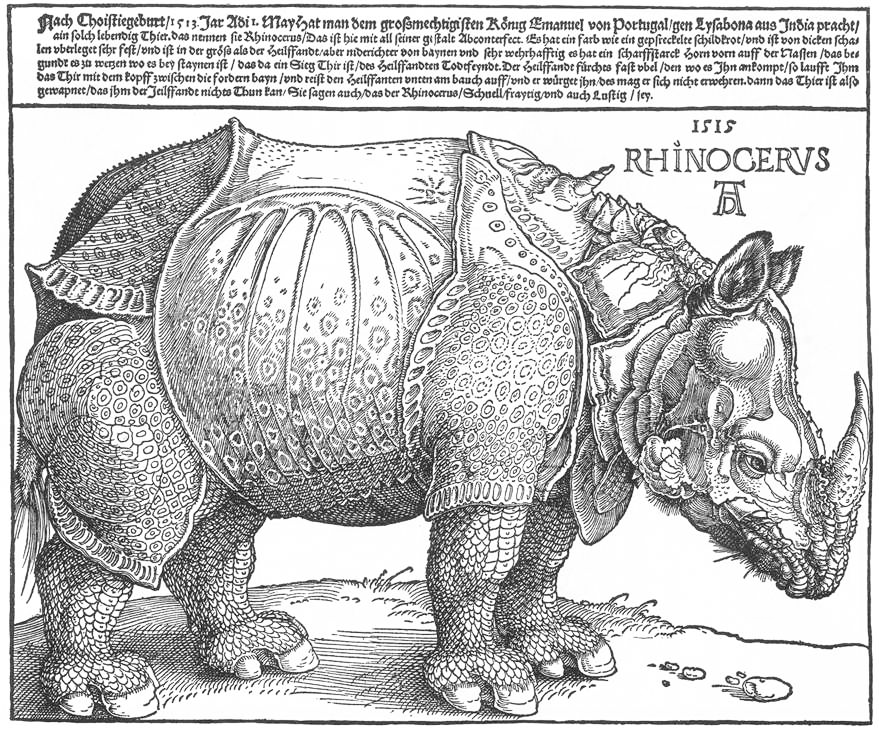
Le Rhinocéros (1515), British Museum.

Classement fidèle au catalogue de Meder suivant l'ordre chronologique :
- 1493-1495 : Marie sur le trône, c. 1493 ; Le Martyre de saint Sébastien, c. 1495 ; Saint Christophe, c. 1495 ; la Grande Crucifixion du Christ, c. 1495 ; La Grande Lamentation, c. 1495 ; La Sainte Famille au papillon, c. 1495.
- 1496-1498 : Hercule vainqueur de Cacus (Hercule tuant les Molionides), v.1496 ; La Siphilis, c. 1496 ; Le Bain des hommes, c. 1496 ; Chevaliers et lansquenets, c. 1496-1497 ; La Sainte Famille, c. 1496-1497 ; Samson et le lion, c. 1496-1497 ; Le Martyre de sainte Catherine, c. 1497-1498 ; La Sainte Famille aux trois lièvres, c. 1497 ; Le Martyre de saint Jean l'Évangéliste, c. 1497-1498 ; La Vision des sept chandeliers, c. 1497-1498 ; Saint Jean appelé aux cieux, c. 1497-1498 ; Les Quatre Cavaliers, c. 1497-1498 ; La Chute des étoiles, c. 1497-1498 ; Les Quatre Anges détenteurs des vents et l'onction des élus, c. 1497-1498 ; Les Sept Sonneries de trompettes des anges, c. 1497-1498 ; Les Quatre Anges de l'Euphrate, c. 1497-1498 ; Saint Jean dévorant le livre, c. 1497-1498 ; La Femme vêtue de soleil et le dragon à sept têtes, c. 1497-1498 ; Le Combat de saint Michel contre le dragon, c. 1497-1498 ; Le Dragon à sept têtes et la bête aux cornes d'agneau, c. 1497-1498 ; L'Adoration de l'agneau - Le Cantique des élus, c. 1497-1498 ; La Grande Prostituée de Babylone, c. 1497-1498 ; Les Amants et la Mort ou La Promenade, c. 1497-1498 ; Le Monstre marin ou L'Enlèvement d’Amymoné, c. 1498 ; Le Martyre des dix mille, c. 1497-98.
- 1500-1502 : Saint Sibaud sur une colonne, c.1500 ; la Sainte Famille sous le portique, c. 1500-1501 ; Némésis, c. 1501-1502. Saint Christophe et le vol d'oiseaux, c. 1500-1502 ; Saint François recevant les stigmates, c. 1500-1502 ; Ex-libris de Willibald Pirckheimer, c. 1500-1503 ; Némésis ou La grande fortune, c. 1501 ; Saint Jean-Baptiste et Onuphrius avec la couronne de houblon, c. 1502 ; Saint Antoine et saint Paul, c.1502 ; Saint Georges à cheval, c. 1502-1503 ; Calvaire (la petite crucifixion du Christ), c. 1502-1503.
- 1503-1508 : La Sainte Famille et les cinq anges, c. 1503 ; Saint Nicolas, saint Érasme et saint Ulrich, c. 1503-1505 ; Saint Étienne, saint Sixte et saint Laurent, c. 1503-1505 ; Saint Jérôme faisant pénitence, c. 1506 ; La Communion journalière de Marie-Madeleine, c. 1503-1508.
- 1510-1511 : La Mort et le lansquenet, 1510 ; Le Maître d'école, 1510 ; Le Christ en croix' avec Marie et Jean 1510 ; Le Pénitent (le roi David faisant pénitence), c. 1510 ; Saint Jean-Baptiste décapité, 1510 ; Saint Jérôme dans sa cellule, 1511 ; Saint Jean devant la Vierge, c. 1511 ; la Messe de saint Grégoire , 1511 ; Saint Christophe , 1511 ; L'Adoration des mages , 1511 ; La Sainte Famille et deux anges musiciens, 1511 ; La Sainte famille sous l'arbre, 1511 ; Caïn tuant Abel, 1511 ; Salomé apportant à Hérode la tête de Jean, 1511 ; La Sainte Trinité (Le Saint-Siège), 1511.
- 1512-1518 : Saint Jérôme dans la grotte, 1512 ; Armoiries pour Christoph Scheurl, c. 1512-1514 ; Armoiries de l'astronome de la cour Johannes Stabius, c. 1512-1517 ; Saint Keloman , 1513 ; Jardinier avec un pied de vigne, c. 1515 ; Les Saints protecteurs de l'Autriche , 1515 ; Marie avec Saint Jean-Baptiste, Saint Bruno et des Chartreux, 1515 ; Le Rhinocéros, 1515 ; Chouette se battant avec des oiseaux, c. 1515-1516 ; Ex-libris de Hieronymus Ebner membre du conseil à Nuremberg, 1516 ; Le Christ en croix avec une bordure d'anges , 1516 ; Le Christ en croix avec trois anges, c. 1516 ; Le Christ en croix, c. 1516-1520 ; Marie reine des anges, 1518 ; Saint Sibaud , 1518 ; L'Empereur Maximilien Ier c. 1519.
- 1520-1526 : Une presse d'imprimerie, 1520 ; Portrait d'Ulrich Varnbüler, 1522 ; La Cène, 1523 ; La Sainte Famille sur le banc d'herbe, 1526 ; le Poète latin Eobanus Hessus, 1526.

#### Les suites

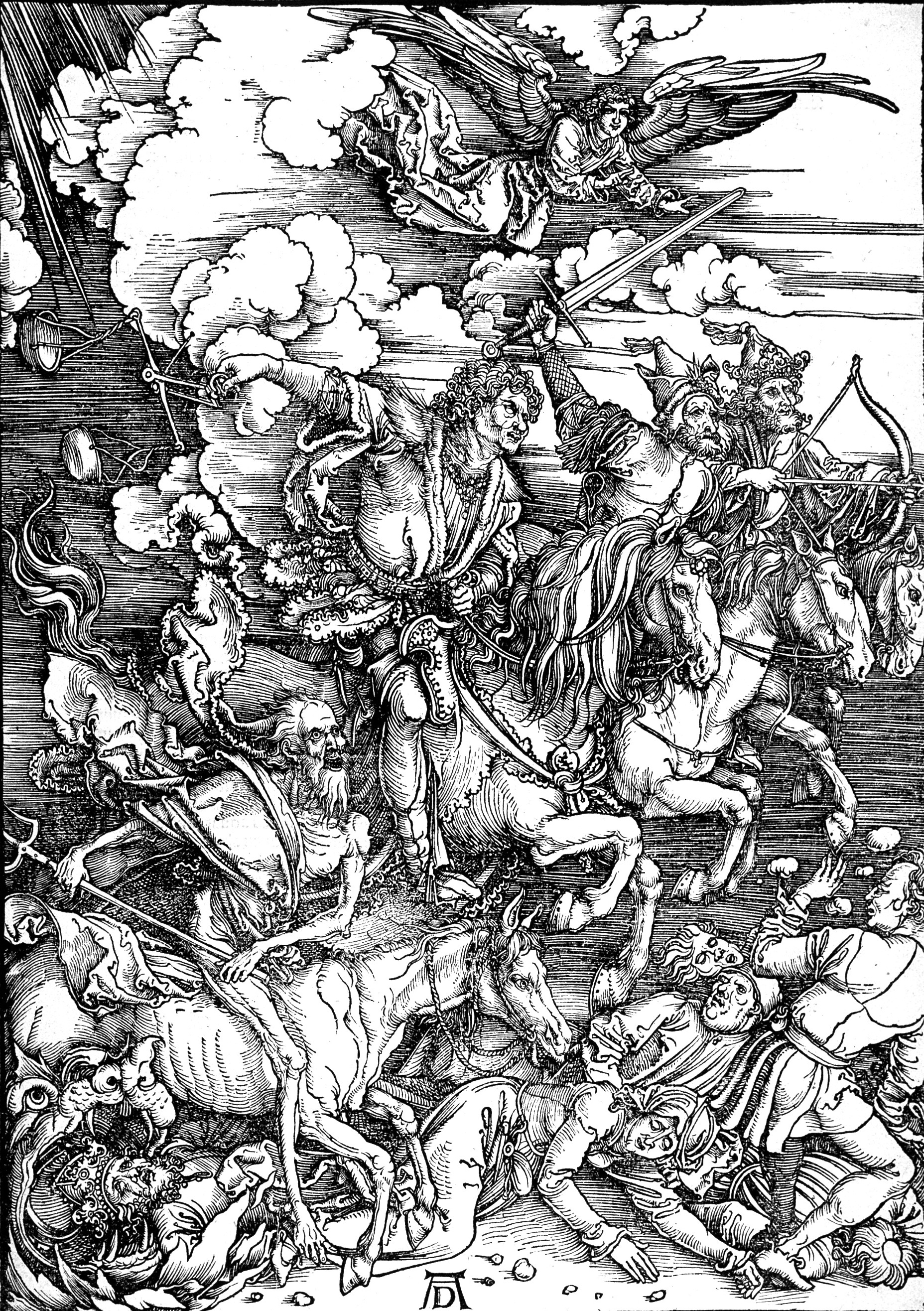
Les Quatre Cavaliers de l'Apocalypse, extrait de L'Apocalypse.

- La Passion Albertina, c. 1495 ; suite de quatre pages. « Bien avant d'avoir trouvé son style grandiose de l'Apocalypse, Dürer avait dessiné sur les blocs ce qu'on appelle la passion d'Albertina […]. L'influence italienne se mêle ici à celle de Schongauer. » Musper.
Flagellation du Christ, Le couronnement d'épines, Le Christ portant sa croix, Le Christ en croix.
- L'Apocalypse, 1496-1498 : seule suite que Dürer ait réalisée d'un jet. « Il s'agit du premier livre exclusivement créé et publié par un artiste[176]. »
Saint Jean devant la Madone, Le martyre de Saint-Jean, Saint jean vit sept chandeliers, Jean devant Dieu et les anciens, Les quatre cavaliers de l'Apocalypse, Le sixième sceau, Quatre anges retenant les quatre vents de la terre, Les sept anges joueurs de trompette, Les quatre anges de l'Euphrate, Jean dévorant le livre de la Vie, Une femme revêtue du Soleil et le dragon à sept têtes, Saint Michel terrassant le dragon, le dragon à sept têtes et la bête aux cornes de bélier, L'hymne des élus, La prostituée de Babylone, L'ange et la clef de l'abîme.
- La Grande Passion, 1511 : « Lors de son voyage aux Pays-Bas, Dürer exigea pour cette œuvre considérable et qui allait être copiée partout, des sommes relativement importantes »[177].
La Cène, Le Christ au Mont des Oliviers, L'Arrestation du Christ, La Flagellation du Christ, Le Christ devant le peuple, Ecce homo, Le Christ portant sa croix, Le Christ en croix, La Lamentation, La Mise au tombeau, Le Christ descendant aux enfers, La Résurrection.
- La Vie de la Vierge, 1511 : suite de vingt feuilles. C'est sur cet ensemble que Vasari s'exclamera : « La Vie de la Vierge est tellement géniale qu'il est impossible de faire mieux, sur le plan de la composition, de la perspective et de l'architecture, dans les costumes et les visages des plus âgés comme des plus jeunes ».
La victime de Joachim, L'annonce à Joachim, Joachim et Anne à la Porte dorée, La naissance de la Vierge, Présentation de la Vierge au temple, Le Mariage de la Vierge, L'Annonciation, la Visitation, Nativité, La Circoncision du Christ, L'Adoration des rois mages, La Présentation au temple, la fuite en Égypte, Le repos pendant la fuite en Égypte (la Sainte Famille dans une cour), Le Christ et les docteurs, Le Christ prenant congé de sa mère, la mort de la Vierge, Assomption, La vénération de la Vierge.

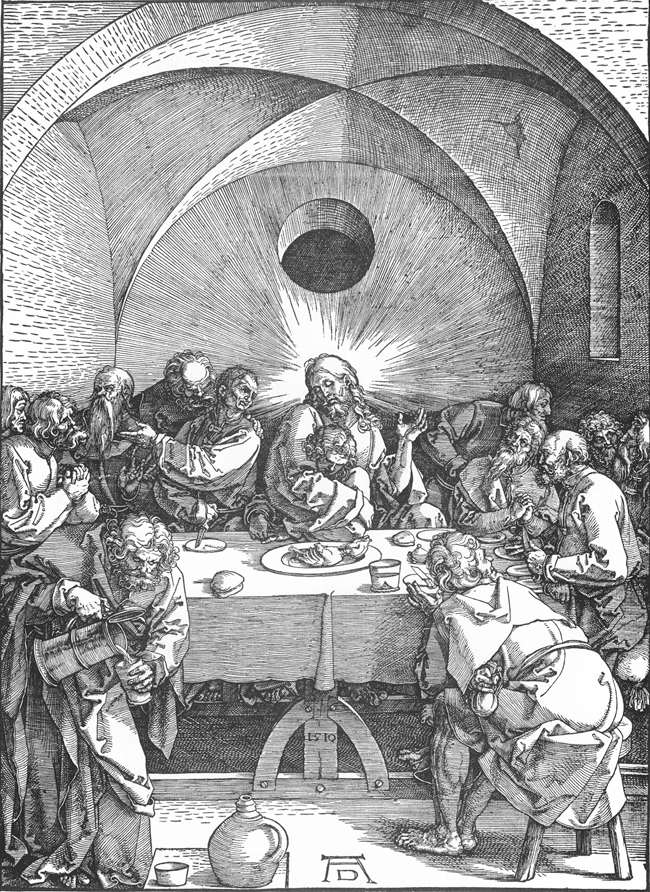
La Cène, extrait de la Grande Passion

- La Petite Passion sur bois, 1509-1511 : trente-sept gravures accompagnées des vers latins de Benedictus Chelidonius. Les bois sont visibles au British Museum de Londres. 
Adam et Ève au paradis, L'expulsion du paradis, l'annonciation, Nativité, L'entrée du Christ à Jérusalem, L'expulsion des marchands hors du temple, Le Christ prenant congé de sa mère, La Cène, le lavement des pieds, Le Christ au Mont des Oliviers, L'arrestation du Christ, Le Christ devant Anne, Le Christ devant Caïphe, Le Christ insulté, Le Christ devant Pilate, Le Christ devant Hérode, La flagellation, Le couronnement d'épines, Ecce Homo, Pilate se lavant les mains, Le Christ portant sa croix, Sainte Véronique entre Pierre et Paul, la crucifixion, Le Christ en croix, Le Christ dans les limbes, la descente de croix, La lamentation, la mise au tombeau, La résurrection, Le Christ apparaissant à sa mère, Le Christ en jardinier, Le Christ et les pèlerins d'Emmaüs, Thomas l'incrédule, l'ascension, La Pentecôte, le jugement dernier.
- L'Arc de triomphe de l'empereur Maximilien Ier, 1515 : c'est une gravure sur bois géante, composée de 192 blocs de bois. Stabius créa le schéma, Kölderer fournit le dessin du cadre architectural, Andreae s'occupa de la gravure et Dürer fut le maître d'œuvre.
L'arc de triomphe, les fiançailles de l'Empereur Maximilien et de Marie de Bourgogne, Congrès et doubles fiançailles à Vienne, L'entrevue de Maximilien Ier et d'Henri VIII d'Angleterre, Saint Roch de Trèves, Fiançailles de Philippe le Beau et Jeanne de Castille, Les empereurs Théodose, Arcade et Honoré.
- Le Petit Char triomphal ou Les Noces bourguignonnes, 1516-1518.
- Le Grand Char Triomphal de l'Empereur Maximilien Ier, 1518.

#### Burins, pointes sèches, eaux-fortes

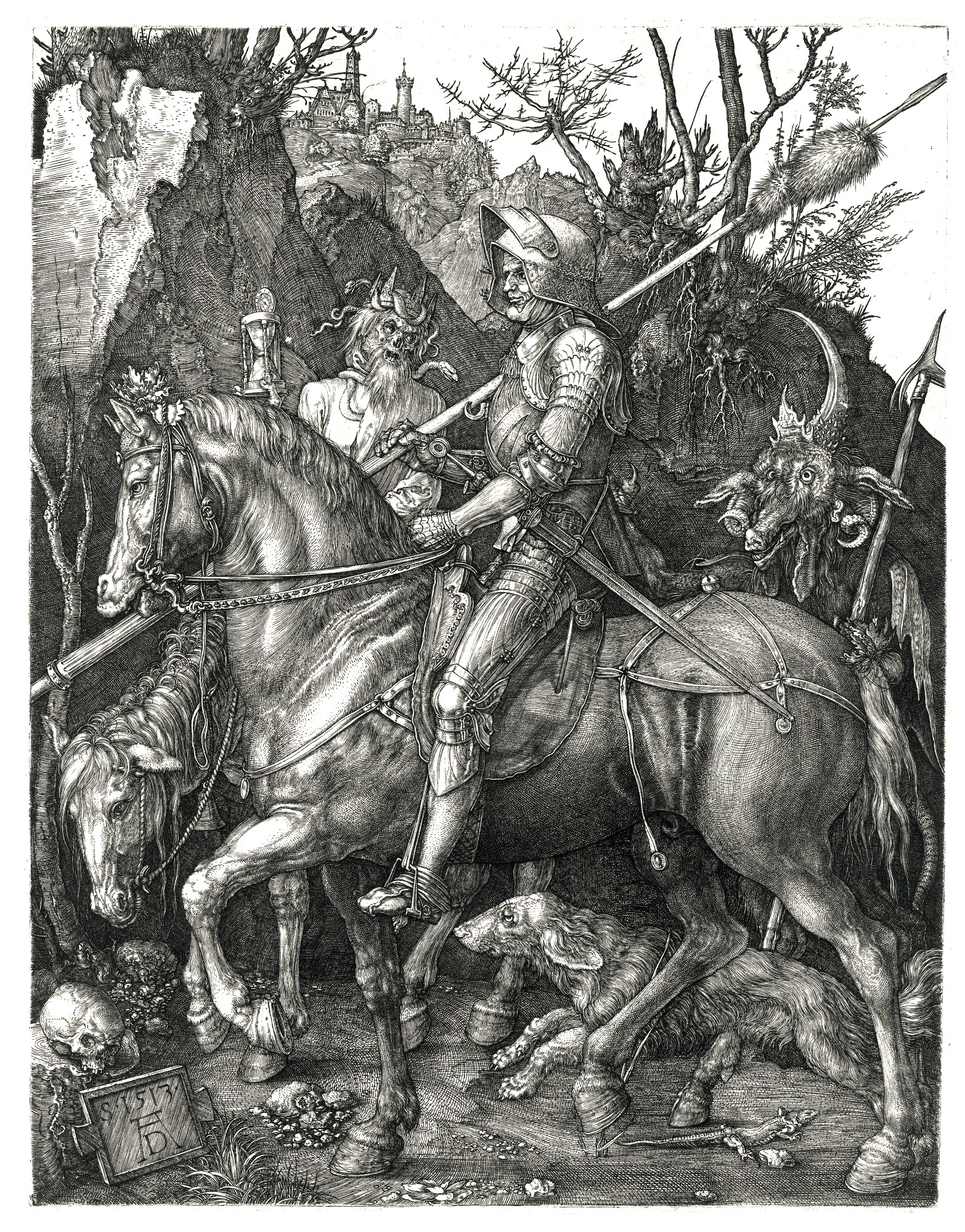
Le Chevalier, la Mort et le Diable

- 1494-1500 : Le violent, c. 1494 ; La conversion de Saint Paul, c. 1494 ; Le grand courrier, c. 1494-1495 La Sainte famille et la sauterelle, c. 1495 ; La déclaration d'amour, c. 1495 ; Le chevalier turc et les lansquenets, c. 1495 ; Saint Jérôme dans le désert, c.1496 ; Le cuisinier et sa femme, c. 1496 ; La Petite Fortune, v. 1495-1496 ; Le pourceau monstrueux de Landster, c. 1496 ; La Pénitence de saint Chrysostome, c.1496 ; Le Fils prodigue parmi les pourceaux, 1496 ; Le Petit courrier, v. 1496 (musée Condé, Chantilly) ; les trois paysans, c. 1496-1497 ; La Dame à cheval et le lansquenet, v.1496-1497 ; L'Oriental et sa femme, c. 1496-1497 ; Le paysan et sa femme, c. 1496-1497 ; la promenade, c. 1496-1498 ; Vierge à l'Enfant au singe, c. 1497-1498 ; Quatre femmes nues (Les quatre sorcières), 1497 ; La Tentation du paresseux (Le Songe du docteur), c. 1497-1498 ; L'Enlèvement d'Amymone, 1498, (Chantilly)[178] ; Leviathan, c. 1498 ; Saint Sébastien appuyé contre la colonne, c. 1498-1499 ; Hercule à la croisée des chemins, v. 1498-1499 ; Le Soleil de la justice (Sol Justitiae), c.1498-1499 ; Vierge auréolée de gloire, c. 1498-1500, Vierge à l'Enfant sur un croissant de lune, v. 1499.
- 1500-1510 : Christ ouvrant les bras, c. 1500 ; Saint Eustache, c. 1501 (Chantilly)[178] ; Saint Sébastien attaché à un arbre, c. 1500-1502 ; Sainte Anne, Marie et l'enfant Jésus, c. 1500-1502 ; Génies au bouclier et au casque (La gloire), c. 1501-1502 ; La sorcière, c.1501-1502 ; Némésis (La grande fortune), c. 1501-1502 ; Saint Georges à pied, c. 1502-1503 ; Apollon et Diane, c. 1502-1503 ; L'Enseigne, c. 1502-1503 ; La Vierge sur le banc d'herbe, 1503 ; Adam et Ève, 1504 ; Nativité, 1504 ; La Famille de satyres, 1505 ; Le Petit cheval, 1505 ; Le Grand cheval, 1505 ; Entrelacs, v. 1507 ; Saint Georges à cheval, 1508 ; Vierge auréolée de gloire, 1508 ; L'arrestation du Christ, 1508 ; Le Christ en croix, 1508 ; le Christ de douleur devant Marie et Jean, 1509 ; Le Christ au mont des Oliviers , 1509.
- 1511-1515 : Vierge à la poire, 1511 ; Le Christ sur la croix, 1511 ; Christ aux mains liées, 1512 ;  Saint Jérôme près d'un saule, 1512 ; Le Christ devant Caïphe, 1512 ; Le Christ devant Pilate, 1512 ; La flagellation du Christ, 1512 ; Le couronnement d'épines, 1512 ;Le Christ face au peuple (Ecce Homo), 1512 ; Pilate se lavant les mains, 1512 ; Le Christ portant sa croix, 1512 ; La lamentation, 1512 ; La mise au tombeau, 1512 ; Le Christ descendant aux limbes , 1512 ; La résurrection, 1512 ; Pierre et Jean guérissant les paralysés, 1513 ; Le linge de Véronique déployé par deux anges, 1513 ; Le Chevalier, la Mort et le Diable, 1513 ; Melencolia I, 1514 ; Le joueur de cornemuse, 1514 ; Couple de paysans dansant, 1514 ; Saint Jérôme dans sa cellule, 1514 ; Vierge à l'enfant contre la muraille, 1514 ; Vierge auréolée de gloire sur un croissant de lune, 1514 ; l'apôtre Paul, 1514 ; L'apôtre Thomas, 1514.
- 1515-1525 : Christ assis, 1515 ; le désespoir, 1515 ; Le Christ au Mont des Oliviers, 1515 ; Le linge de Véronique déployé par un ange, 1516 ; L'Enlèvement sur la licorne, 1516 ;Vierge auréolée de gloire, 1516 ; Vierge couronnée par deux anges, 1518 ; Paysage au canon, 1518 ; Saint Antoine devant la cité, 1519 ; Albrecht von Brandenburg, 1519 ; Paysan au marché avec sa femme, 1519 ; Vierge couronnée par un ange, 1520 ; Vierge à l'enfant dans ses langes, 1520 ; Saint Christophe et l'ermite, 1521 ; Saint Christophe, 1521 ; Lucas de Leyde (Lille)[80] ; La crucifixion, c. 1523 ; Albrecht von Brandenburg, 1523 ; L'apôtre Simon, 1523 ; Saint Barthélémy, 1523 ; Portrait de Frédéric le Sage, 1524 ; Willibald Pirckheimer, 1524 ; Philipp Melanchthon, 1526 ; Érasme de Rotterdam, 1526[179] ; L'apôtre Philippe, 1526.

### Dessins

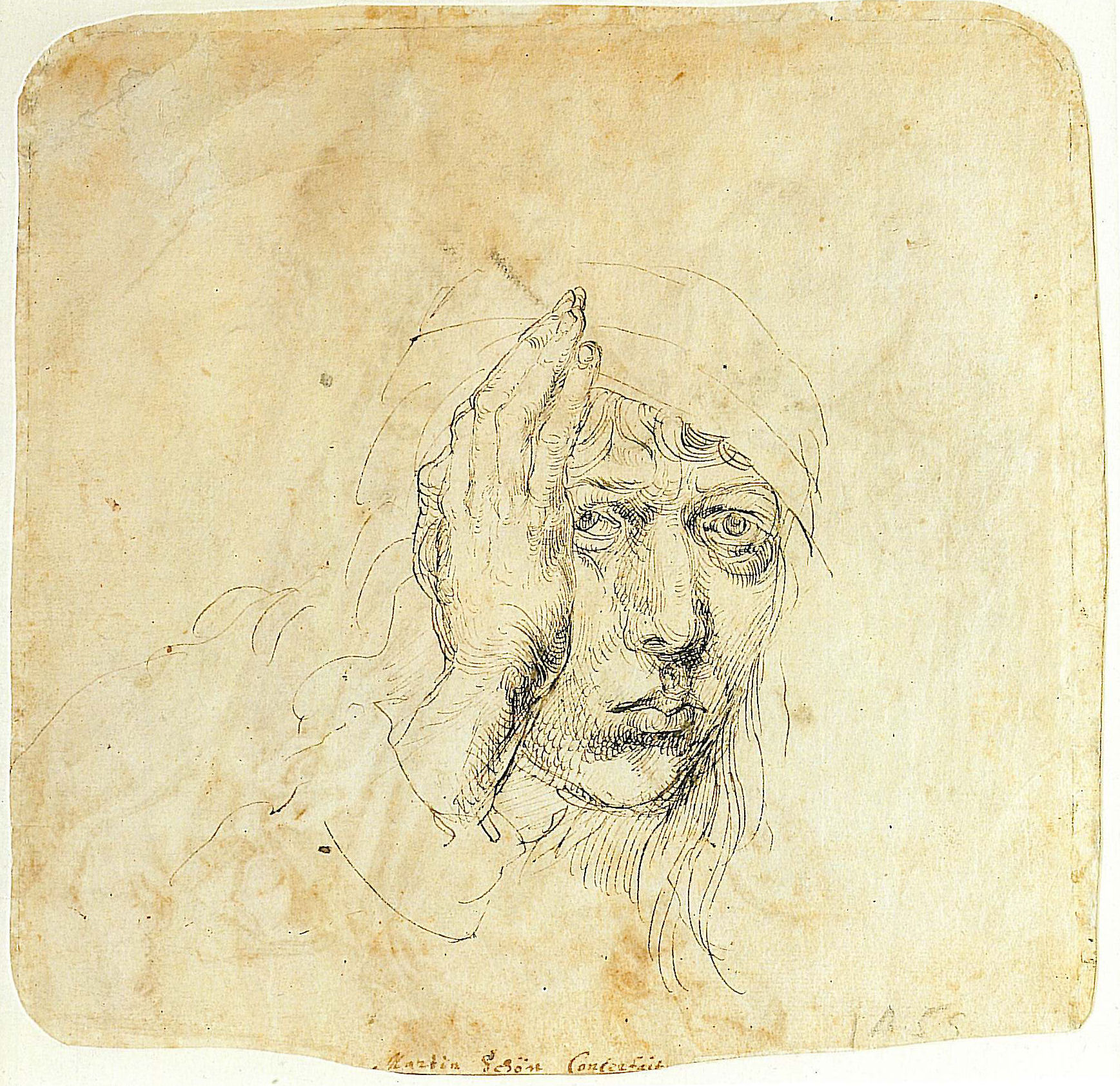
Autoportrait vers 20 ans, Université Friedrich-Alexander d'Erlangen-Nuremberg.

Les spécialistes en recensent un bon millier. Certaines de ses études sont aquarellées.
- Autoportrait à l'âge de 13 ans, 1484[181], Albertina Museum, Vienne
- Autoportrait à l'âge de 20 ans, 1491, 20,4 × 20,8 cm, université d'Erlangen, Nuremberg.
- Église et cimetière Saint-Jean, près de Nuremberg, 1494, 29 × 42,3 cm. Disparue depuis 1945, anciennement à Kunsthalle Bremen, Brême. Ce paysage présente la chapelle du cimetière Saint-Jean, Dürer y sera enterré[182].
- Vue de Segonzano dans la vallée du Cembra, vers 1494, 21 × 31,2 cm, Ashmolean Museum, Oxford[183].
- Un étang en forêt, vers 1496, 26,2 × 36,5 cm, British Museum, Londres[184].
- Les moulins des prairies des bords de la Pegnitz, 1498, 25,1 × 36,7 cm, Bibliothèque nationale, Cabinet des estampes, Paris. Dans ce tableau, Dürer a représenté des moulins proche de la porte nommée Hallertor. Cette aquarelle est considérée comme sa plus importante[185].
- Une fille de Nuremberg habillée pour aller à l'église, 1500, 31,7 × 17,2 cm, British museum, Londres. Inscription en haut : « En souvenir de moi dans votre empire 1500 / c'est ainsi que l'on va à l'église à Normeck ». La femme représentée est l'épouse de Dürer[186].
- Une femme de Nuremberg habillée pour la danse, 1500, 32,5 × 21,8 cm, Graphische Sammlung Albertina, Vienne[187].
- Esculape, v. 1500, plume et pinceau, Kupferstichkabinett Berlin[188].
- La Cigogne, v. 1500-1505, plume et encre, musée d'Ixelles[116].
- La Passion verte, 1504, Albertina Museum, Vienne (série des douze dessins, appelée ainsi à cause de la couleur du papier)Mains en prière, 1508, encre noire noire et rehauts blancs sur papier bleuté, Albertina Museum, Vienne[178].
- Tête de cerf percée d'une flèche, v. 1504 (?), 25,2 × 39,2 cm, lavis brun, lavis gris, aquarelle et gouache appliqués au pinceau et à la plume sur papier vergé, BnF[189].
- Enfant tenant une couronne, 1506, 27,3 × 38,3 cm, pinceau, encre brune et gouache blanche sur papier bleu italien (carta azzurra), lavis de bistre, BnF[190].
- Tête d'apôtre, 1508, encre noire noire, lavis gris, rehauts de blanc sur papier gris, 31,6 × 22,9 cm, Albertina Museum, Vienne[178].
- Portrait coupé aux épaules d'un africain, 1508, fusain, 31,8 × 21,7 cm, Albertina Museum, Vienne[178].
- Hôtel de ville d'Aix-la-Chapelle, Caspar Sturm devant un paysage, Portrait devant l'abbaye Saint-Michel d'Anvers, Vue de Berg-op-Zoom, Une jeune et une vieille femme de Berg-op-Zoom, Une jeune femme de Berg-op-Zoom et une fille de Goes, dessins à la pointe d'argent sur papier préparé, feuille de l'album de voyage aux Pays-Bas, 1520, 13 × 19 cm, musée Condé, Chantilly[191].
- Fechtbuch - c. 1520 : Dürer n'était pas un Maître d'Armes[192] et ce livre n'a jamais été publié (il s'agissait peut-être d’une commission). Ses dessins comptent toutefois parmi les meilleurs sur les techniques de combat historiques. Cet artiste de talent au sens affiné du détail montre des exemples réalistes et dynamiques des techniques de son époque. Cette œuvre compte des illustrations de combat à la grande épée[193], d'escrime[194], à la dague et à main nue.
- Vierge à l'Enfant entourée d'anges et de saints, 1521, plume et encre brune, 25 × 39 cm, musée Condé, Chantilly[195].
- Étude de tête d'un homme âgé, 1521, encre noire et rehauts de blanc, sur papier gris violacé, 47 × 41 cm, Albertina Museum, Vienne. Étude préparatoire au St Jérôme de Lisbonne[178].
- Tête de morse, 1521.
- Portrait de Frédéric le Sage, 1523-1524, mine d'argent, pierre noire sur papier préparé légèrement rosé, 17,8 × 14 cm, Beaux-Arts de Paris[196].
- L'Annonciation, 1526, plume et encre brune, légèrement aquarellé, musée Condé, Chantilly[197].

#### Sans date

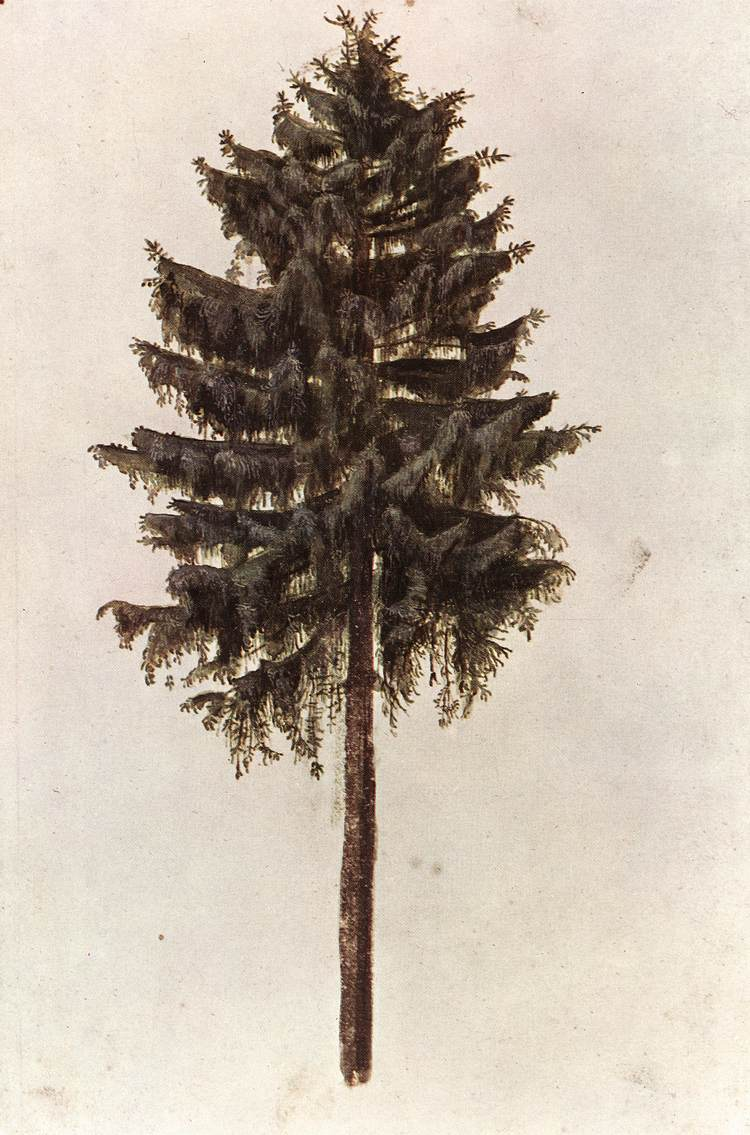
Étude d'un épicéa, sans date, British Museum, Londres.

- L'ouest de Nuremberg, sans date, 16,3 × 34,4 cm. Disparue depuis 1945, anciennement à Kunsthalle Bremen, Brême. Cette aquarelle comme les autres représentant Nuremberg n'en montre que la périphérie, près du Spittlertorgraben[185].
- Le Moulin de la tréfilerie, sans date, 28,6 × 42,2 cm. Musées d'État de Berlin, Berlin. Inscription en haut : « Moulin de la tréfilerie ». Dürer utilise ici la technique du lavis. Les experts hésitent entre une datation en 1489-1490 ou 1494[198].
- Une fille de Nuremberg en vêtement d'intérieur, sans date, 28,4 × 13 cm, Bibliothèque Ambrosienne, Milan[186].
- Étude d'un épicéa, sans date, 29,5 × 19,6 cm, British Museum, Londres[186].
- Innsbruck, vu du nord au-dessus de l'Inn, sans date, 12,7 × 18,7 cm, Albertina, Vienne. Dans cette œuvre, on voit plusieurs maladresses de Dürer, qui ne parvient pas à maîtriser ce sujet. « Plusieurs fois, la perspective a échappé à l'artiste et il change de couleurs et de style »[199].
- Portrait d'une jeune fille, Kunstmuseum (Bâle)[200].

### Écrits
- Underweysung der Messung, mit dem Zirckel und Richtscheyt, 1525 (Wikisource) et 1538
  - Instruction sur la manière de mesurer ou Instruction pour la mesure à la règle et au compas.
  - Albrecht Dürer (trad. de l'allemand par Jeanne Peiffer), Géométrie [« Underweysung der Messung »], Paris, éditions du Seuil, 1995, 410 p. (ISBN 2-02-012427-0), réédité en 2016,  (ISBN 978-2-02-135702-8)
- Etliche vnderricht, zu befestigung der Stett, Schloß vnd Flecken, 1527 [à vérifier].
  - Arcibus castellisque condendis ac muniendis rationes aliquot, publié en 1527 à Nuremberg.
  - Instruction sur la fortification des villes bourgs et châteaux[201].
  - Dédicacé à Ferdinand, frère de Charles Quint.
  - Sa veuve, Agnes Dürer, publie une version en latin chez l'éditeur Chrétien Wachelus en 1535[202].
- Hierinn sind begriffen vier bücher von menschlicher Proportion, 1528
  - version en latin De Symetria partium in rectis formis humanorum corporum, 1532
  - Traité des proportions du corps humain, publié après sa mort.

Traduction en français
- Les Quatre Livres d'Albert Durer, éd. en 1557.

Une deuxième édition des ouvrages de Dürer fut publiée par Johan Jansen, en 1603. Elle fut également publiée en 1823, l'éditeur n'est pas connu.

## Postérité

### Rétrospectives importantes
- Adam et Ève, de Dürer à Chagall : gravures de la Bibliothèque nationale, Paris, Bibliothèque nationale de France, 1992[204].
- Albrecht Dürer. Œuvre gravé, Paris, Petit Palais, 1996[205].
- Albrecht Dürer et la Gravure allemande : Chefs-d'œuvre graphiques du musée Condé à Chantilly, Chantilly, Musée Condé, 2003[206].
- Albrecht Dürer et son temps : de la Réforme à la guerre de trente ans, Paris, École nationale supérieure des beaux-arts, 2012[207]
- Albrecht Dürer, Vienne (Autriche), Albertina (musée), 2019-2020. L'Albertina (musée) possède la plus grande collection au monde de l'artiste avec plus de 140 œuvres[208],[209].
- Albrecht Dürer. Gravure et Renaissance, Chantilly, Musée Condé, 2022[210]

### Monuments

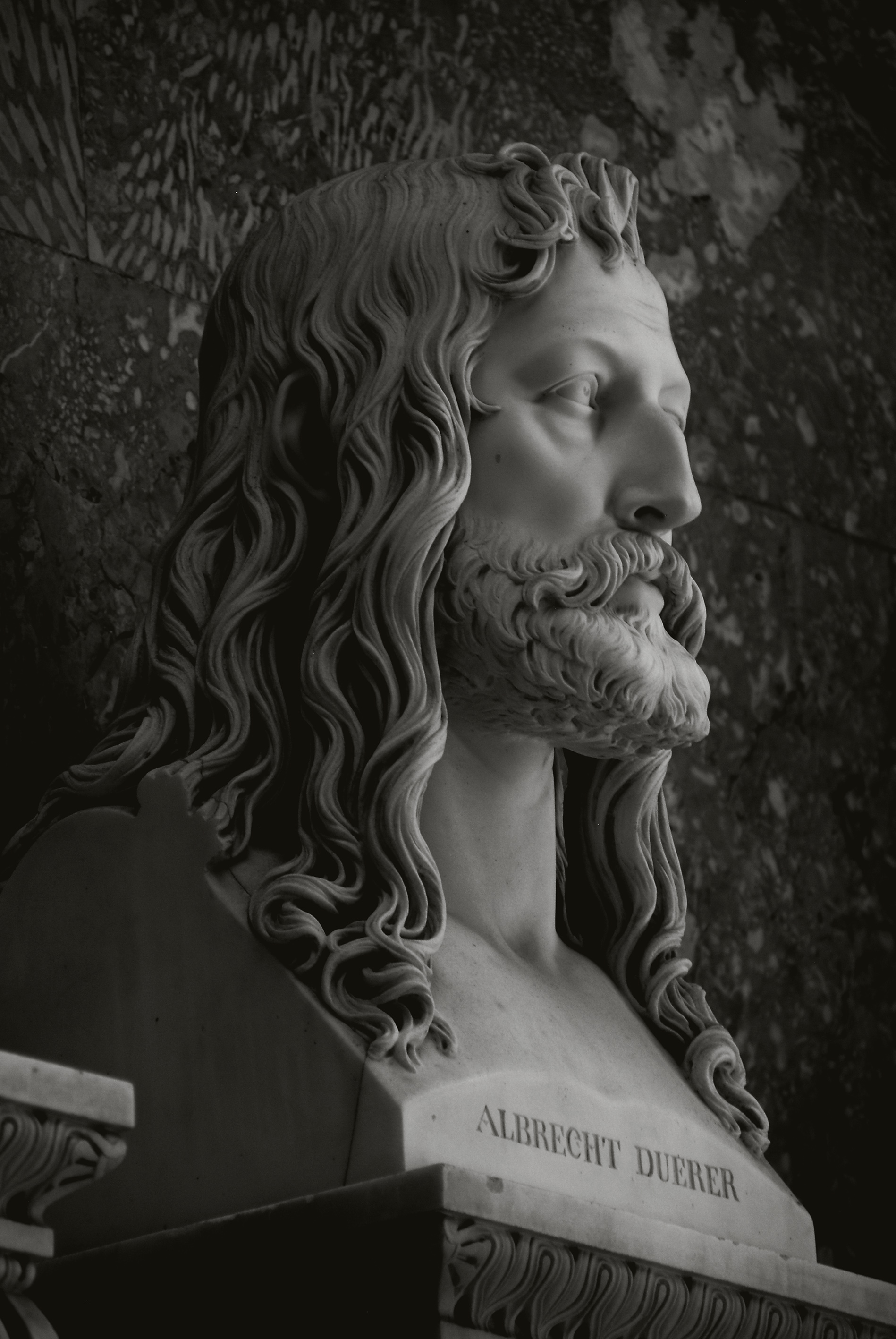
Buste de Dürer au Valhalla.

Des monuments du siècle ont été érigés en l'honneur de Dürer, surtout au XIXe siècle et son buste a été ajouté au Walhalla en 1842.
- Fontaine Dürer-Pirckheimer (1821) sur la Maxplatz à Nuremberg d'après un dessin de Carl Alexander Heideloff avec des formes classiques
- Statue en bronze (1840) sur la Albrecht-Dürer-Platz à Nuremberg, d'après un modèle de Christian Daniel Rauch, exécutée par Jacob Daniel Burgschmiet
- Statue en bronze (1840) à la Staatliche Kunsthalle Karlsruhe, conçue par Christian Lotsch
- Plaque commémorative sur la Hochzeitshaus (1845) à Bamberg, où Dürer a séjourné lors de son voyage aux Pays-Bas
- Statuette (1853) à la Gemäldegalerie Alte Meister (côté Zwingerhof) à Dresde, conçue par Ernst Rietschel
- Buste en marbre (1855) au Neues Museum de Berlin, conçu par Christian Daniel Rauch
- Statuette (1855) au Künstlerhaus Hanovre, conçue par Carl Dopmeyer
- Statue en bronze (1880) dans le vestibule du Musée des Beaux-Arts de Wrocław, aujourd'hui devant le Musée national de Breslau (Wrocław), conçue par Robert Härtel
- Statue (1882) sur le musée d'Histoire de l'art de Vienne, conçue par Anton Schmidgruber
- Buste en bronze (1963) dans le parc Szent Miklós à Gyula (Hongrie), conçu par András Kocsis
- Plaque commémorative (1971) à Anvers

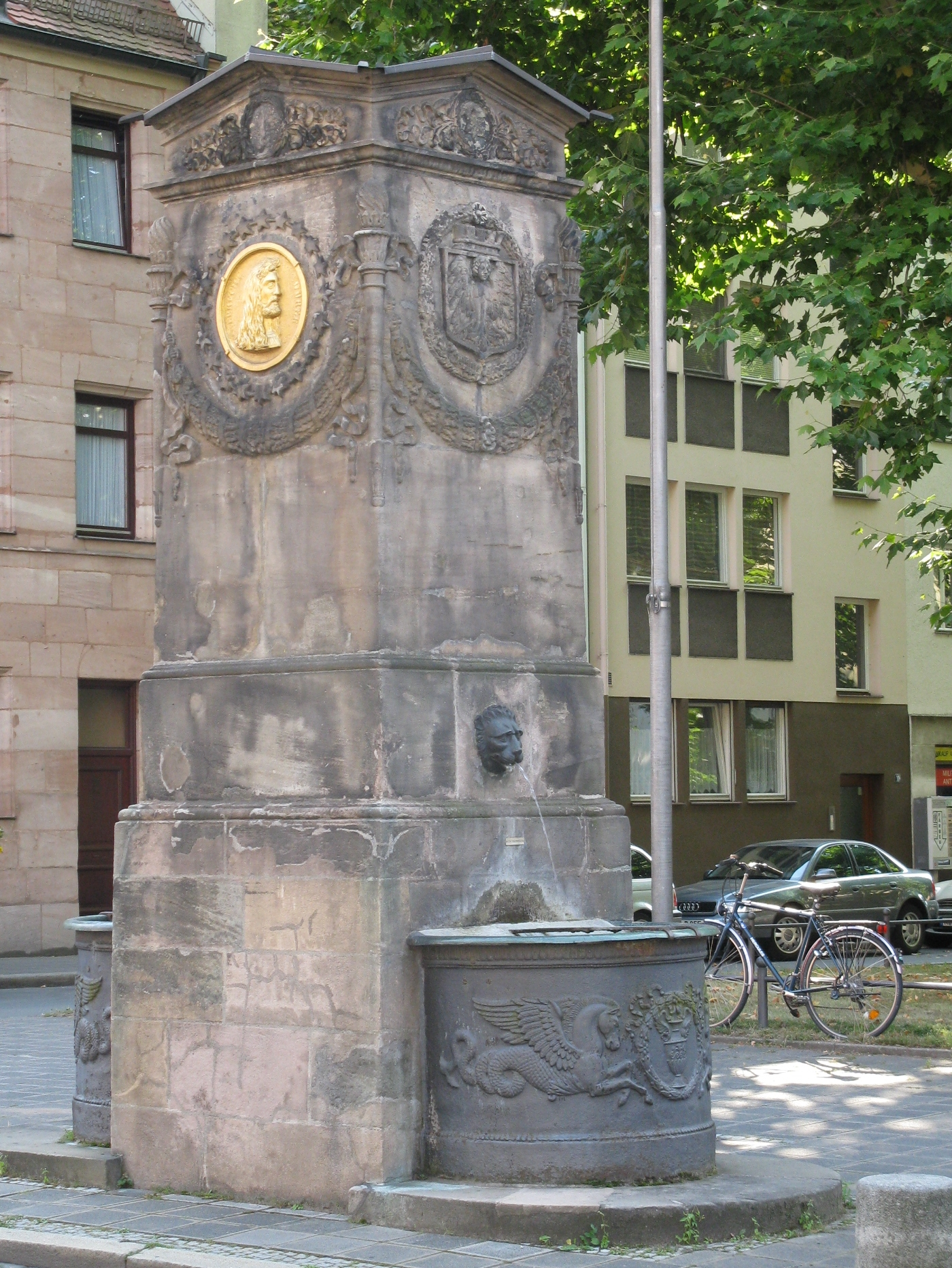
Fontaine Dürer-Pirckheimer sur la Maxplatz à Nuremberg
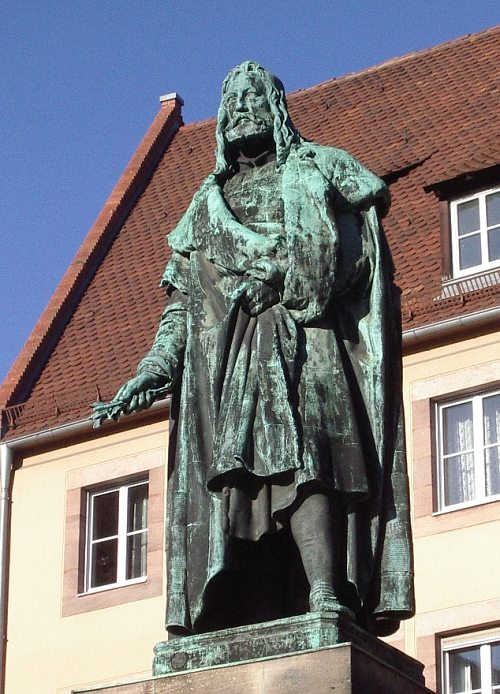
Statue sur la Albrecht-Dürer-Platz à Nuremberg
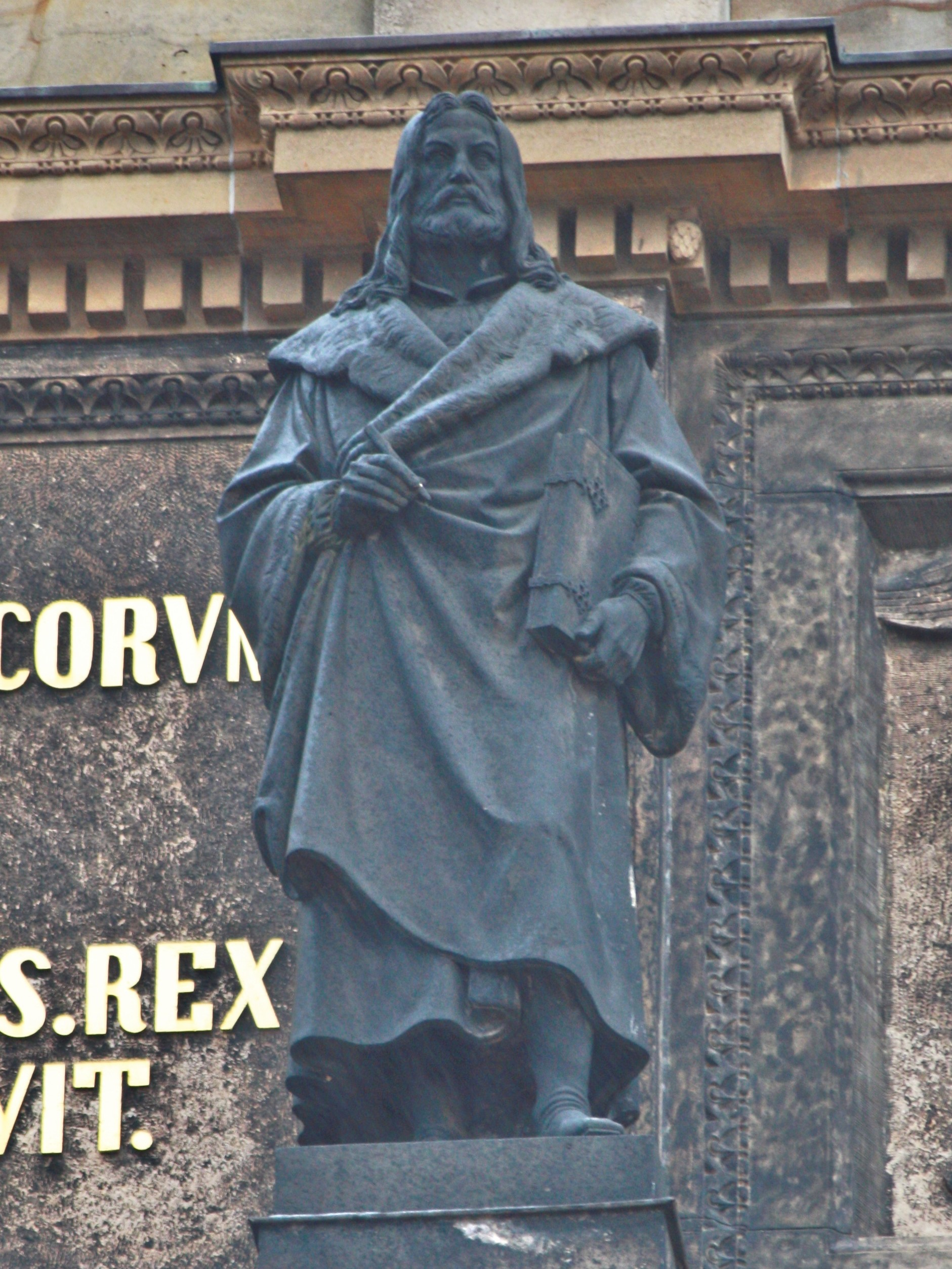
Statue sur la façade de la Gemäldegalerie Alte Meister à Dresde
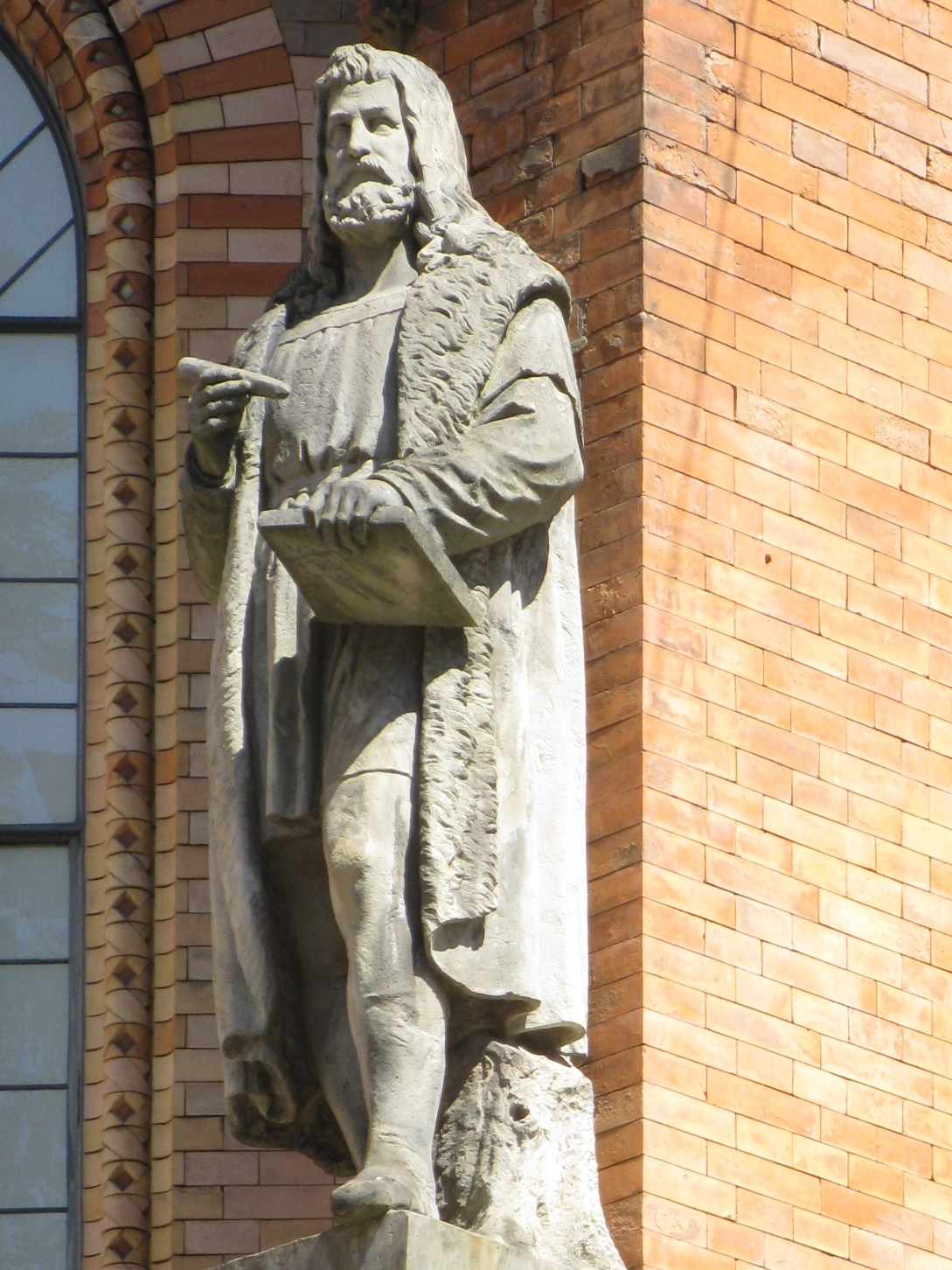
Représentaion de l'artiste sur une maison à Hanovre

En outre, il existe divers monuments liés aux œuvres de Dürer :
- Statue de l'empereur Charlemagne à Francfort-sur-le-Main. Cette statue est basée sur la peinture de Dürer Charlemagne (1513). Le 23 août 1843, pour le 1000e anniversaire du traité de Verdun, le musée Städel a fait don à la ville de Francfort-sur-le-Main de la sculpture en grès rouge du Main, œuvre du sculpteur Johann Nepomuk Zwerger. Elle a été érigée sur le pilier central oriental du Alte Brücke, face à la ville. Lors de la démolition du Alte Brücke en 1914, la statue est entrée au musée historique de Francfort, dont elle garde aujourd'hui l'entrée.
- Dürerstein (pierre de Dürer) près de Klausen au point d'où Dürer a dessiné le panorama de Klausen en 1494. Le dessin a servi de modèle pour l'arrière-plan de sa gravure Némésis (Le grand bonheur) (vers 1501).
- Sculpture en bronze du Fermier triste (2002) à Landau-Nußdorf, monument de la guerre des paysans commémorant la Pfälzischer Bauernkrieg de 1525, conçu par Peter Brauchle. Le motif cite le dessin de conception de La colonne paysanne (vers 1528) de Dürer.

L'astéroïde de la ceinture principale intérieure (3104) Dürer porte son nom

### Billets et pièces commémoratives

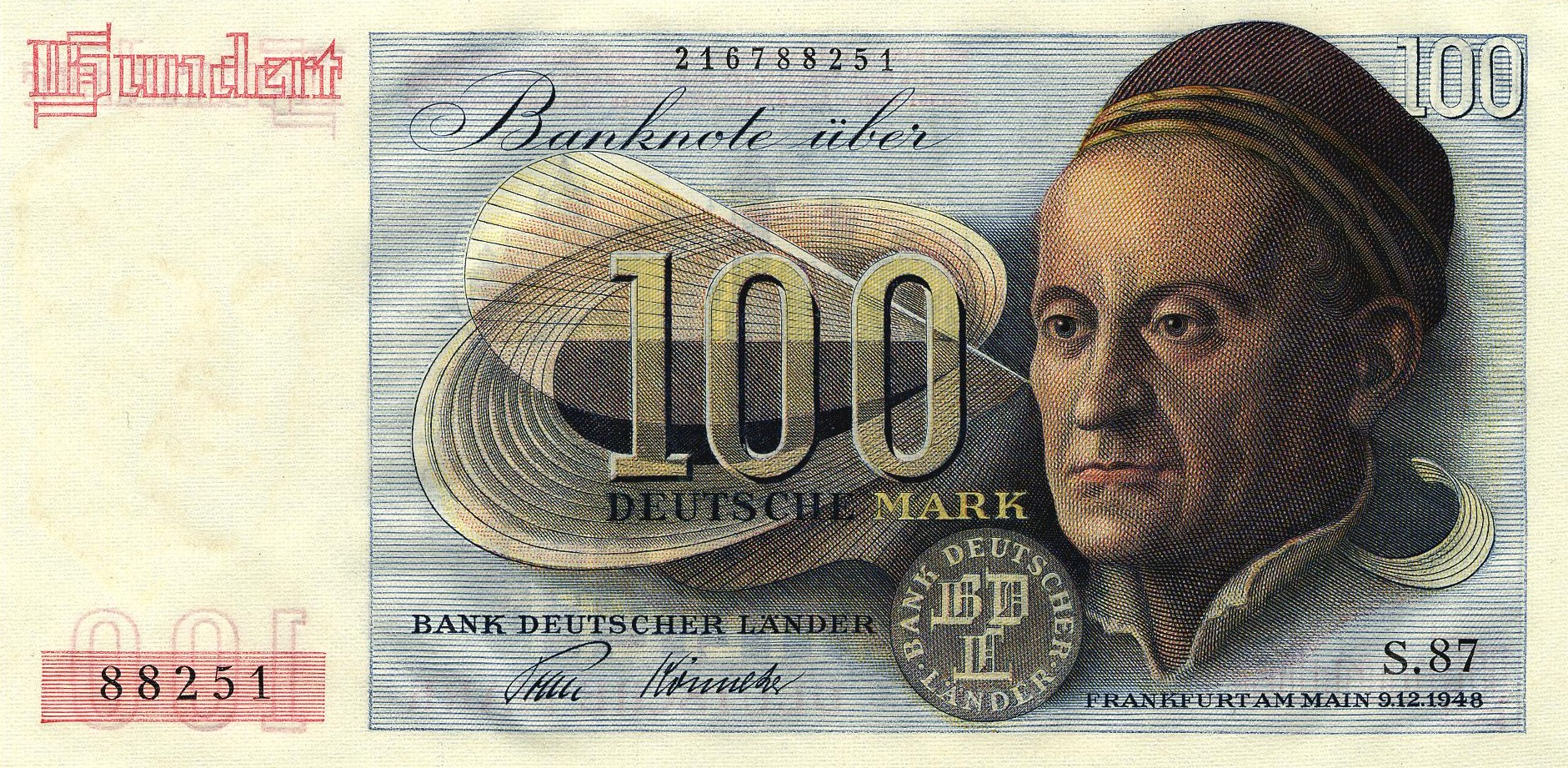
Portrait de Jacob Muffel (1526) sur le billet de 100 DM, 1948.

Certaines peintures d'Albrecht Dürer sont représentées sur des billets de banque en Deutsche Mark. À l'occasion de son 500e anniversaire en 1971, la Deutsche Bundesbank a émis une pièce commémorative en l'honneur d'Albrecht Dürer.

### Littérature et cinéma
Albrecht et Agnes Dürer sont les personnages principaux de la nouvelle de Leopold Schefer Le Mariage des artistes (1828).
La nouvelle historique Der Wiesenzaun (1913) de Franz Karl Ginzkey traite d'un épisode de la vie de Dürer.
Luther – Ein Film der deutschen Reformation, film muet de 1928 de Hans Kyser, est joué par Eugen Klöpfer dans le rôle de Martin Luther et l'acteur Max Grünberg dans le rôle d'Albrecht Dürer.
Albrecht Dürer 1471-1528 est un documentaire de 1971.
Dans Jörg Ratgeb - Peintre, long métrage DEFA sur le contemporain de Dürer, Jörg Ratgeb (1978), Albrecht Dürer est interprété par Martin Trettau.
Dürer est un docudrame de 90 minutes de 2021 de Marie Noëlle avec Wanja Mues dans le rôle d'Albrecht Dürer, Hannah Herzsprung, Sascha Geršak, Anika Mauer, Gedeon Burkhard, Felix Kammerer et Nellie Thalbach (de).